# Architektur in Heilbronn

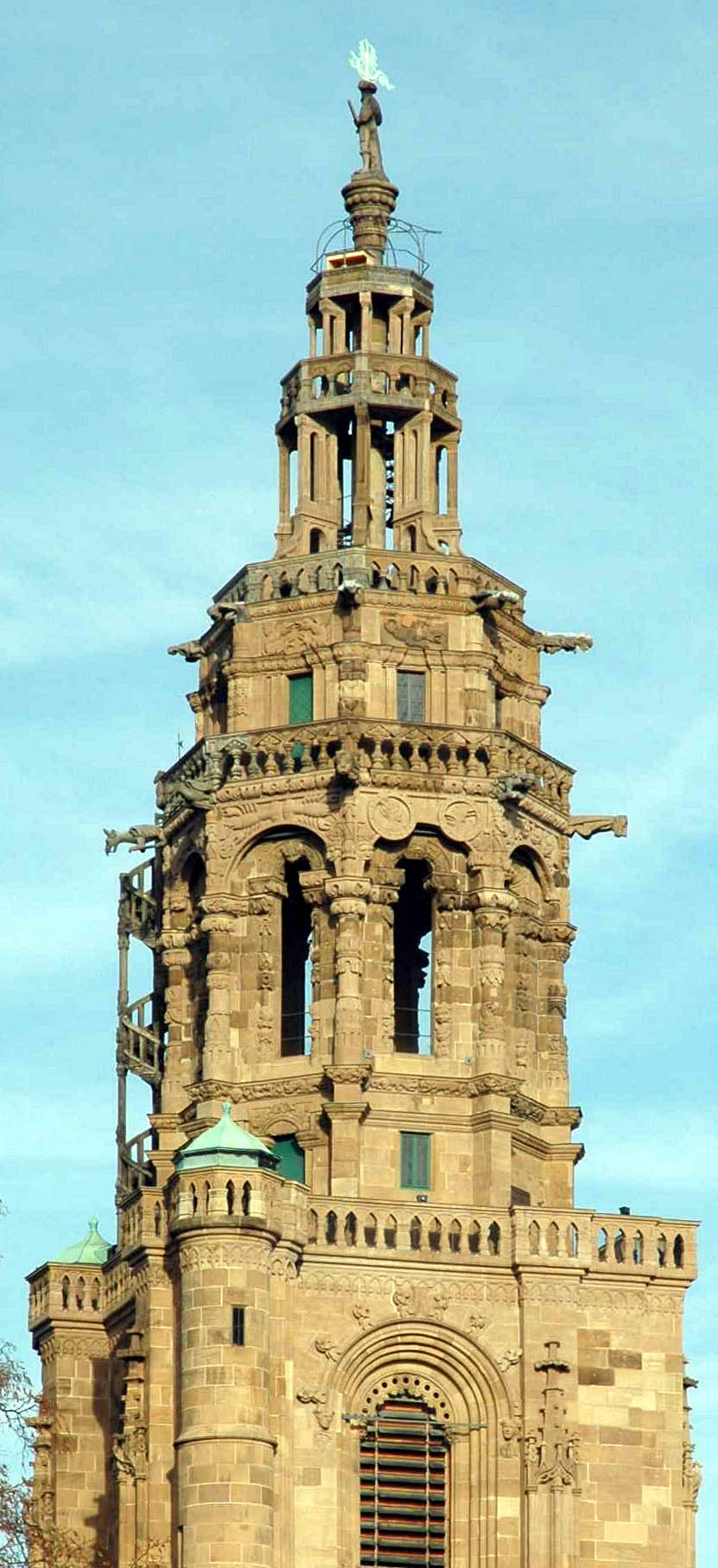
Renaissance:
Kirchturm der Kilianskirche 1513/1529 von Hans Schweiner.

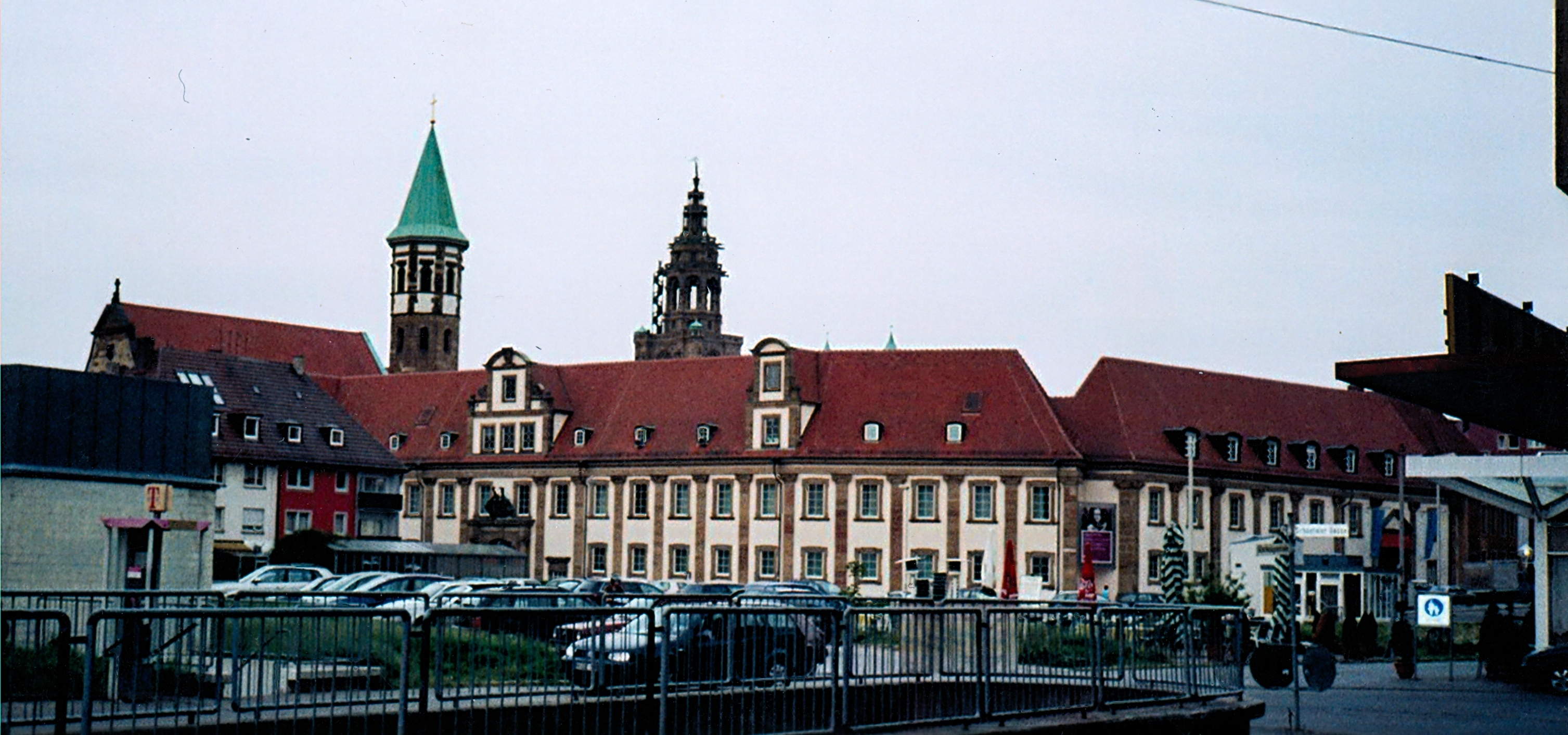
Deutschordensgebäude, 2006

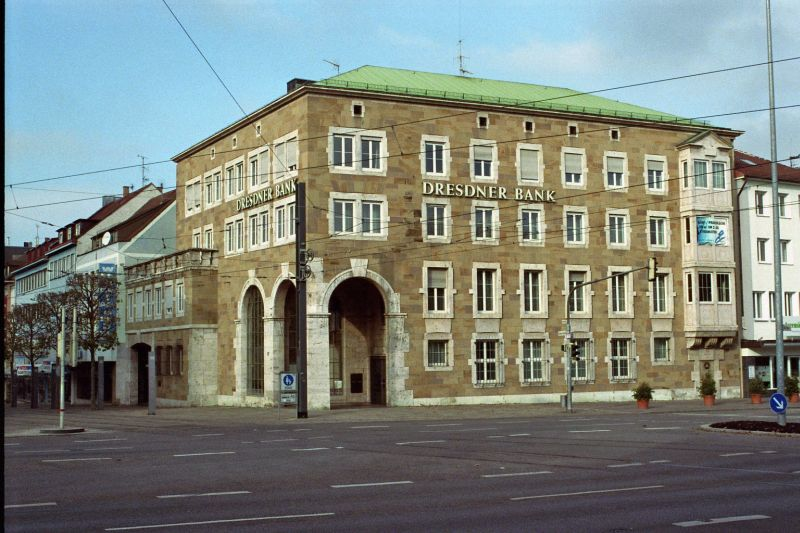
barockisierender
Heimat(schutz)stil:
Dresdner Bank 1952/1954 von P. Schmitthenner.

Die  Architektur in Heilbronn (Baden-Württemberg) reicht vom Mittelalter bis in das 21. Jahrhundert. Zahlreiche typische Bauwerke der verschiedenen Epochen der Architekturgeschichte sind erhalten, vieles ging jedoch verloren.
Beispiele für die mittelalterliche Architektur in Heilbronn sind eine romanische Kapelle des Deutschordensmünsters St. Peter und Paul und der gotische Hallenchor der Kilianskirche. In der Neuzeit wurde der Westturm der Heilbronner Kilianskirche im Stil der Renaissance errichtet. Die Prachtentfaltung des Barock spiegelt sich in der Fassade des Großen Deutschhofes wider. Mit dem gewonnenen Krieg von 1870/71 erfuhr die Wirtschaft einen Aufschwung und es entstand in der Gründerzeit eine Vielzahl von Gebäuden im Stil des Historismus. In der Moderne ab 1900 zeigte sich englische Landhausarchitektur in Heilbronn. Nach dem Vorbild der Landhausarchitektur wurden Angestelltenhäuser der Firma Knorr im Heimatschutzstil gebaut. Das wichtigste Bauwerk aus der Zeit vor dem Ersten Weltkrieg war das im Jugendstil errichtete Alte Theater. Für die Architektur der Moderne in der Zeit danach stehen Bauwerke im Stil des Funktionalismus und des Expressionismus.
Beim Luftangriff auf Heilbronn am 4. Dezember 1944 wurde die Stadt fast vollständig zerstört. Die Architektur der Nachkriegszeit war durch die Architektur aus der Vorkriegszeit wie dem Heimatschutzstil und dem Organischen Bauen geprägt. Der Wiederaufbau der früheren Altstadt Heilbronns erfolgte mit drei- bis viergeschossigen Putzbauten mit Satteldach nach Plänen von H. Volkart, mit denen der für die Stuttgarter Schmitthenner-Schule typische barockisierende Heimatstil wiederaufgenommen wurde. Laut Schweizer sei Volkarts’ Stadtbauplanentwurf „einer der besten des Landes“ und „diese Arbeit [würde] den fehlenden 1. Preis darstelle[n]“. Auch P. Schmitthenner und J. Hoffmann gestalteten Bauten in der ehemaligen Altstadt im Stil der Stuttgarter Schule bzw. Heimatstil. Parallel zum Wiederaufbau erfolgte auch die sog. „zweite Zerstörung“ Heilbronns, bei der Bauten, die den Krieg beschädigt überstanden hatten, entfernt wurden, wie die Heilbronner Friedenskirche und die Alte Harmonie.
Die 1970er-Jahre waren durch die Architektur des Brutalismus geprägt. Das höchste Geschäftshaus wurde 1971 mit dem siebzehngeschossigen Shoppinghaus fertiggestellt. Im Baugebiet „Rosenberg“ wurde bei dessen Erschließung 1972/1973 das Rosenberg-Hochhaus, ein zwanziggeschossiges Wohnhochhaus, errichtet. In den 1970er Jahren wurde ebenso das alte Stadtbad am Wollhausplatz, das alte Theater am Nordende der Allee und die Villa Rümelin abgebrochen. Nach Architekturhistoriker Hennze waren sie stille Zeitzeugen, die „man noch zum Sprechen bringen konnte“. Mit der Zerstörung der Zeitzeugen aus Stein seien diese aber zum Schweigen verurteilt.
Das Heilbronner Stadtbild wird heute durch die Postmoderne der 1980er- und 1990er-Jahre und Gegenwartsarchitektur des 21. Jahrhunderts bestimmt.

## Architekturgeschichte

### Vorromanik
741 schenkte der fränkische Hausmeier Karlmann dem Bistum Würzburg eine Michaelsbasilika. Älteren Forschungen zufolge war die Michaelsbasilika ein Vorgängerbau der Deutschordenskirche Heilbronn. In den Jahren 1994/95 wurde bei Renovierungsarbeiten in der Südwand der Chorturmkapelle Mauerwerk und unter der Seitenkapelle Fundamentreste aus Kalkstein gefunden, die noch älter als die heutige Bausubstanz sein müssen. In Verlängerung der Südwand des Turmes wurden Fundamentmauern aus Kalksteinen gefunden, weiter entdeckte man die Gewände einer 40 cm tiefen, 212 cm breiten und im Scheitelpunkt ebenso 212 cm hohen Nische, die aus Kalksteinen gemauert war und zwei Drittel der Turmwandstärke einnimmt. Dieser Kalkstein reicht bis in die Mitte des ersten Obergeschosses an der südöstlichen Seite des romanischen Chorturmes, während das übrige Gebäude aus Sandstein besteht. Die Funde blieben jedoch undatiert, und ihr Ursprung bleibt offen.

### Romanik

Turm des Deutschordensmünsters, romanischer Teil

Im südlichen Teil Heilbronns konnten Siedlungszeugnisse aus dem 11./12. Jahrhundert nachgewiesen werden, die der Siedlung Hanbach zugeschrieben werden. Teile Hanbachs gingen in den Besitz der Deutschordenskommende über, die dort 1225 einen Deutschordenshof errichtete. Als 1230 die Deutschordensherren eine romanische Marienkapelle bauten, stießen sie auf Reste eines Vorgängerbaus aus Kalksteinmauerwerk, das sie als zweckdienliche Vorleistung in den Bau ihres spätromanischen Chorturmes aus Sandstein aufnahmen. Bemerkenswert ist der romanische Altar aus dem Jahr 1250 in der kreuzgewölbten Chorturmkapelle. Der Stipes, auf dem die Altarplatte ruht, besteht aus einem massiven sarkophagähnlichen Block. Die Brüstungsfelder des Blocks zeigen vierpassförmige Blenden. An den Ecken und an der Mitte der Längsseite des Altarunterbaus befinden sich Säulen, die unterschiedliche Kapitelle aufweisen und mit einem gemeinsamen Palmettenfries verbunden sind. In den Ecken des Turmchores befinden sich vier spätromanische Halbsäulen, deren oberer Abschluss jeweils ein Kelchknospenkapitell bildet. Als weiterer Bauschmuck wurde dem Kapitell ein mit Menschenköpfen verzierter Kämpferstein aufgesetzt. Auf diesen Säulen ruht das mit einem Schlussstein verzierte Kreuzgewölbe. Der Schlussstein weist mit seinem vierblättrigen Vierpass auf die Verwandtschaft mit der Johanniterkirche in Boxberg-Wölchingen und auf den Bamberger Dom hin. Der romanische Rundbogen zeigt die alte Bemalung in Schwarz und Rot, wie es in der Zeit der Romanik üblich war. Kleine Chorturmkirchen mit dem Charakter einer Wehrkirche stellen die wichtigsten Zeugnisse romanischer Sakralbaukunst dar, obwohl sich von den Kirchen meist nur die Chortürme erhalten haben.

### Gotik
Aufgrund des am 27. August 1333 erhaltenen Neckarprivilegs und der Reichsstadtwürde von 1371 erlangte die Stadt großen Reichtum, der sich vor allem in der Architektur niederschlug. So konnten im 15. Jahrhundert zahlreiche prominente auswärtige Baukünstler wie Hans von Mingolsheim, der Stuttgarter Aberlin Jörg und Anton Pilgram aus Wien mit bedeutenden Bauwerken betraut werden. 1447 beauftragte der Rat Hans von Mingolsheim, der vorher in Speyer und Straßburg tätig gewesen war, das Karmeliterkloster im Stil der Gotik zu erbauen. Aberlin Jörg errichtete in den Jahren von 1480 bis 1487 den spätgotischen dreischiffigen Hallenchor der Kilianskirche. Die Entstehung dieses Hallenchors weist auf die Verwandtschaft zur Bauhütte in Wien und auf die Mitarbeit von Anton Pilgram hin.

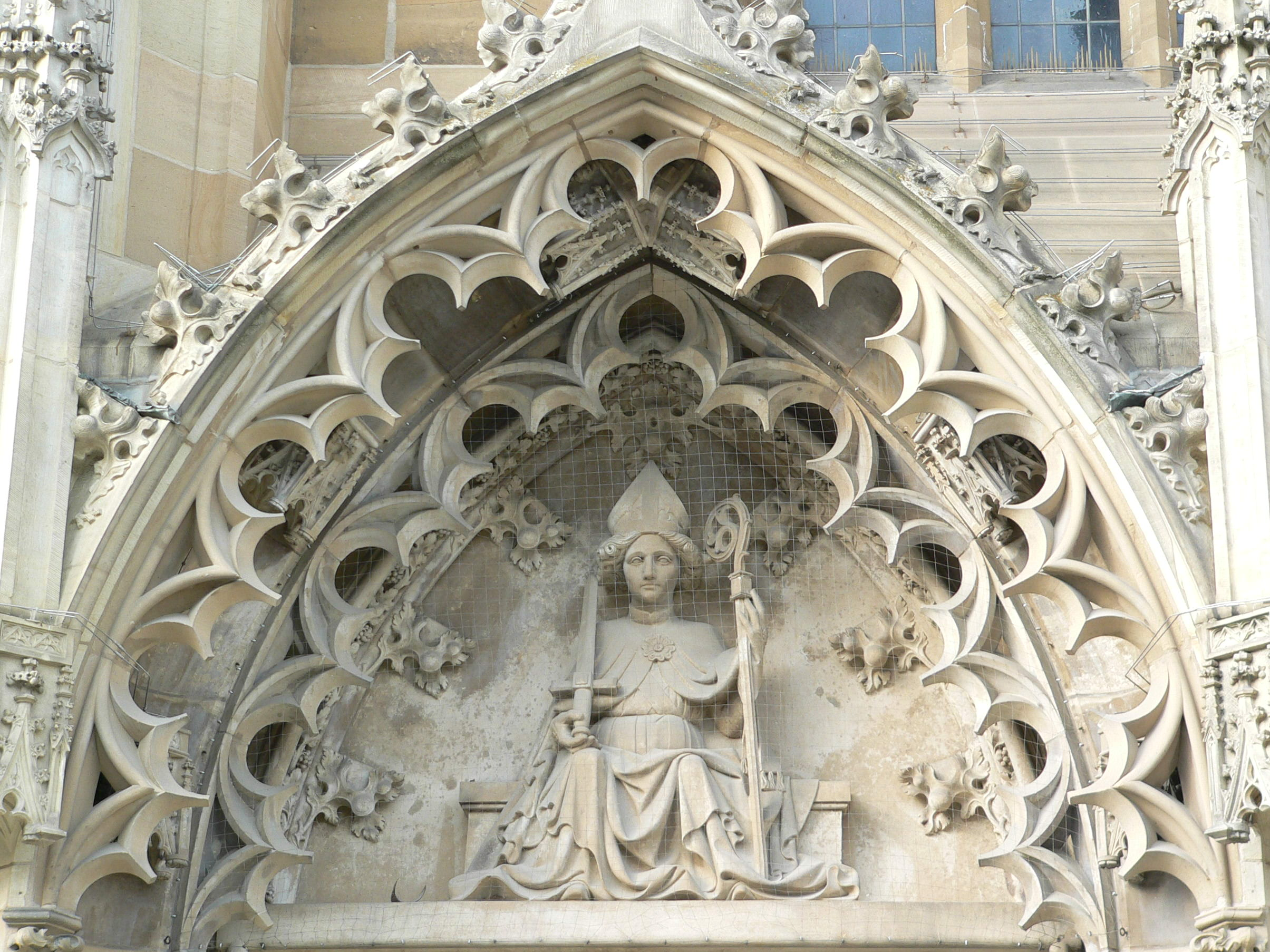
Gotik: Südportal Kilianskirche

- Gotik:
 Südportal Kilianskirche

### Renaissance

Portal der Dreifaltigkeitskirche

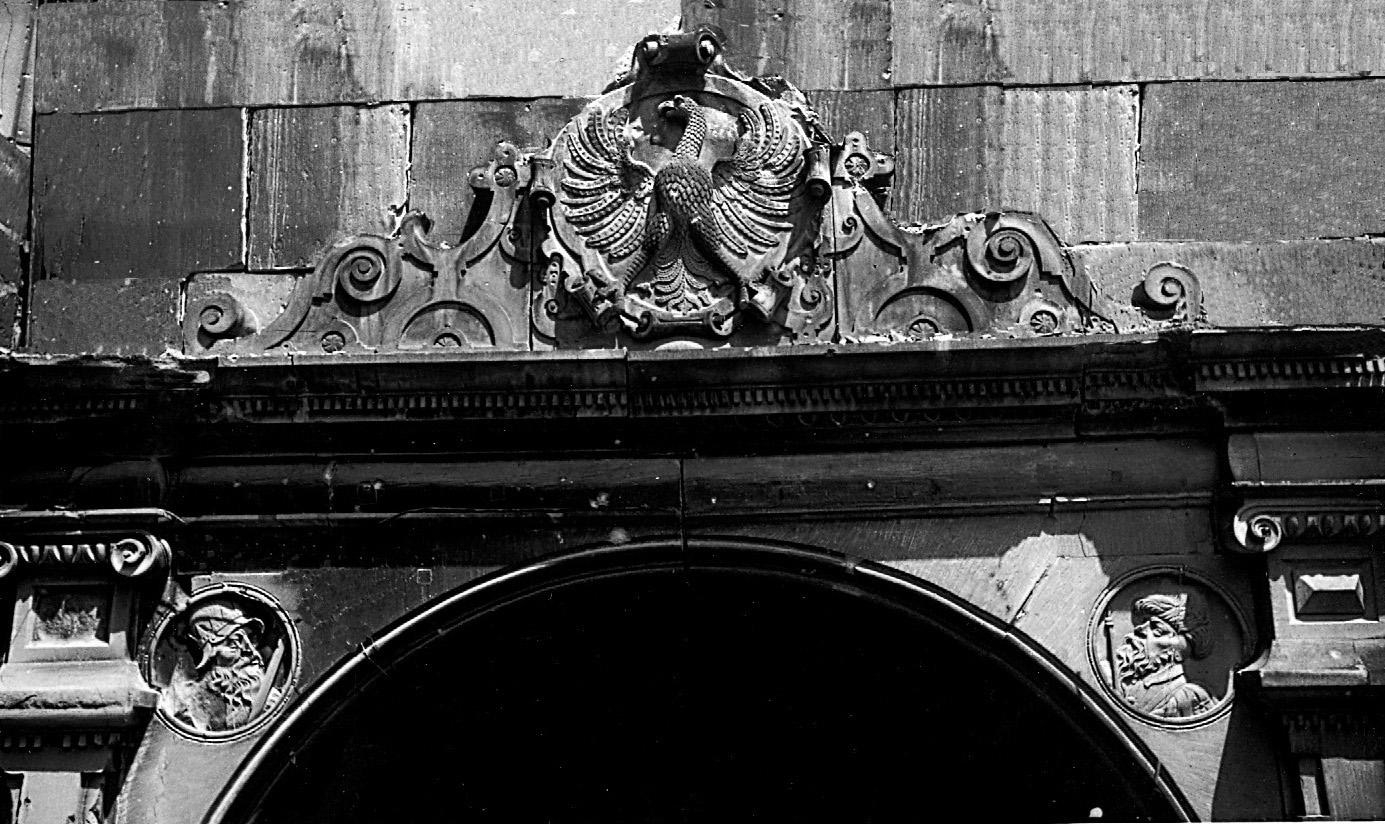
Portal der Neuen Kanzlei

Der Hafenausbau mit Radkran im Jahre 1515 brachte einen weiteren wirtschaftlichen Aufschwung, der den Bau des ersten Renaissanceturms nördlich der Alpen und des Rathauses mit Kunstuhr ermöglichte. So schuf 1513 Hans Schweiner den Turm der Kilianskirche. Die Architektur der Renaissance setzte sich in der Gestaltung des Rathauses in den Jahren 1579 bis 1583 durch Hans Kurz und Isaak Habrecht fort. Hans Kurz war einer der wichtigsten Baumeister der Renaissance in Heilbronn. Er baute auch das Imlin’sche Haus. In den Jahren 1598 bis 1600 wurde im Auftrag des Rats das Fleischhaus nach den Plänen von Hans Stefan errichtet, wobei Jakob Müller als Bildhauer bei der Gestaltung der Figuren tätig war. Die wichtigsten Beispiele für die Renaissance in Heilbronn sind der Kirchturm der Kilianskirche, das Alte Rathaus, das Cäcilienbrunnenhaus und das Fleischhaus. Verloren gegangen ist die Dreifaltigkeitskirche, die ehemalige Katharinenspitalkirche, die 1483 aus einer älteren Kapelle hervorgegangen war, während der Reformation evangelisch wurde und nach einem Brand im Jahr 1624 mit einem aufwändigen Volutengiebel und Portal im Renaissancestil wiederaufgebaut wurde.

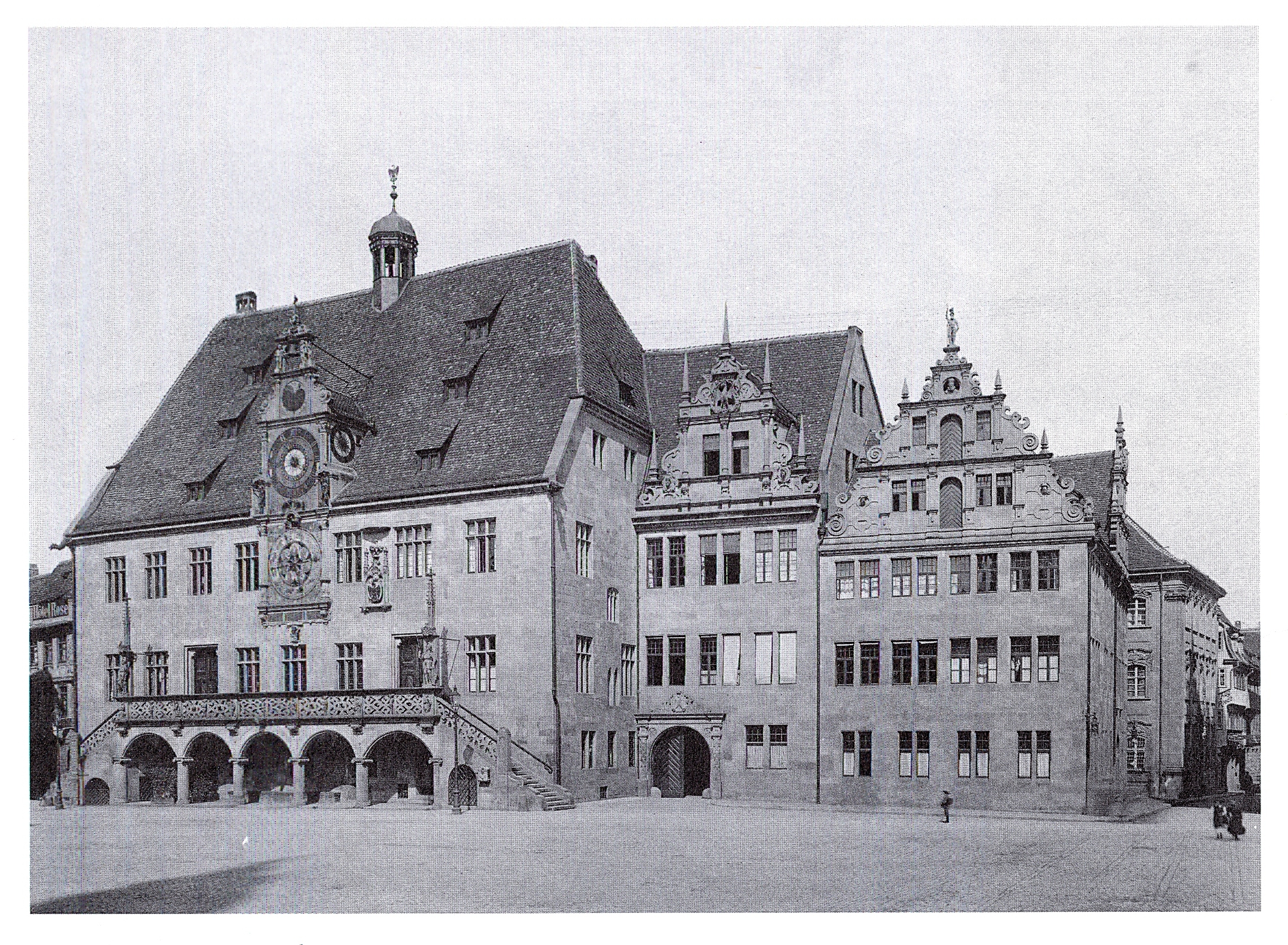
Altes Rathaus, 1911

### Barock
In der zweiten Hälfte des 18. Jahrhunderts erlebte die Stadt als Hauptstapelplatz für den Handel zwischen dem Rhein und dem Donaugebiet erneut eine kulturelle und wirtschaftliche Blüte. Es entstanden zahlreiche Bauten im Stil des Barock, wie der Hafenmarktturm, den der Straßburger Johann Georg Meyer im Jahre 1730 schuf. Für die Epoche des Barock zwischen 1600 und 1780 waren die höfische Lustarchitektur und die Darstellung von Pomp, Luxus und Pracht in der Architektur der katholischen Kirche charakteristisch. Als Beispiel für die Prachtentfaltung der Kirche gilt das durch die Gebrüder Franz und Johann Michael Keller und A. Colomba barockisierte Deutschordensmünster. J. M. Keller und sein Bruder Franz waren die Vorreiter von Balthasar Neumann und Fischer von Erlach. Als Beispiele für die repräsentative, höfische Architektur der Deutschordensherren in Heilbronn sind die seit 1688 in Sontheim befindliche barocke Sommerresidenz und der nach Plänen von Wilhelm Heinrich Behringer errichtete Große Deutschhof im Stil des Hochbarock zu nennen, der für Heilbronner Verhältnisse eine beträchtliche Größe hatte und das Stadtbild bis heute prägt. Die 24-achsige geknickte Westfassade und die Fassade des anschließenden achtachsigen Südflügels wurden mit ionischen Pilastern, Zwerchgiebeln und säulenbestandenen Portalen gegliedert.

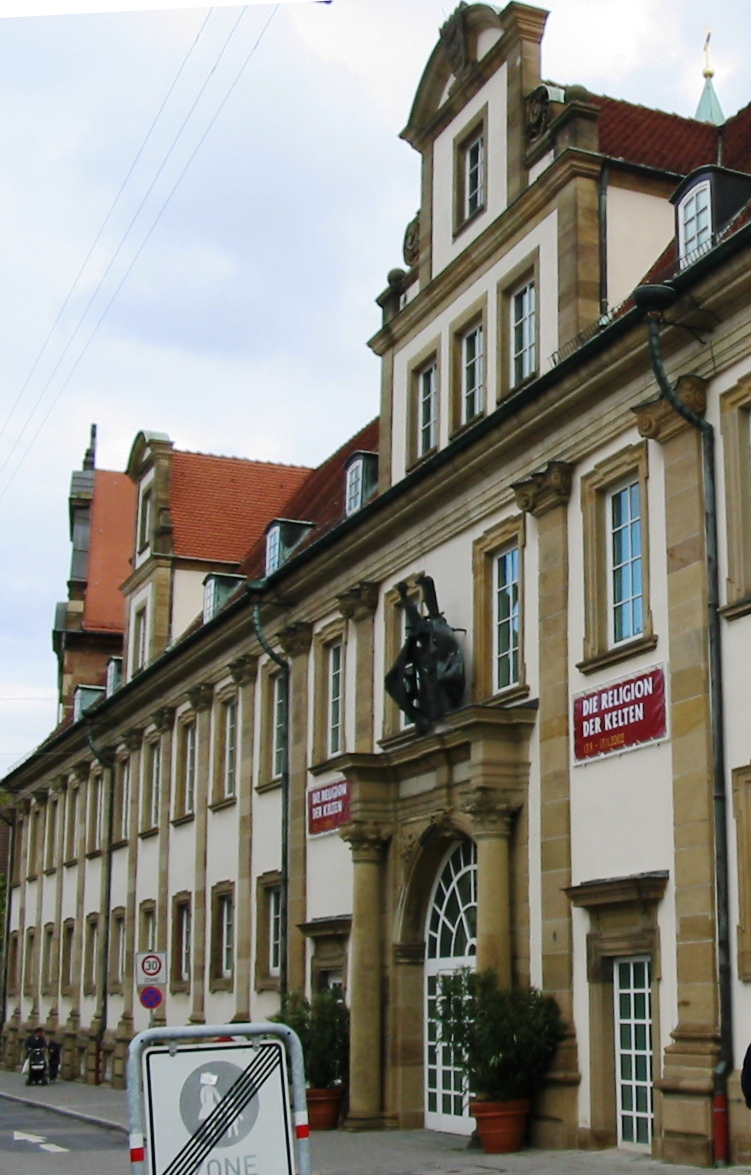
Deutschordenshof
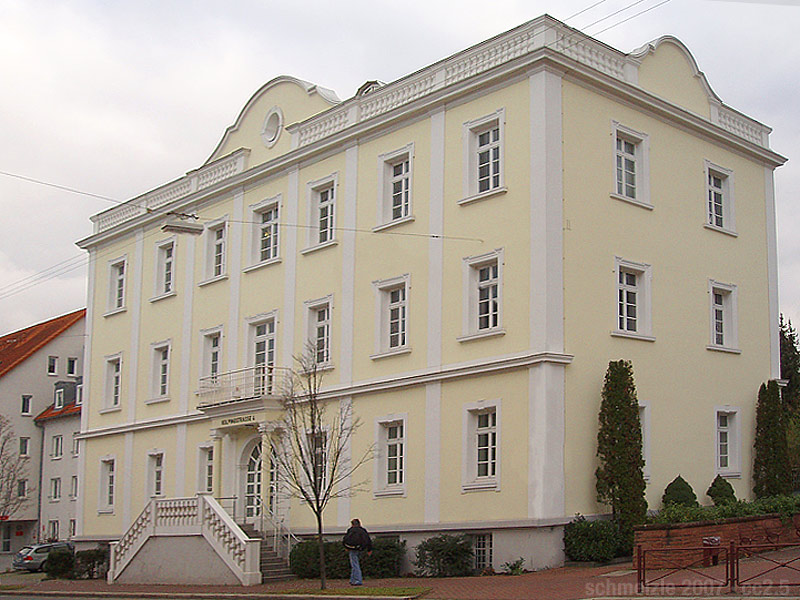
Ehem. Sommerhaus des Deutschen Ordens in Heilbronn-Sontheim

### Rokoko

Städtisches Archivgebäude, Detail

Beispiele für Bauten im Stil des Rokoko waren die Einhornapotheke, das Kraichgauarchiv und das Alte Stadtarchiv. Erhalten geblieben ist das Schießhaus.

### Klassizismus
Der verspielte Stil des Barock wurde als willkürlich kritisiert. Daher wollten die Bauherren und Architekten des 18. Jahrhunderts eine Baukunst, die nüchtern war. Diese neue Baukunst sollte vom Geist der Aufklärung inspiriert sein. Dabei galten archäologische und bauhistorische Zeugnisse in Italien, Griechenland und im Nahen Osten als Vorbilder für die neue Epoche des Klassizismus. Heilbronn war auf dem Gebiet des Profanbaus im Stil des Klassizismus führend. Schon zu Anfang des 19. Jahrhunderts belegen mehrere herrschaftliche Palais den Wohlstand der Stadt Heilbronn, so das Rauch’sche Palais, das als frühes Beispiel des Klassizismus in Heilbronn gilt und in den Jahren 1877 und 1878 im Stil der Renaissance von Robert von Reinhardt restauriert worden war. Andere Beispiele für den Klassizismus in Heilbronn sind die Villa Mertz und die Villa Rauch.

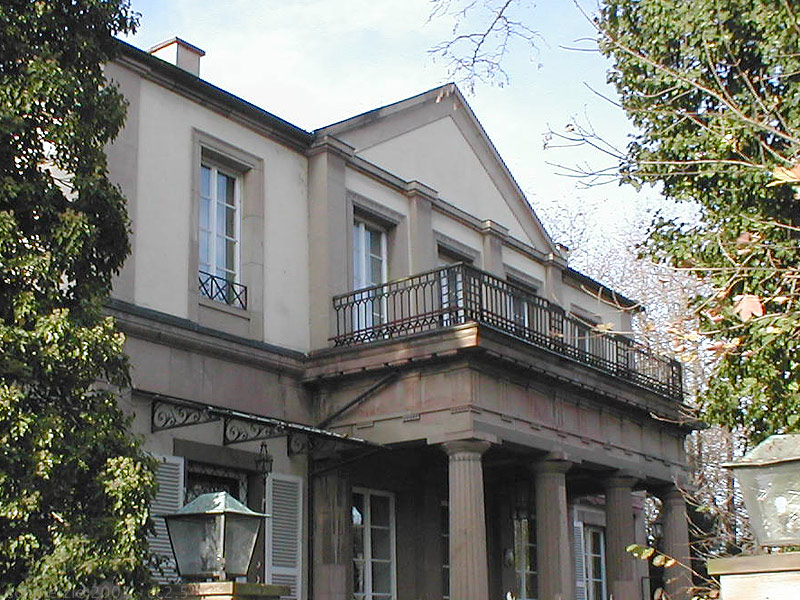
Villa Mertz, klassizistisches Säulenportal
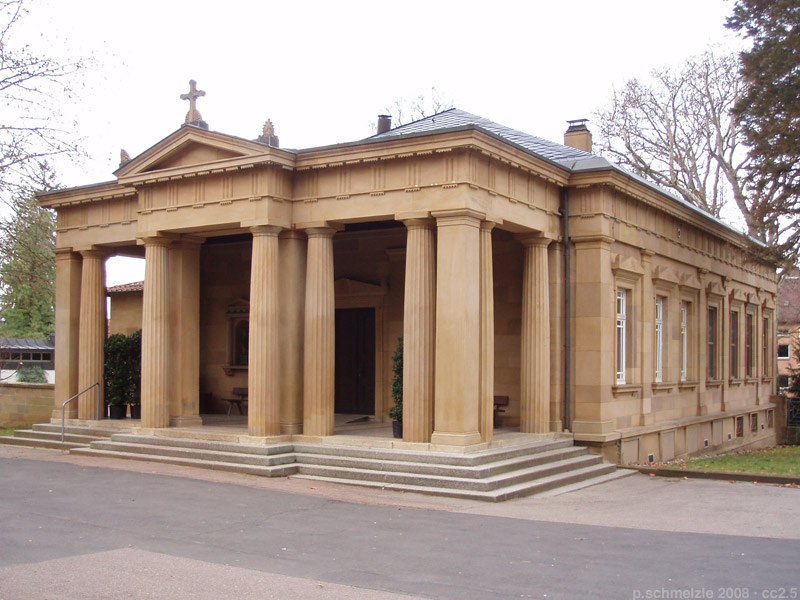
Die klassizistische Leichenhalle des Hauptfriedhofs in Heilbronn

### Rundbogenstil

Wilhelmsbau, Rundbogenstil

Die Architektur im Übergang vom Klassizismus zum Historismus war durch den sogenannten Rundbogenstil gekennzeichnet, eine frühe Phase des Historismus, der neuromanische und klassizistische Elemente zu einem harmonischen Ganzen verband.
Der Wilhelmsbau mit seinen Rundbogenfenstern im Mittelrisalit und der alte Heilbronner Bahnhof sind Beispiele für den Rundbogenstil, wie er für die 1840er Jahre typisch war. Auch die von Gottlob Georg Barth errichtete Pfarrkirche St. Alban in Kirchhausen dokumentiert den Rundbogenstil.

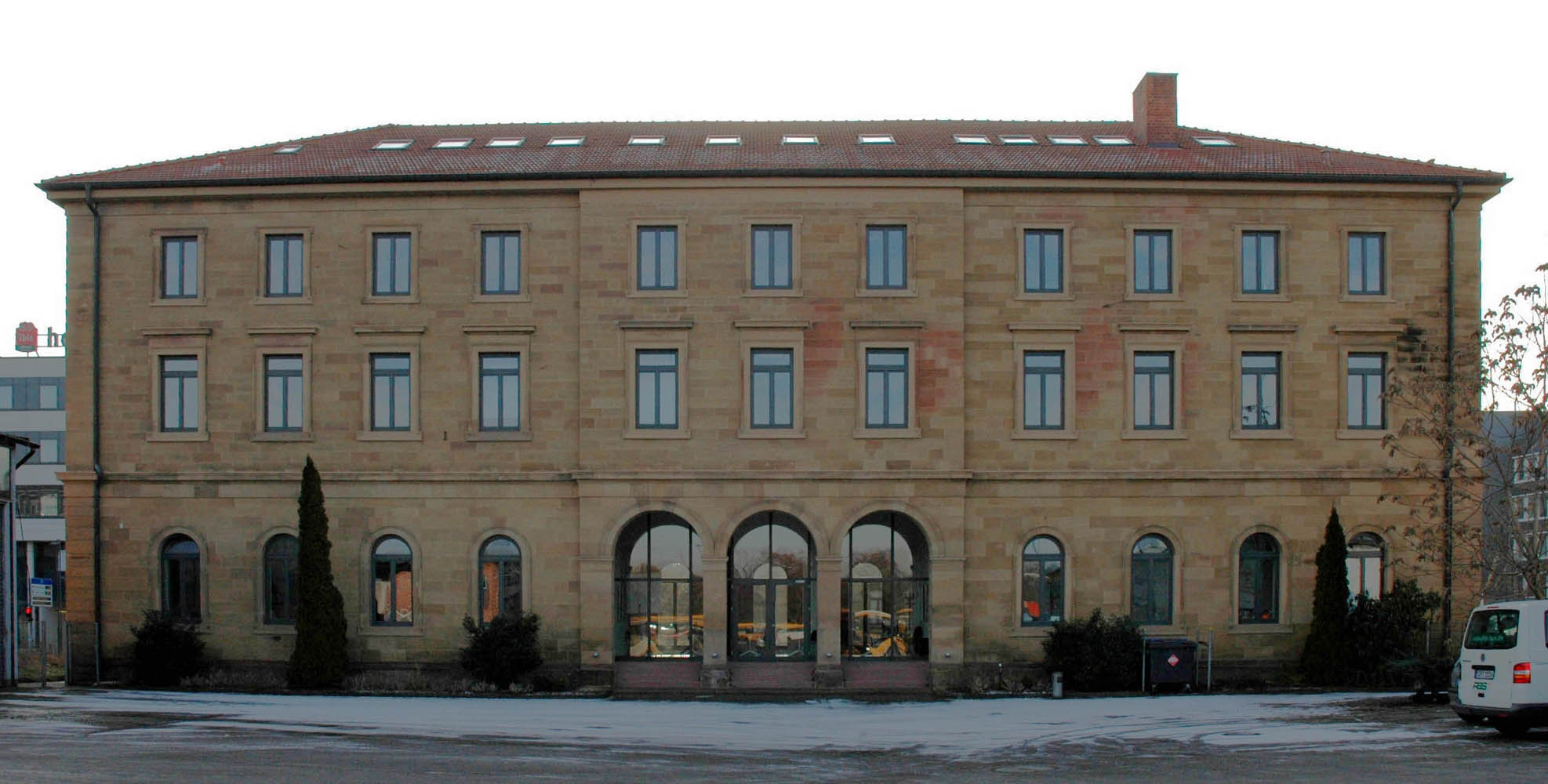
Alter Bahnhof

### Historismus

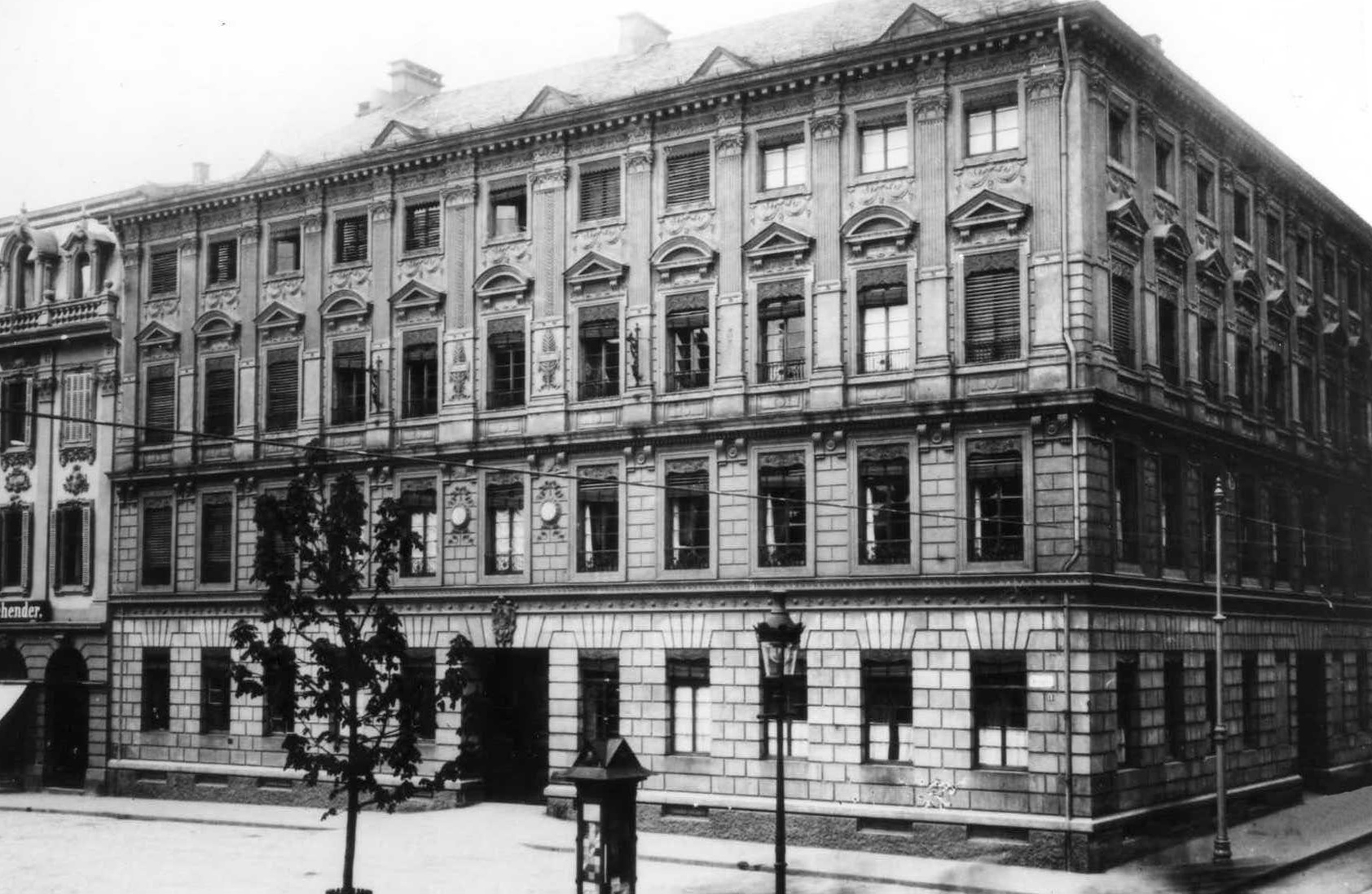
Rauch’sches Palais am Marktplatz im historistischen Stil der Neorenaissance

Haus Wilhelmstr. 26, Detail mit Erker und Turmhelm

In der Architektur des Historismus war eine Abgrenzung zum Klassizismus kaum zu erkennen. Beide Stile hatten Details der Baukunst vergangener Epochen aufgenommen und diese miteinander vermischt. Der Historismus des 19. Jahrhunderts in Heilbronn war dadurch geprägt, dass prominente auswärtige Künstler wichtige Bauaufträge erhielten. Gottlob Georg Barth aus Stuttgart gestaltete 1808 den ersten Stadterweiterungsplan für die Stadt Heilbronn, 1829 entwarf Ludwig von Zanth das Heilbronner Hauptzollamt, 1834 erstellte Gottlob Georg Barth einen Erweiterungsplan für die Stadt. Die Stadt versuchte 1835, den prominenten Architekten Ludwig Friedrich Gaab als Stadtbaumeister zu engagieren.
Wirtschaftliche und bauhistorische Meilensteine waren die Eröffnung des Wilhelmskanals, der Bau der Vorstädte unter Millas und die Riesenstraße unter Professor Baumeister. Im selben Jahre errichtete Ludwig von Zanth das Goppeltsche Haus am Fleiner Tor mit Malereien im pompejanischen Stil. Obwohl Ludwig Friedrich Gaab nicht als Stadtbaumeister zu gewinnen war, errichtete er Mitte des Jahrhunderts das Hauptpostamt am Neckar. Ab der Gründerzeit wurden noch zahlreiche prominente auswärtige Künstler mit qualitativ hochstehenden Werken betraut: Robert von Reinhardt aus Stuttgart errichtete 1876 die Alte Harmonie sowie die Villa Adelmann, die Villa Faißt und die Villa Seelig, der Stuttgarter Stadtbaumeister Adolf Wolff entwarf ab 1877 die alte Synagoge, der in Heilbronn gebürtige Bezirksbauinspektor Theodor von Landauer baute in seiner Heimatstadt das Zellengefängnis, die Berliner Johannes Vollmer und Heinrich Jassoy entwarfen ab 1897 die Friedenskirche und die Villa Carl Knorr. Weitere Beispiele für die Architektur des Historismus in Heilbronn sind die Villa Dittmar von Hermann Maute, der Schweinsbergturm von Ludwig Eisenlohr und Carl Weigle und die Villen Mayer, Villa Hagenmayer und Cluss von Theodor Moosbrugger.

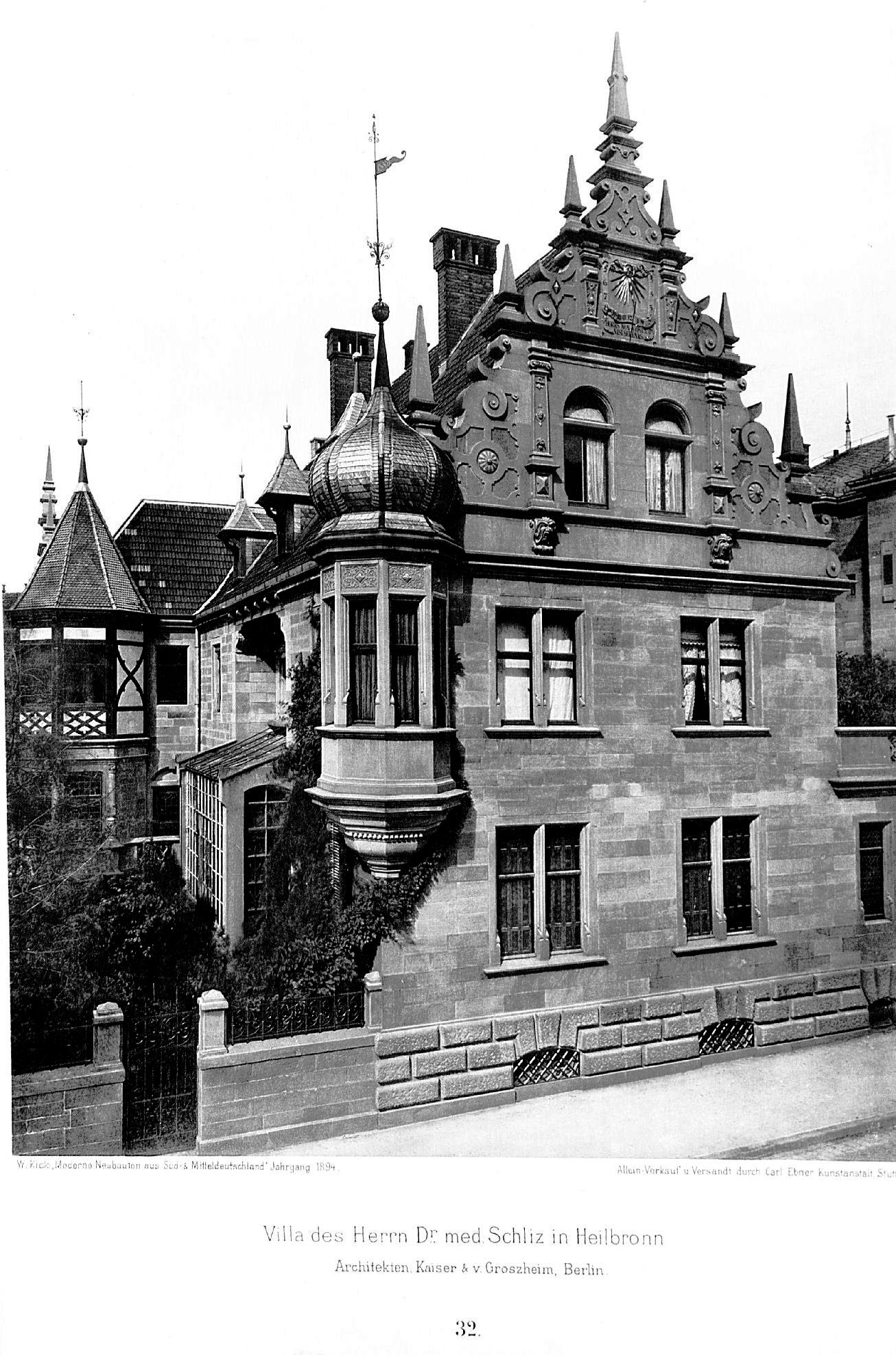
Ansicht der Villa Schliz, Hohe Straße
Villa Rümelin (Wilhelmstraße)
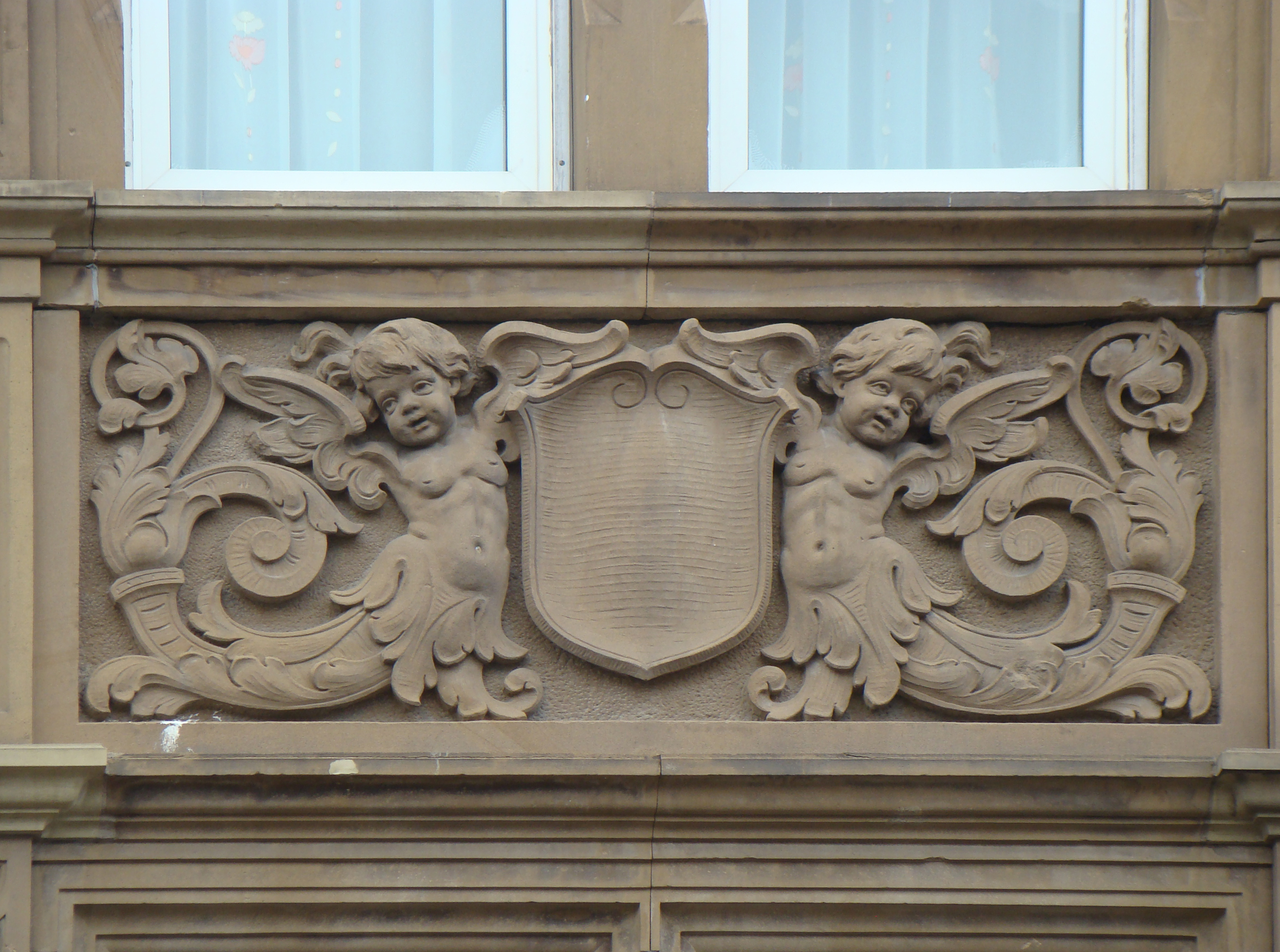
Haus Wilhelmstraße 52
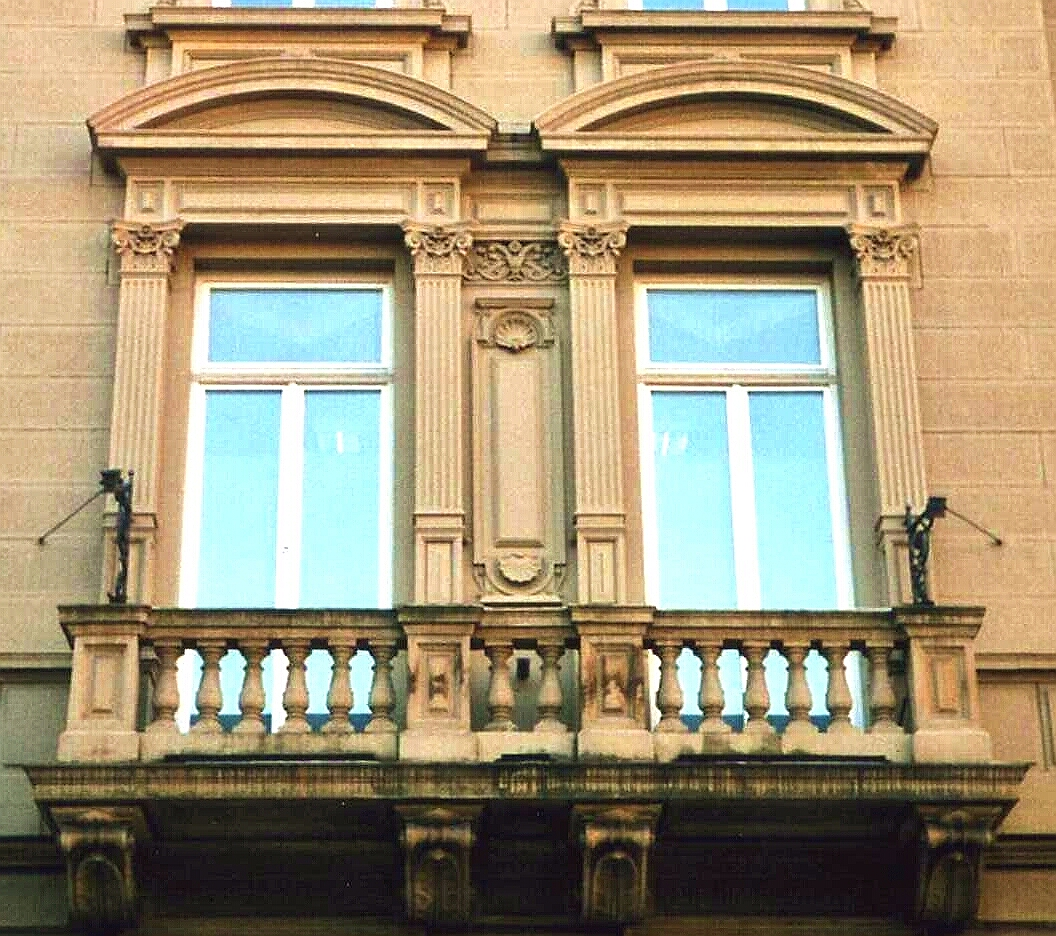
Haus Cäcilienstraße 60

### Moderne ab 1900

Werderstraße 154 (Heilbronn): „Loslösung vom Historismus“

#### Werkbund
Die Epoche des Historismus in Heilbronn ging langsam zu Ende und wich einer neuen, modernen Bauauffassung, die kurz vor dem Ausbruch des Ersten Weltkrieges entstanden war. Bereits um 1900 hatte der Vorsitzende des Deutschen Werkbundes Peter Bruckmann gefordert, dass keine Architektur im mittelalterlichen Stil zu gestalten sei. Die Architektur der Vergangenheit und die der Zukunft stellten zwei gegensätzliche Positionen dar, die Bruckmann gemeinsam mit Karl Luckscheiter zu überbrücken versuchte. So waren auf der Industrie-, Kunst- und Gewerbeausstellung in Heilbronn historische Türme und Giebel nur noch in Form hölzerner Kulissen zu sehen. Bruckmann verlangte, dass die Architektur Spiegelbild der modernen gewerblichen und industriellen Tätigkeit sein solle und lehnte eine Verwendung historischer Stile in der Architektur ab. Im Jahre 1907 gründete Peter Bruckmann zusammen mit Hermann Muthesius, Theodor Fischer und Richard Riemerschmid den Deutschen Werkbund, der Wert auf Qualität und gute Form legte. Dabei gelten sowohl Hermann Muthesius als auch Theodor Fischer als Vorreiter der architektonischen Moderne. Diese neue Auffassung machte sich auch in der Heilbronner Architektur bemerkbar. Als Beispiele für diese neue Zeit, in der noch gemäßigt modern gebaut wurde, gelten:

#### Villa Pielenz
Mit dem Bau der Villa Pielenz wurde die englische Landhausarchitektur in Heilbronn eingeführt. Dieser wurde von Hermann Muthesius vertreten, der mit dem Historismus brach und die Anlehnung an die englische Landhausarchitektur suchte. Mit der Adaption der Landhausarchitektur aus England machte Muthesius den sogenannten Heimatstil in Deutschland bekannt. Beispiele für den Heimatstil in Heilbronn sind die von Theodor Moosbrugger errichteten fünf Wohnhäuser an der Nordseite der Heilbronner Liebigstraße. Der nach 1900 entstandene Heimatstil hatte einen reformistischen Anspruch, war gegen die historisierende Bauweise des ausgehenden 19. Jahrhunderts gerichtet und verlangte eine Architektur, die schlicht, handwerklich-solide und landschaftstypisch war. Kennzeichen ist die Giebelwand, die mit Schindeln verblendet ist.

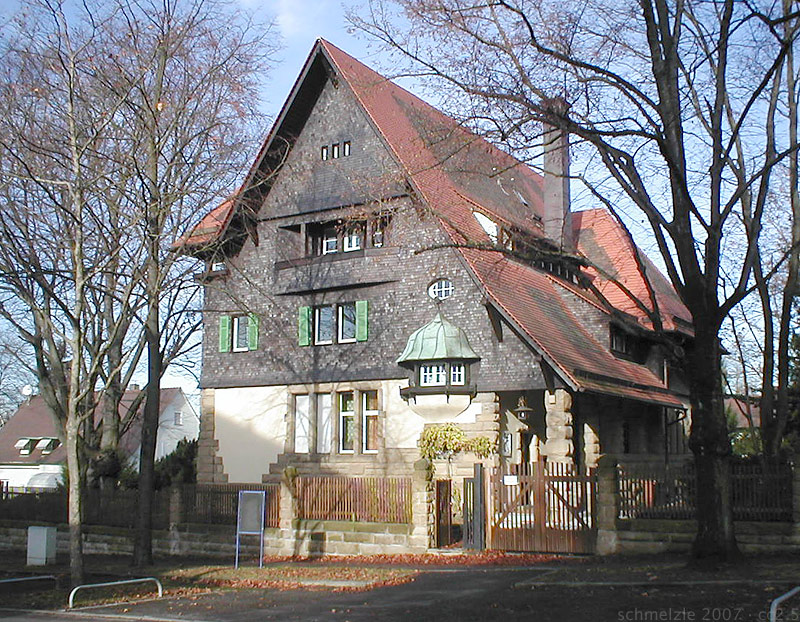
Villa Pielenz
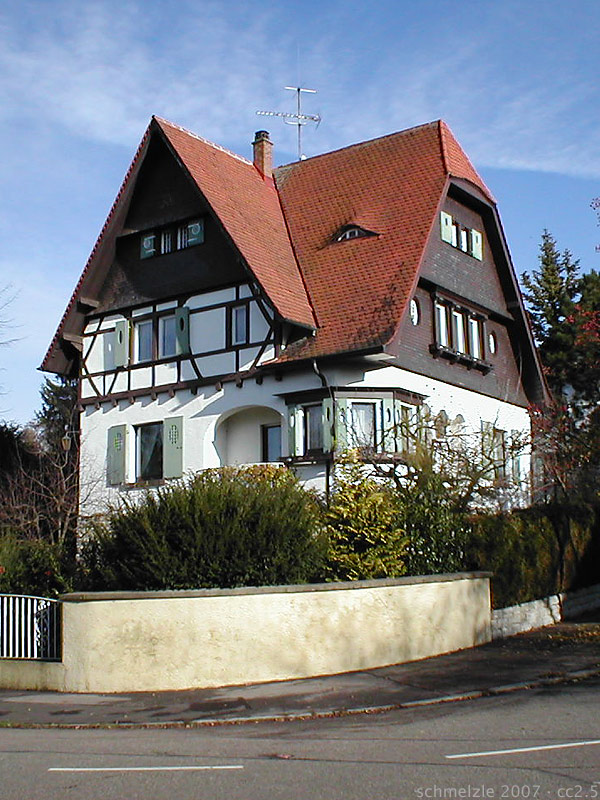
Villa Kleinbach
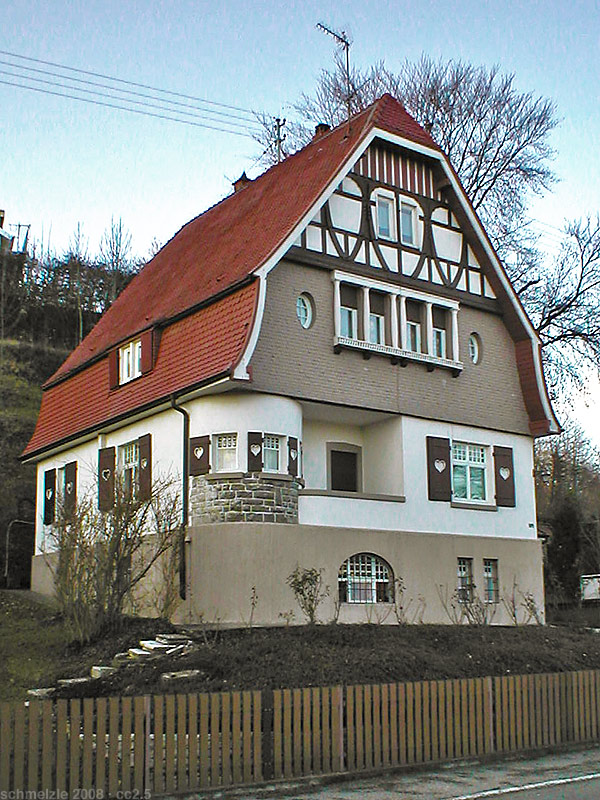
Villa Binder
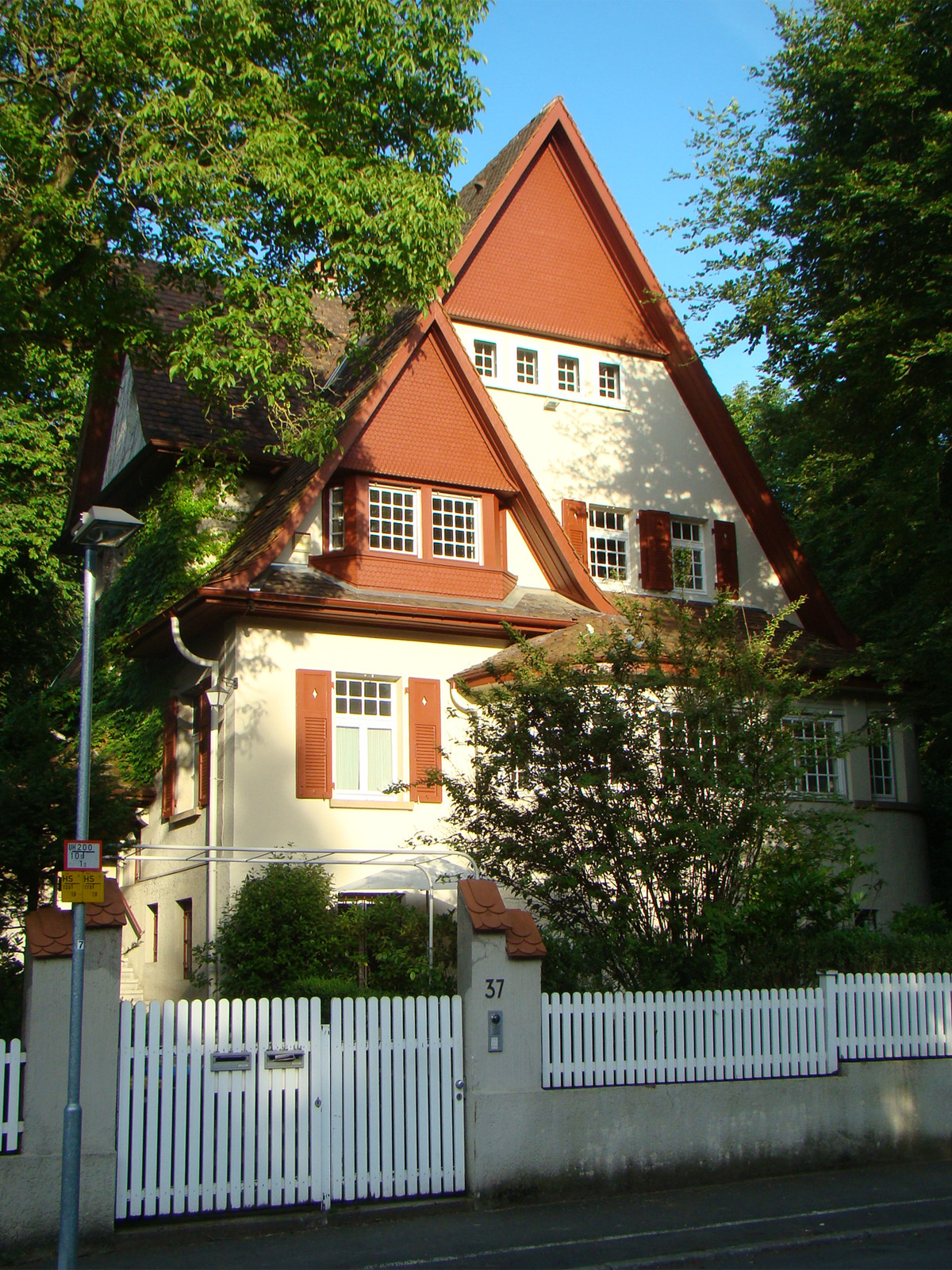
Villa Dopfer
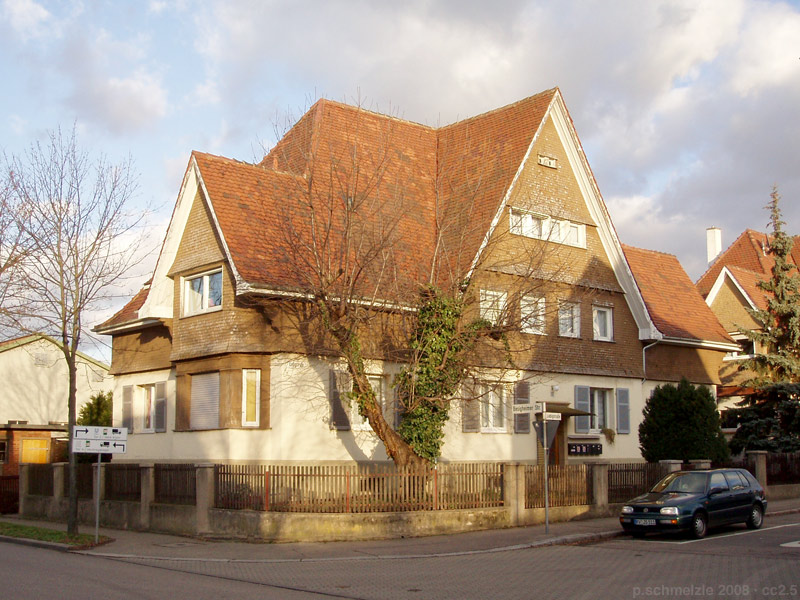
Liebigstraße 26

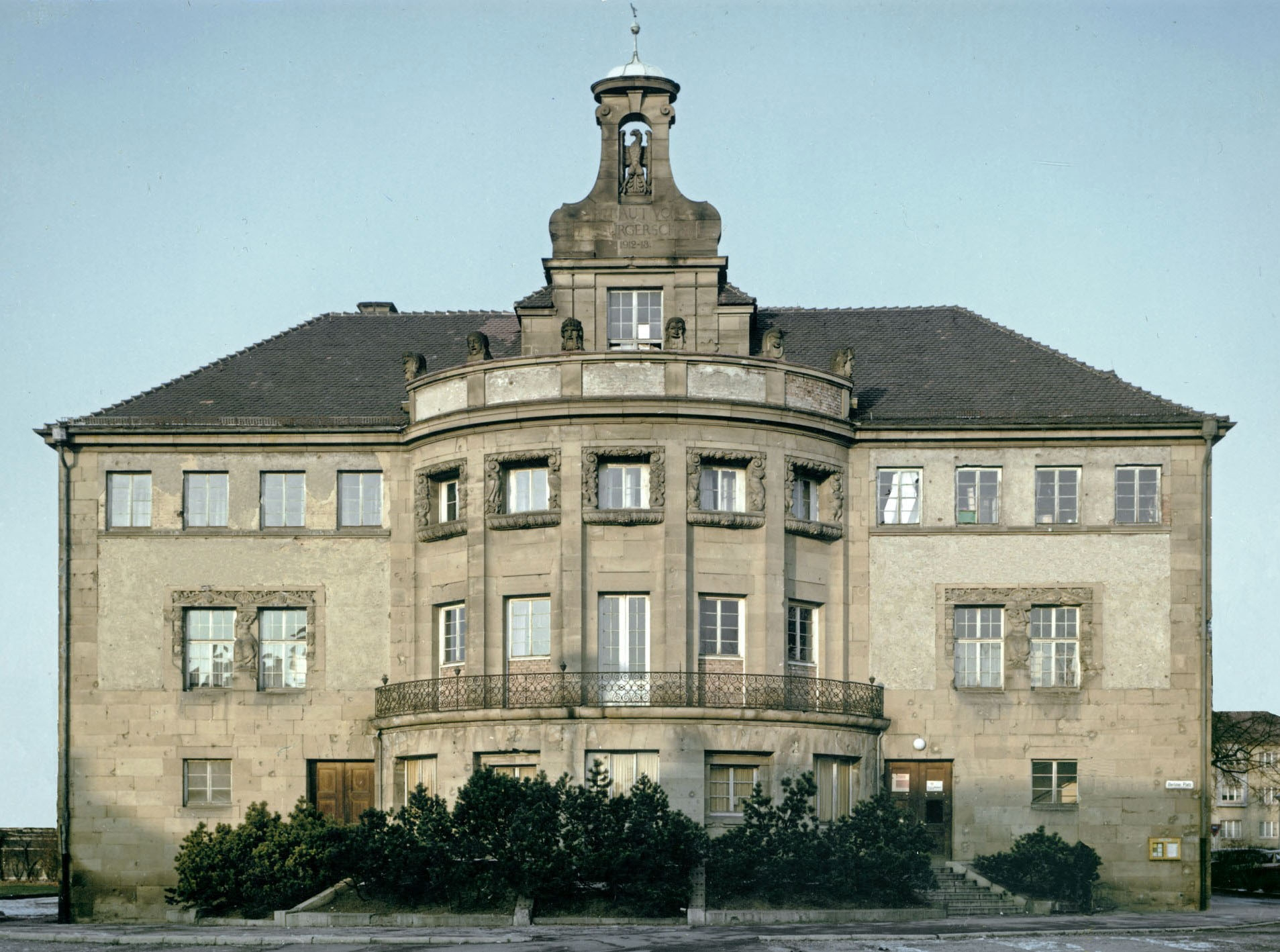
Altes Theater

Das alte Theater war aufgrund seiner qualitativ hochwertigen Architektur von überregionaler Bedeutung und entwickelte sich aus der Romantik im Sinne einer nationalen Bewegung. Dabei nahm der Bau in seiner Erscheinungsform vor allem lokale Bautraditionen, wie Formen des Kiliansturms und des Rathauses auf und entwickelte diese Traditionen in freier Gestaltung weiter. Das alte Theater „sucht den Anschluss an die Bautraditionen unseres Landes, die nicht mit historischer Bedenklichkeit, sondern mit freier Unbefangenheit weitergestaltet sind“. Das Theater galt als „bedeutendes architektonisches Werk“ von Theodor Fischer, der als Vorsitzender des Deutschen Werkbunds nach dessen Gründung die Reformarchitektur („[…] historisierende Motive frei assoziierend, aber anders als die streng historisierende Architektur […]“) wesentlich vorantrug. Daher nahm das Heilbronner Theatergebäude vor allem lokale Bautraditionen auf, so die Architektur der sogenannten „Heilbronner Renaissance“. Diese Epoche deutscher Baugeschichte wurde durch den Ersten Weltkrieg und die darauffolgende schlechte Wirtschaftslage kurzzeitig beendet. Sowohl die öffentliche als auch private Bautätigkeit endeten 1914. Das Theatergebäude wird als das „wohl wichtigste Gebäude“ der architektonischen Moderne vor dem Ersten Weltkrieg in Heilbronn beschrieben. Aufgrund seiner architektonischen Qualität wurde es als „qualitativ überregionaler Bau“ betrachtet.

Skulpturen am Alten Theater
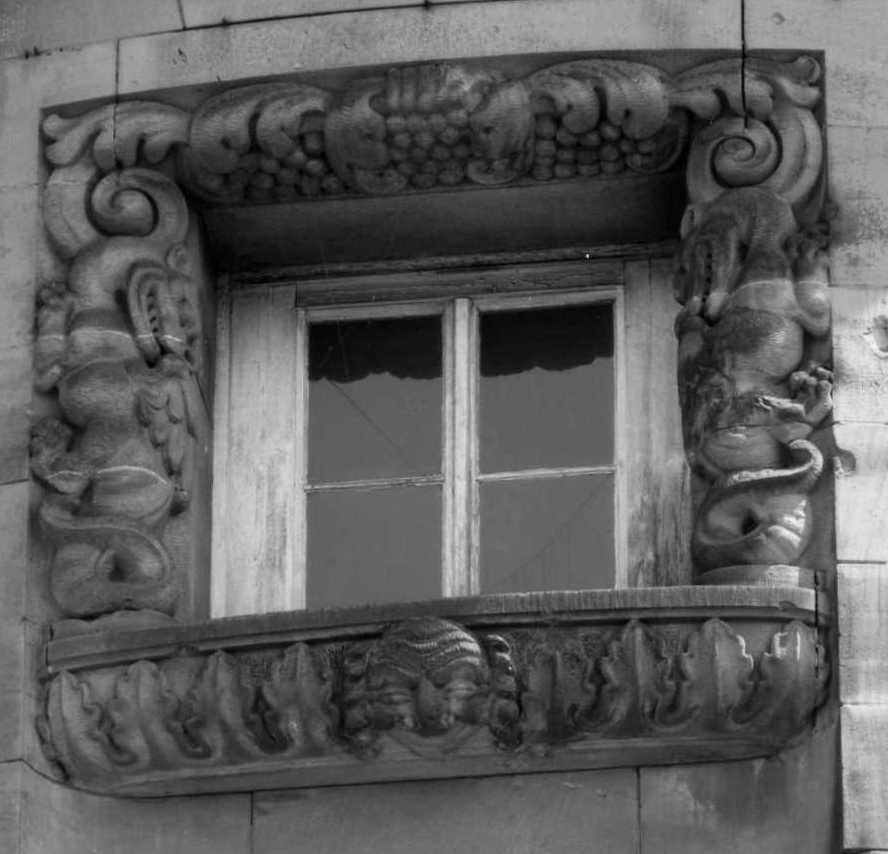
Drachen
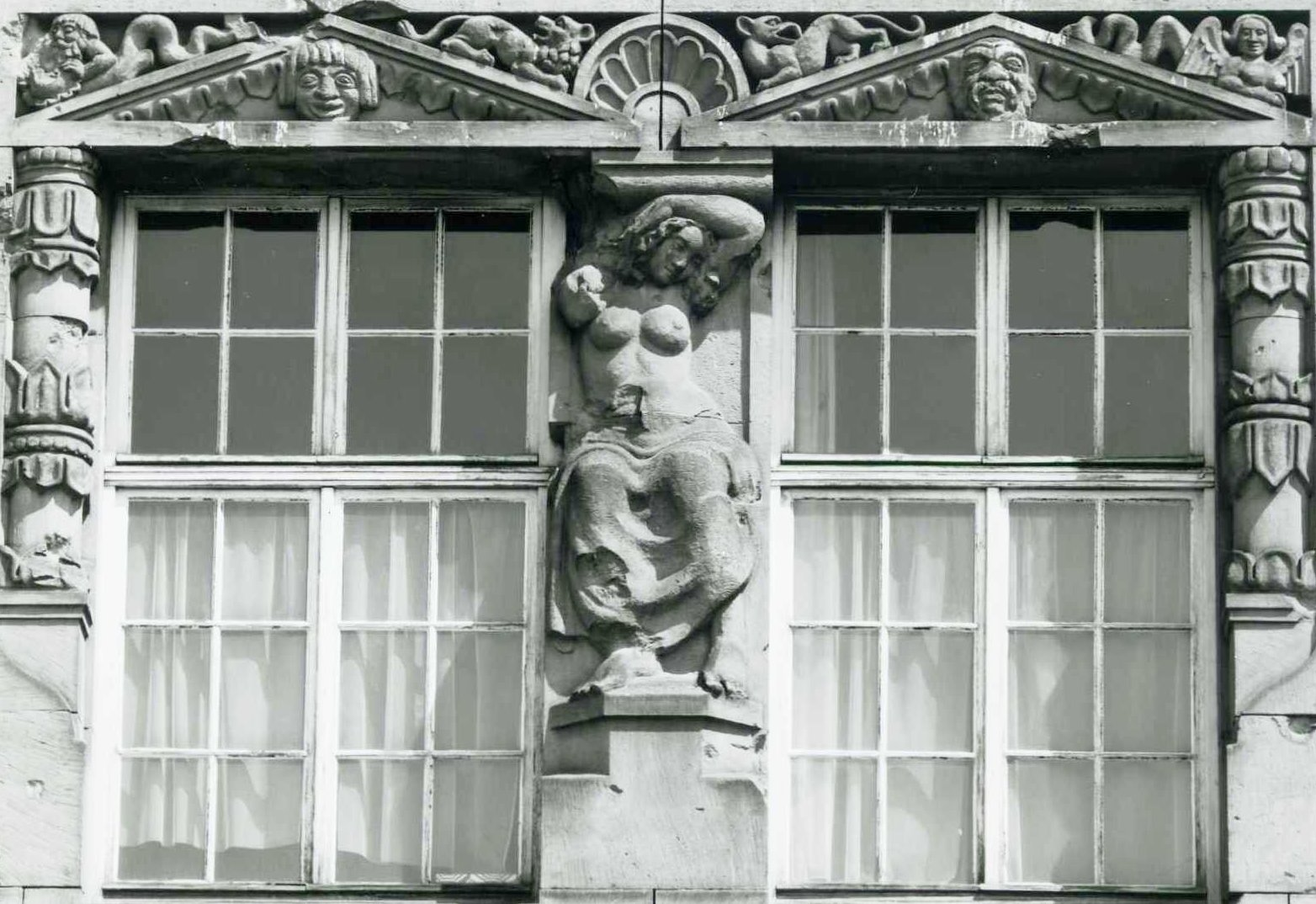
Halbsäule mit Dekor
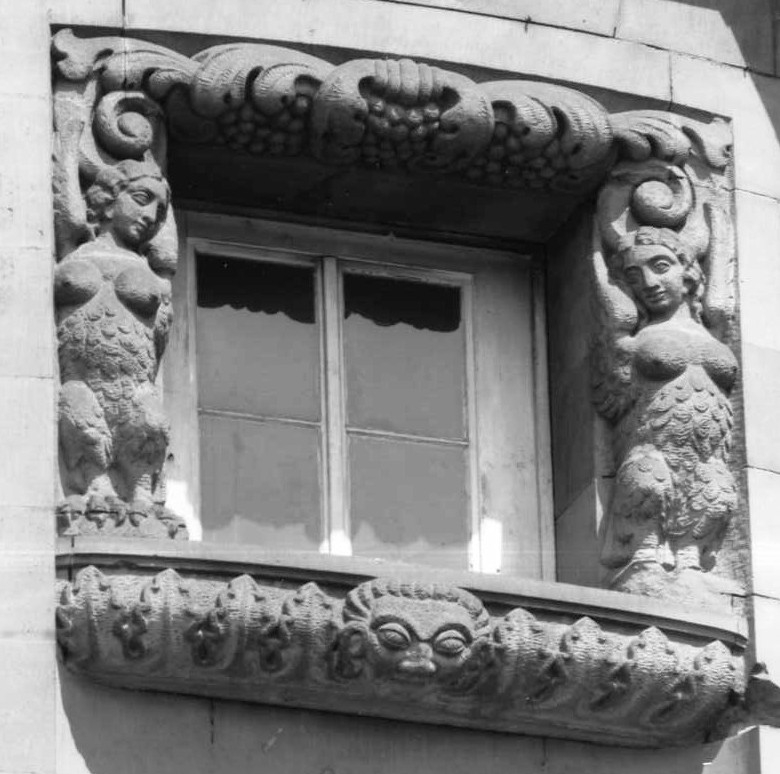
Harpyien

Skulpturen am Turm der Kilianskirche
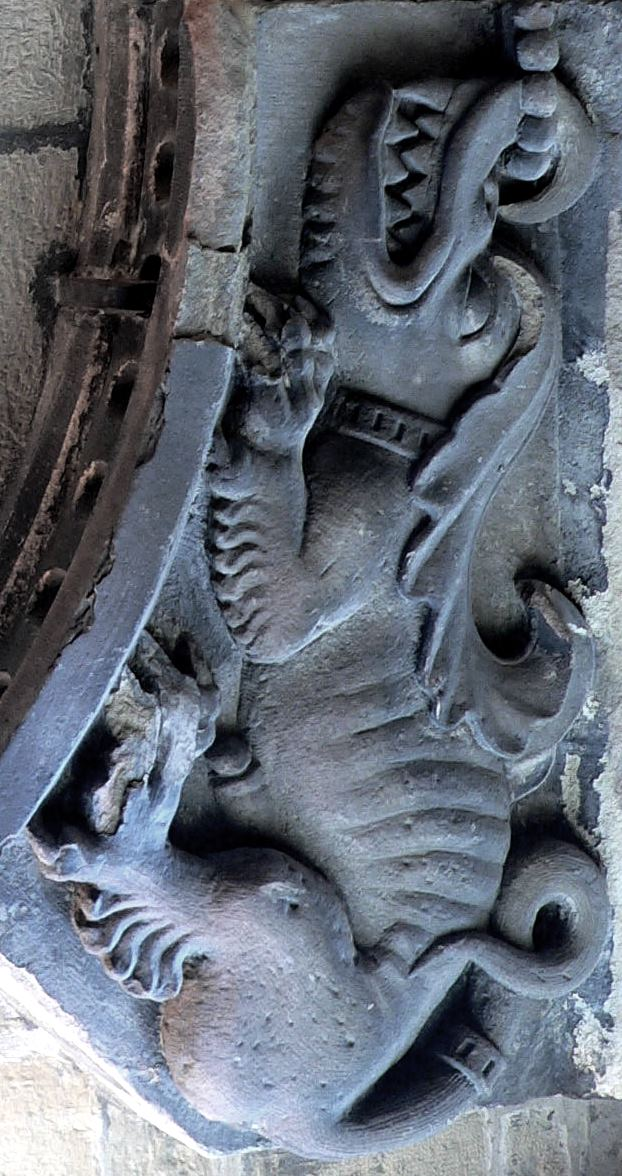
Fabelwesen: Drachen
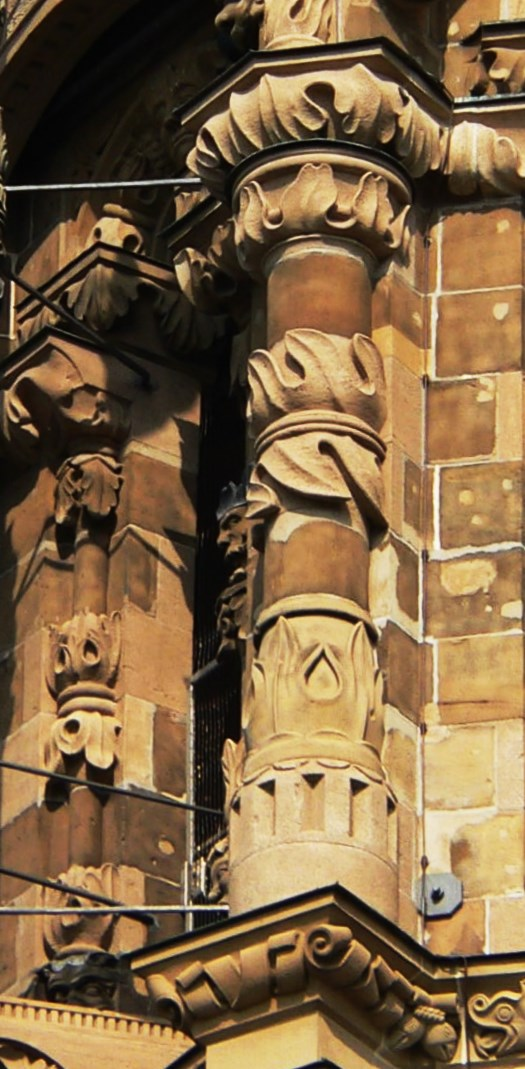
Halbsäule mit Dekor
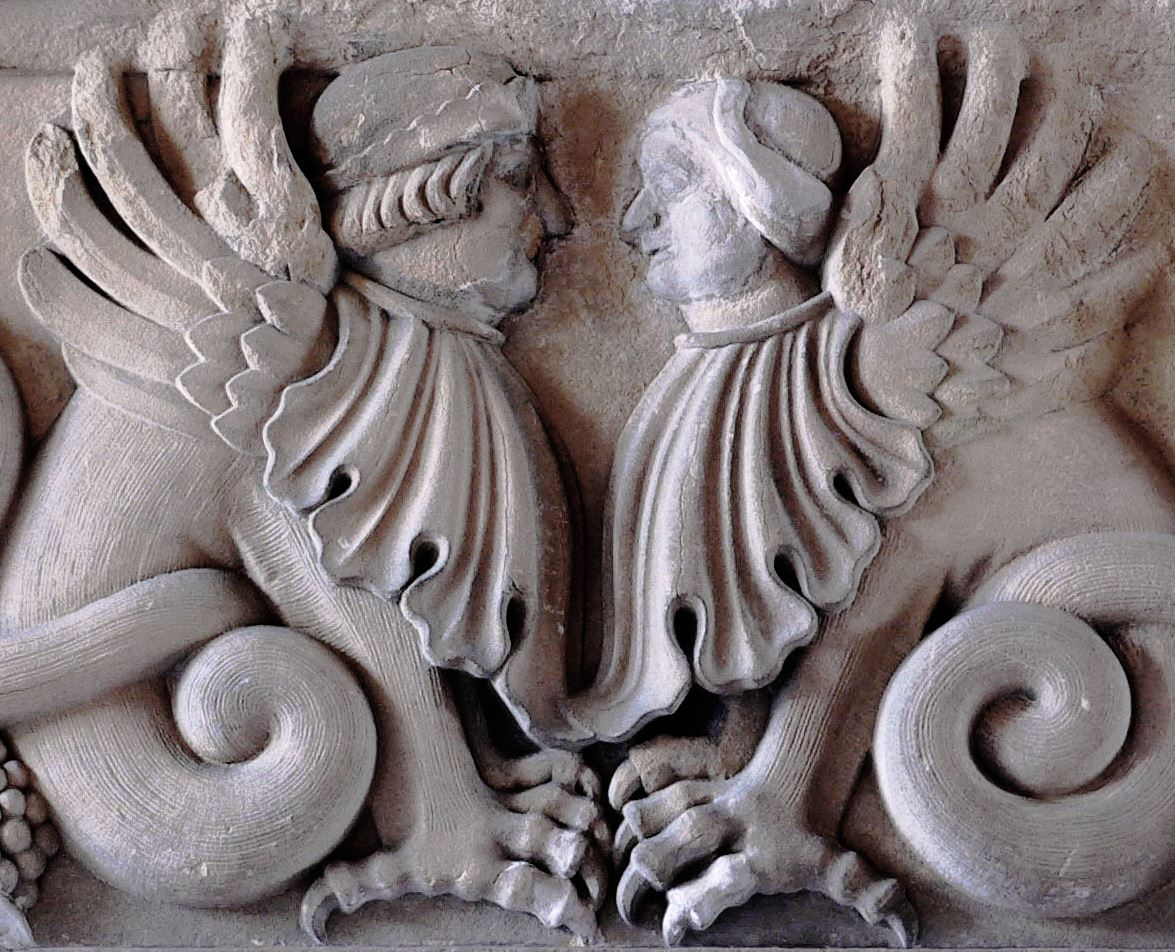
Harpyien

#### Jugendstil

Villa Pfleiderer (auch Villa Brüggemann) Lerchenstraße 79 in Heilbronn

Haus Drautz.

Am 19. Oktober 1974 stellte Werner Heim eine Liste mit 60 Heilbronner Jugendstilgebäuden vor. Anlass war der Abbruch der beiden „bedeutende[n] Jugendstilgebäude[n]“, die Villen Rümelin, Alexanderstraße 44 und Pfleiderer, Lerchenstraße 79. Er beabsichtigte, diese Liste den Bauämtern zu übergeben mit dem Ziel, vor dem Abbruch der Bauten das Historische Museum zu informieren.
Am 7. Dezember 1974 zeigte der Steinmetz- und Bildhauermeister Franz Hamerla seine Ausstellung „Jugendstilhäuser in Heilbronn“. Dazu zählten neben der Villa Pfleiderer auch die Villa Rümelin. Robert Koch, der 30 Fotografien dazu erstellt hatte, beabsichtigte einen Katalog der Gebäude zu erstellen, von denen der größte Teil bereits abgerissen wurde.
Erhaltene Beispiele für den Jugendstil sind Villa Schliz, das Doppelhaus an der Südstraße 129, 131, Haus Cäcilienstraße 58, Haus Kernerstraße 60, Haus Rosskampfstraße 4. Kennzeichen für den Jugendstil ist die „reliefartige Ornamentik geometrisierender Art“.

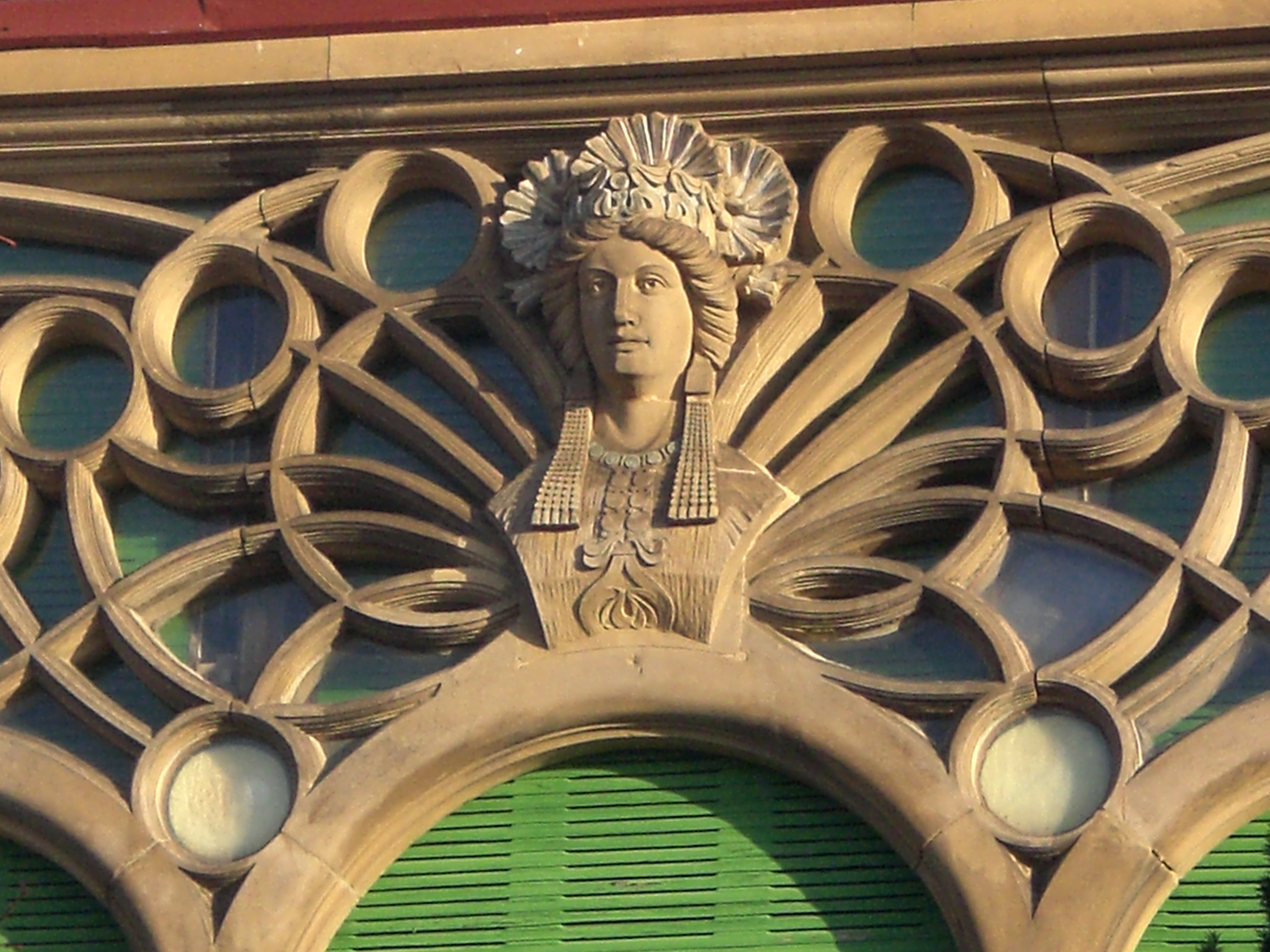
Frauenbüste Sigilgaita am Frontgiebel der Villa Schliz
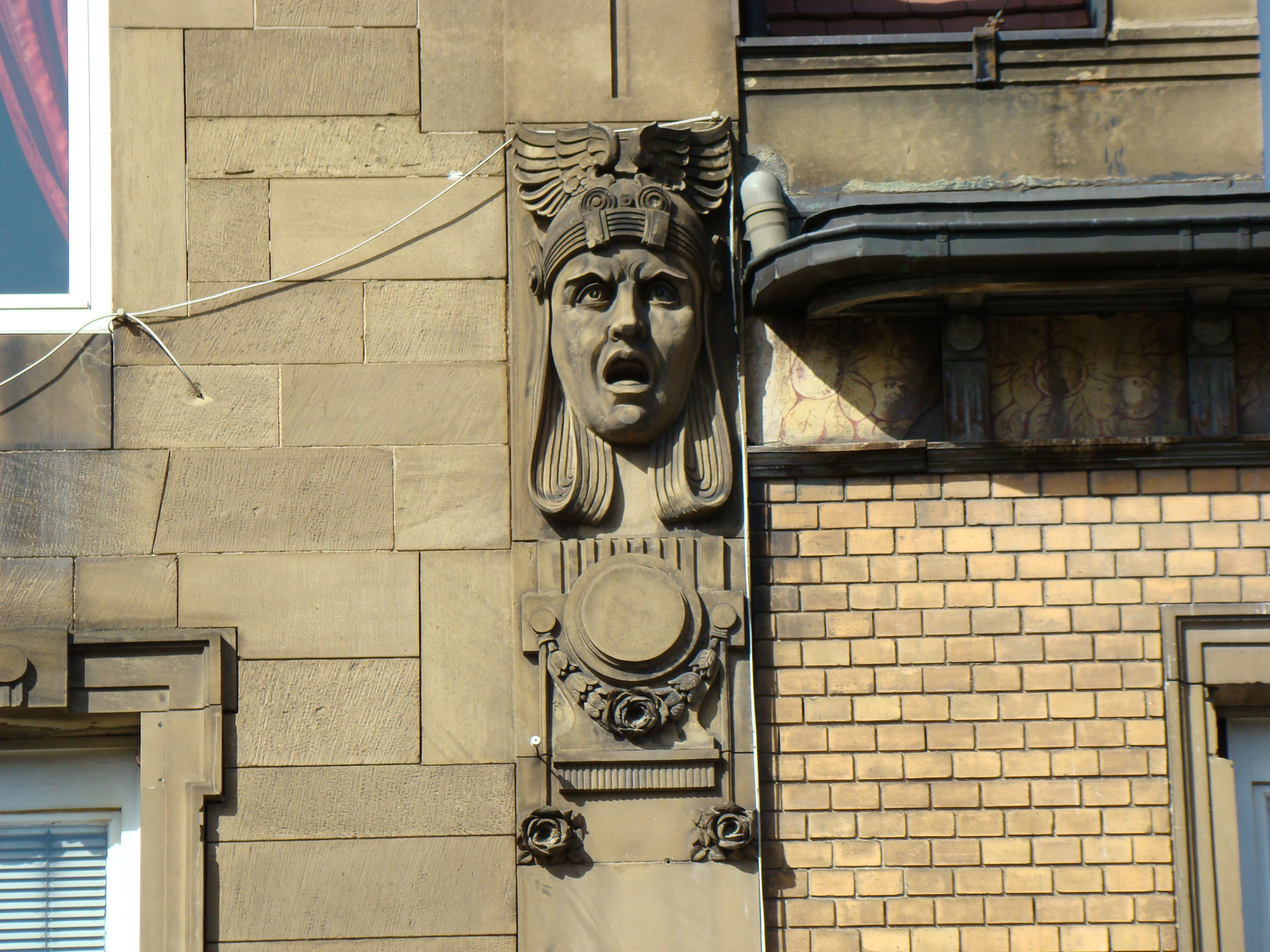
Das Doppelhaus an der Südstraße 129, 131
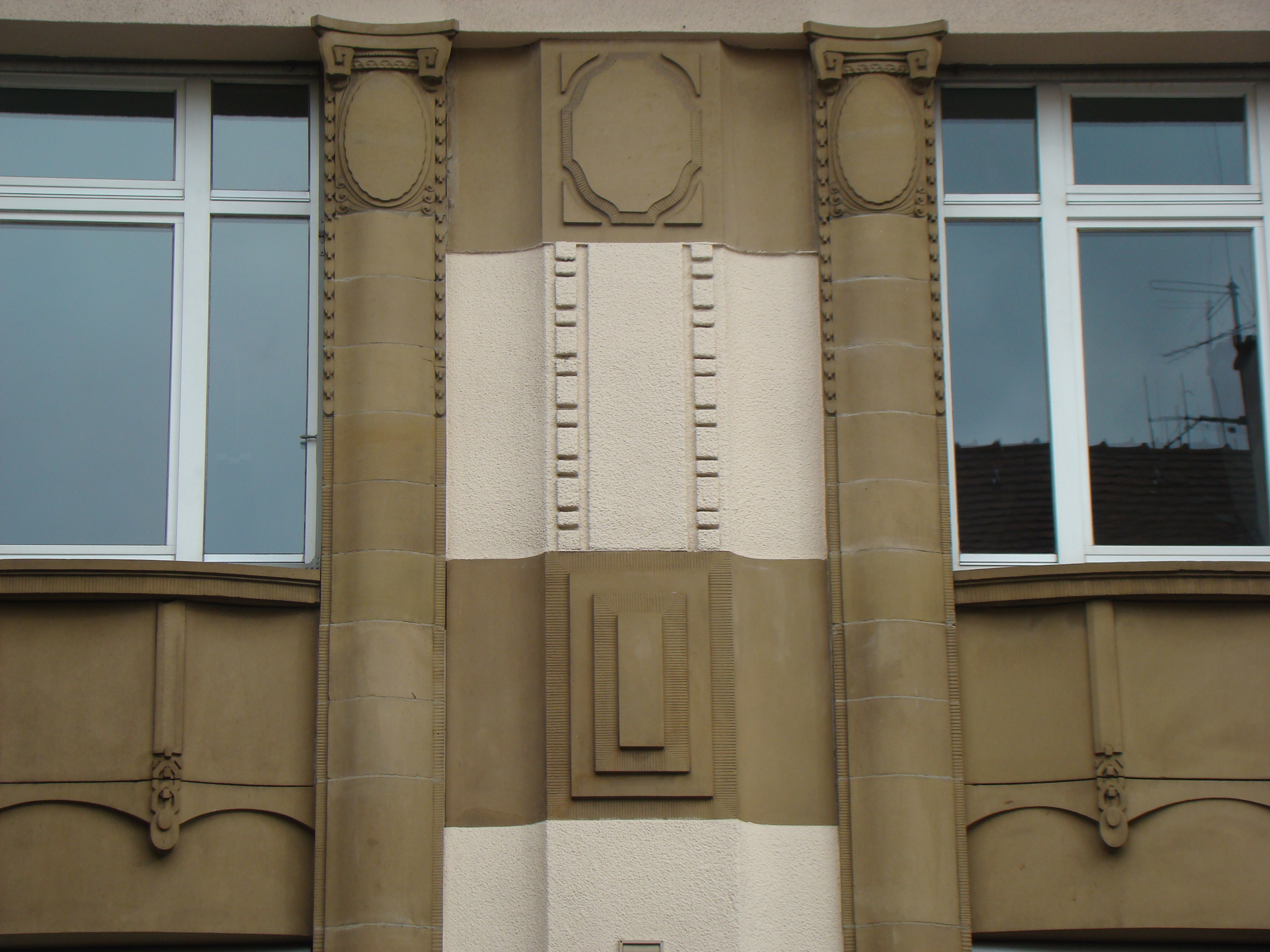
Cäcilienstraße 58
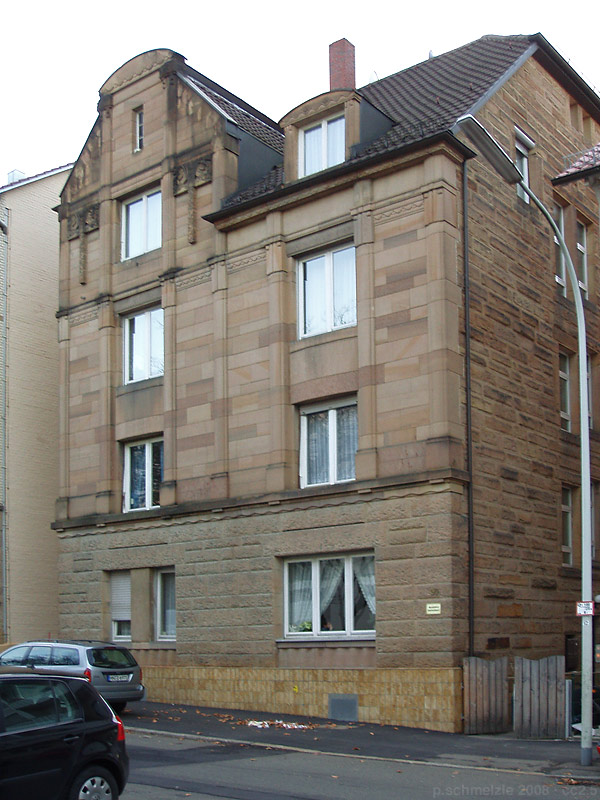
Kernerstraße 60
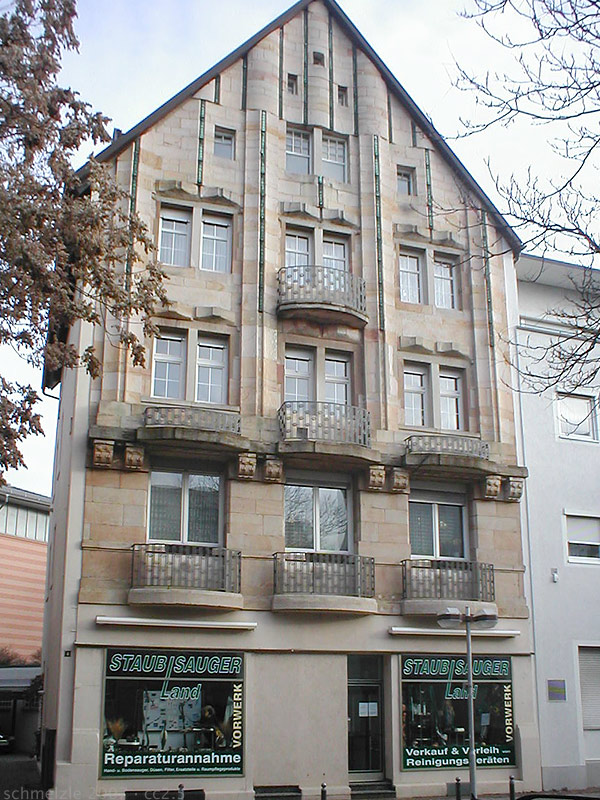
Rosskampfstraße 4
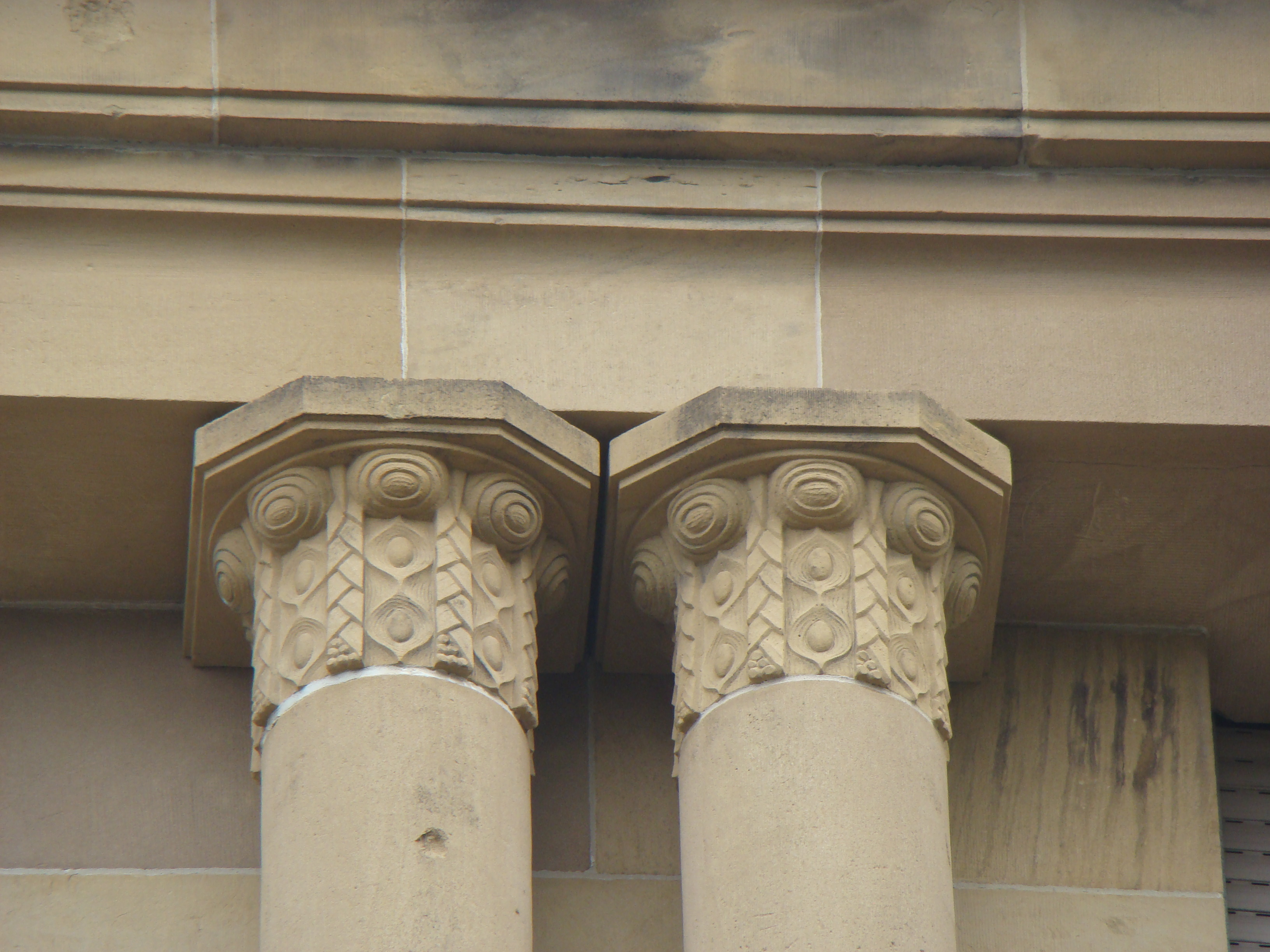
Haus Wilhelmstraße 17
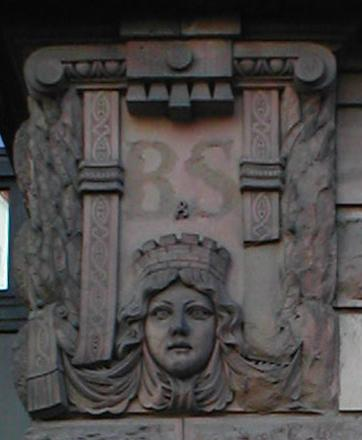
Baier & Schneider
Warenhaus Barasch, Entwurf Architekt A. Braunwald Heilbronn

#### Funktionalismus und Expressionismus
Funktionalismus
Der gemäßigten Moderne aus der Vorkriegszeit stand die avantgardistische Architektur der Moderne ab 1920 gegenüber, die ein Übermaß an Geschichtlichkeit ablehnte und sich von der Architektur der Vorkriegszeit abwandte. Bis Mitte der 1920er Jahre konnte der damalige Oberbürgermeister und Architekt Emil Beutinger den Ausbau des Neckars als Großschifffahrtsweg vorantreiben. Es entstanden dabei 1926 elf Staustufen. Diese als funktionale, markante Betonbauwerke beschriebenen Bauten waren im Stil des Funktionalismus von Paul Bonatz errichtet worden. Ebenso nahm Paul Bonatz mit der Gestaltung des Hafenmarktturms in den Jahren 1929 und 1936 die moderne Architektur des Funktionalismus auf, als er dort das Kriegerdenkmal, eine Gedenkstätte für die Toten des Ersten Weltkriegs schuf. Karl Elsäßer nahm sich die Architektur des Paul Bonatz zum Vorbild, als er im Jahre 1938 das Kaiser’s Kaffeegeschäft entwarf. Der Funktionalismus war dabei eine Stilrichtung der modernen Architektur, die die äußere Form der Gebäude aus der Funktion ableitete.

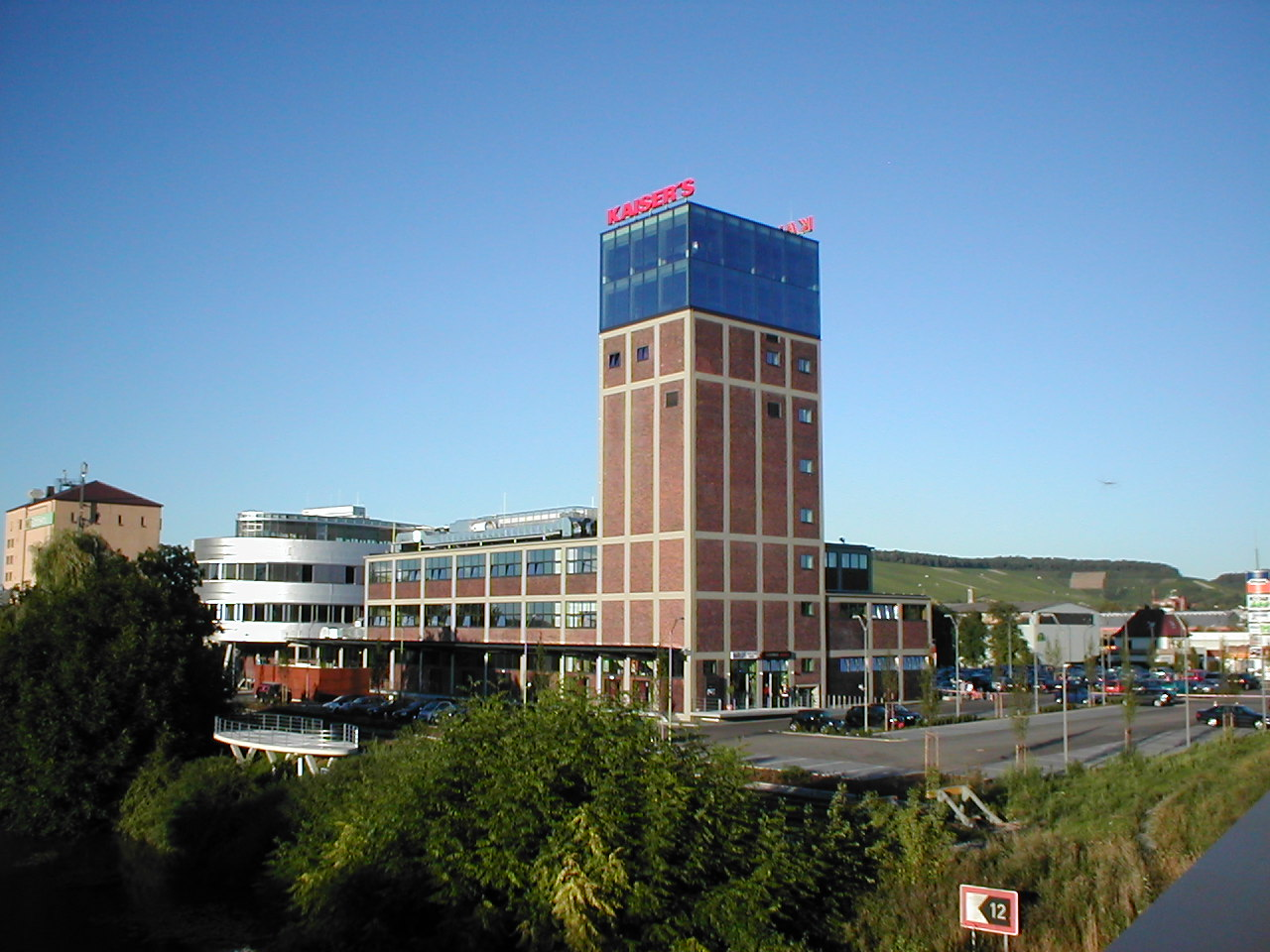
Kaiser’s-Turm
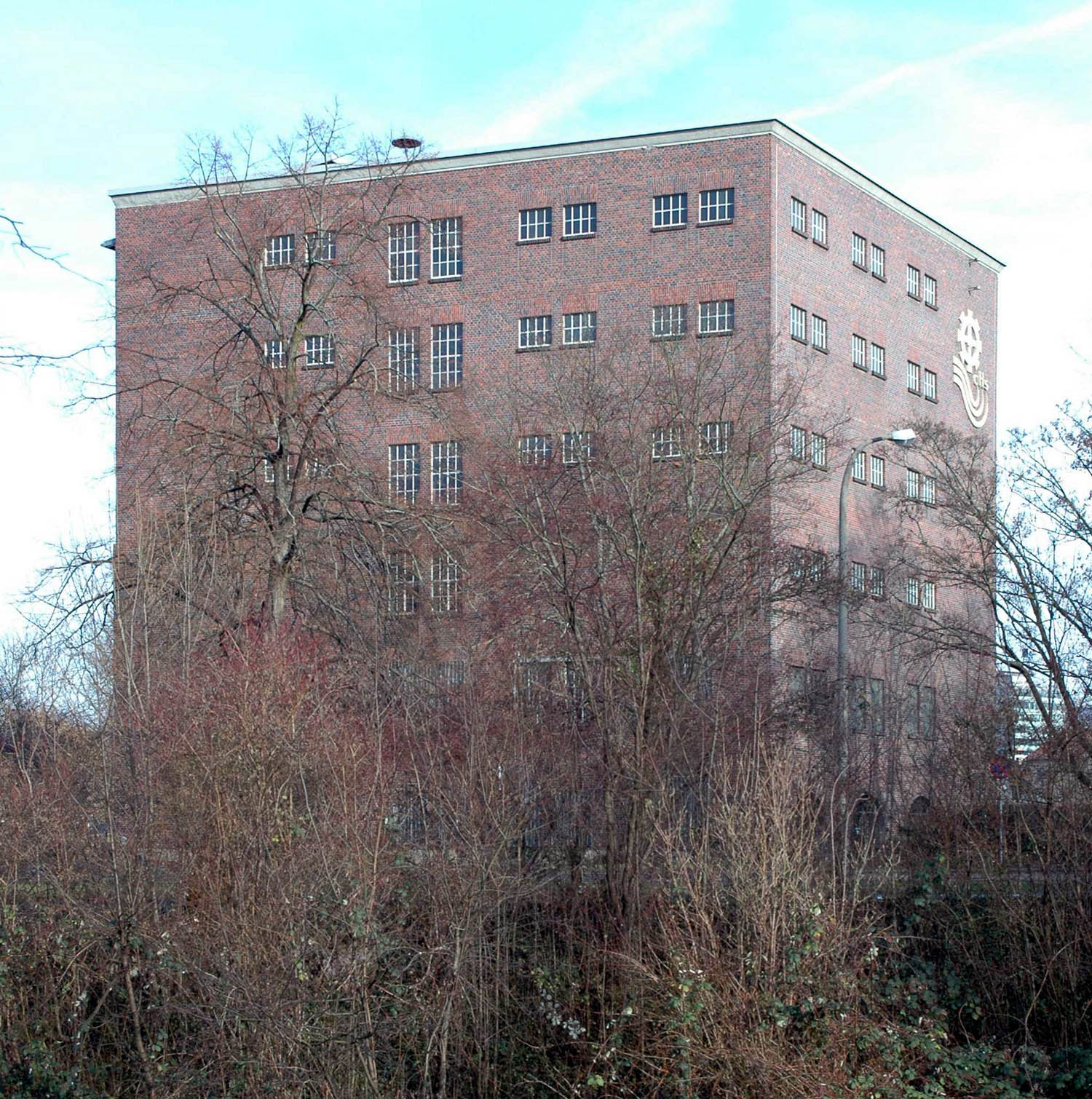
Hagenbucher

Expressionismus
Wiederum war der Heilbronner Peter Bruckmann eine der treibenden Kräfte bei der Kölner Werkbundausstellung mit der Mustersiedlung Weißenhof in Stuttgart im Jahre 1927. Dort waren Werke des Neuen Bauens von Gropius, Ludwig Mies van der Rohe und Le Corbusier zu sehen. Walter Gropius (1883–1969) war in den 1920er Jahren Vordenker des Weimarer Bauhauses. Er erstellte am südwestlichen Rand von Karlsruhe das Wohnprojekt Dammerstock, wo auch Laubenganghäuser vorgestellt wurden und 1930 eine Wohnanlage in Berlin-Siemensstadt. Nach diesen Vorbildern entwarf Ludwig Knortz das Laubenganghaus im Stil des Backsteinexpressionismus in der Heilbronner Kornacher Straße.
Andere Beispiele für den Expressionismus in Heilbronn sind das Haus Bohl, Haus Villmatstraße 17 und der Böckinger Wasserturm. Weiterhin war ein Beispiel des Expressionismus die Kirche St. Augustinus von Hans Herkommer, die im Zweiten Weltkrieg zerstört wurde.

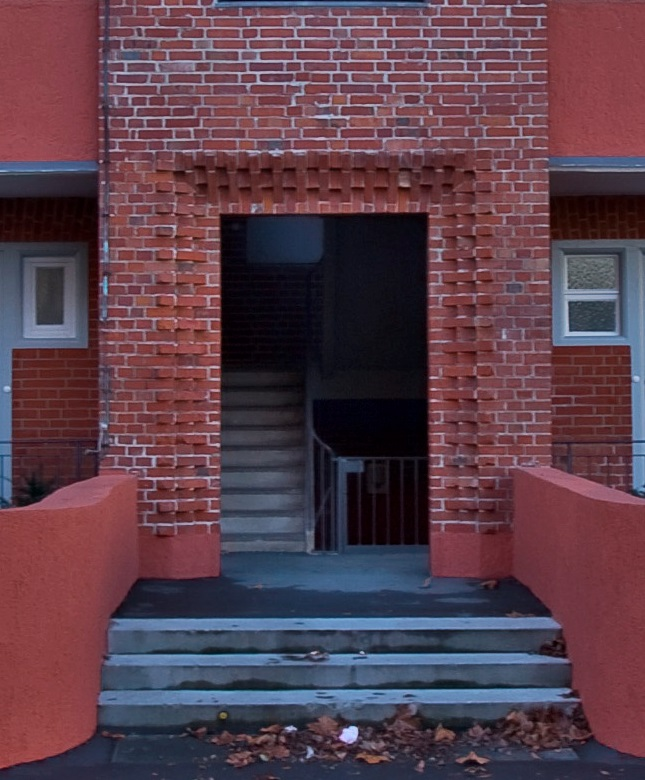
Laubenganghaus Heilbronn Portal Backsteinexpressionismus

#### Heimatschutzarchitektur und Organische Architektur
Beim Luftangriff auf Heilbronn am 4. Dezember 1944 wurde die Stadt fast vollständig zerstört. Die Architektur der Nachkriegszeit war durch die Wiederaufnahme des traditionellen Heimatstils sowie des Organischen Bauens aus der Vorkriegszeit geprägt. Christhard Schrenk, Direktor des Stadtarchivs Heilbronn beschreibt den Baustil der frühen 1950er Jahre als Restauration, in der man sich an die guten Kontinuitäten aus der Vorkriegszeit erinnerte, die viele als Maßstab für Normalität ansahen und die wiederzuerlangen war.
Heimatstil (Heimatschutzstil)

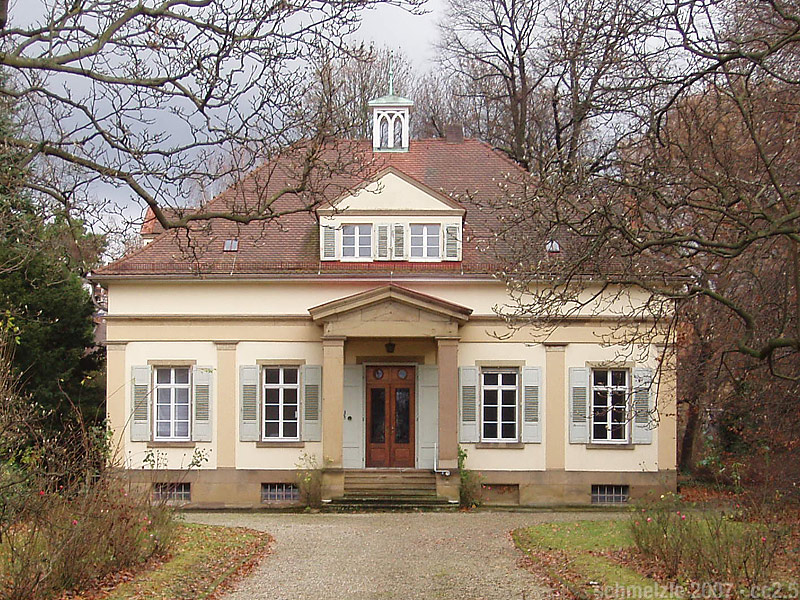
Villa Rauch

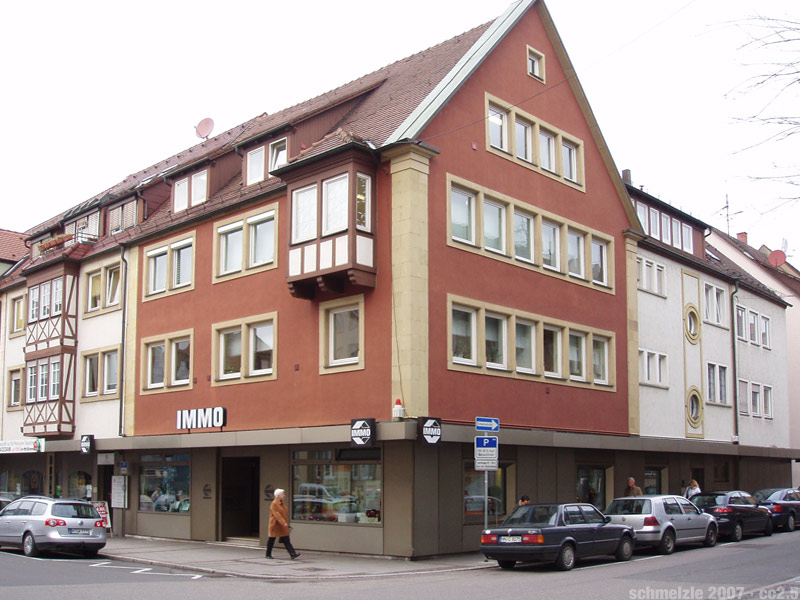
Ex-Möbelhaus Bierstorfer

Der Wiederaufbau war durch die Fortsetzung des konservativen und traditionellen Heimatstils geprägt. Dies war der Tatsache geschuldet, dass nur der Heimatstil dem Wunsch nach einem historisierenden Wiederaufbau gerecht wurde. Dieser war im Jahre 1905 von Hermann Muthesius in Deutschland eingeführt worden und berücksichtigte besonders den konservierenden und rekonstruierenden Wiederaufbaugedanken.
- Villa Rauch und Nikolaikirche (traditionsgebundene Rekonstruktionen)

Ein wichtiger Vertreter des Heimatstils in der Nachkriegszeit war Hannes Mayer, der die zerstörten Sakralbauten im Heimatstil rekonstruierte. So erstellte Mayer für die Heilbronner Nikolaikirche einen historisierenden Wiederaufbauplan. Aber auch die Rekonstruktion zerstörter Wohnbauten folgte dem Heimatstil. Als typisches Beispiel hierfür gilt die traditionsgebundene Rekonstruktion der Villa Rauch, die in reduzierter Form von Adolf Braunwald wieder errichtet wurde, ebenso wie das Haus Herbststraße Nr. 8 und das Haus Allee 18.
- Dresdner Bankgebäude und Jägerhaus (Neu- bzw. Umbau im Heimatstil)

Ein anderer Vertreter des Heimatstils in der Nachkriegszeit war der Stuttgarter Architekturlehrer Paul Schmitthenner, ein Vordenker der konservativen Moderne, der in den Jahren 1952 und 1954 das Dresdner Bankgebäude errichtete. Auch das von Julius Hoffmann im barockisierenden Stil neu gestaltete Innere des Wüba-Gebäudes gilt als Beispiel für die Frühphase des Wiederaufbaus in der Nachkriegszeit in Württemberg, der durch den Stil der Stuttgarter Schule Paul Schmitthenners gekennzeichnet war. Ein Beispiel für die Wohnhausarchitektur der Schmitthenner-Schule, die für die zweite Hälfte der 1940er Jahre in Württemberg maßgebend war, ist die nach Plänen von Ludwig Hilmar Kresse errichtete Fabrikantenvilla von Kurt Scheuerle. Paul Schmitthenner war der Auffassung, dass sparsames Bauen, wegen der Not und Armut in der Nachkriegszeit nötig sei, aber nicht mit dürftigem Bauen verwechselt werden dürfe. Das Wesen der Kunst sei es, auch mit wenig Mitteln künstlerisch Vollkommenes zu schaffen. Der traditionsorientierte Stil, der in Anlehnung an die Landhausarchitektur des Heimatstils entstanden war, prägte auch den Umbau des Jägerhauses und war auch für den Bau des ehemaligen Möbelhauses Bierstorfer, maßgebend.
Organisches Bauen
Die späten 1950er Jahre wurden auch durch das Nachleben des Organischen Bauens aus den 1920er Jahren bestimmt. Gekennzeichnet ist das organische Bauen durch bewegte und farbenbejahende Muster. Beispiele hierfür sind die Farbmosaiken von Blasius Spreng am Rathauserweiterungsbau, der bereits an der Stuttgarter Liederhalle im Stil des Organischen Bauens gezeigt wurde. Blasius Spreng schmückte nicht nur die Säulen und Brüstungen der Balkone des Rathauses, auch der gesamte Fußboden des Hofes wurde mit einem Mosaik ausgestattet, so dass dieser auch „Schmuckhof“ genannt wird.

Schmuckhof
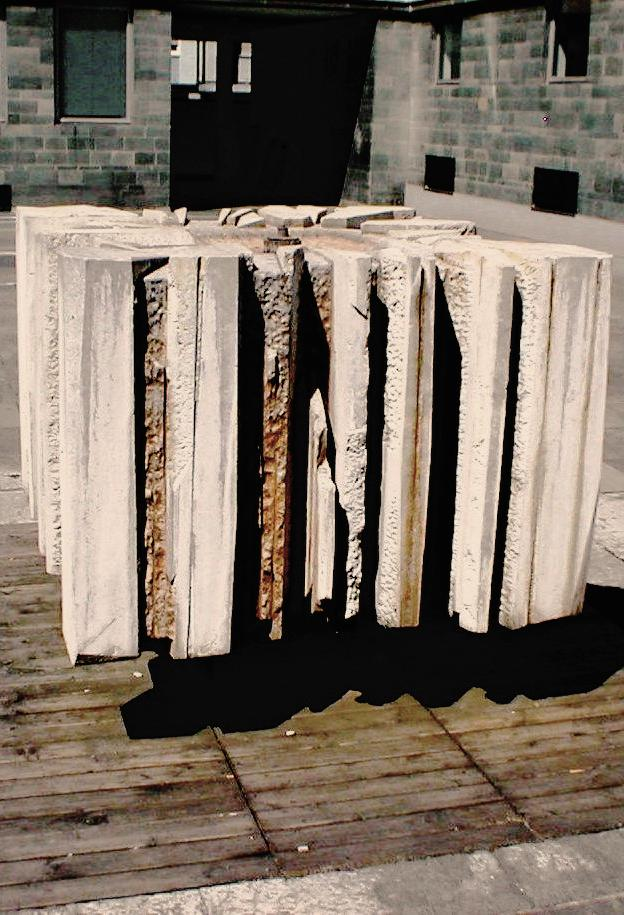
Rathausbrunnen mit Marmor aus Portugal (Estremoz, Borba, Vila Viçosa). Verkleidung im Erdgeschoss mit Mooser-Muschelkalkplatten
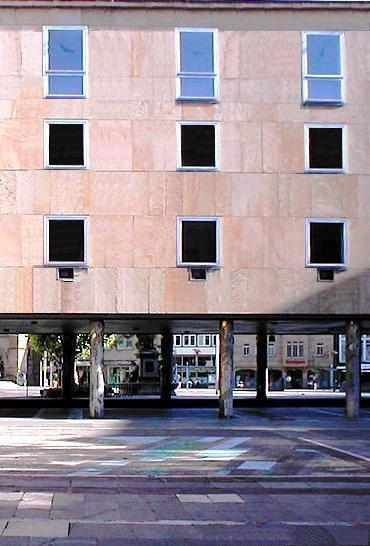
Über drei Stufen gelangt man durch die offene Halle vom Marktplatz in den Schmuckhof, der einen Mosaikfußboden von Blasius Spreng hat. Die Obergeschosse erhielten eine Verkleidung aus Schillkalk aus Tengen.
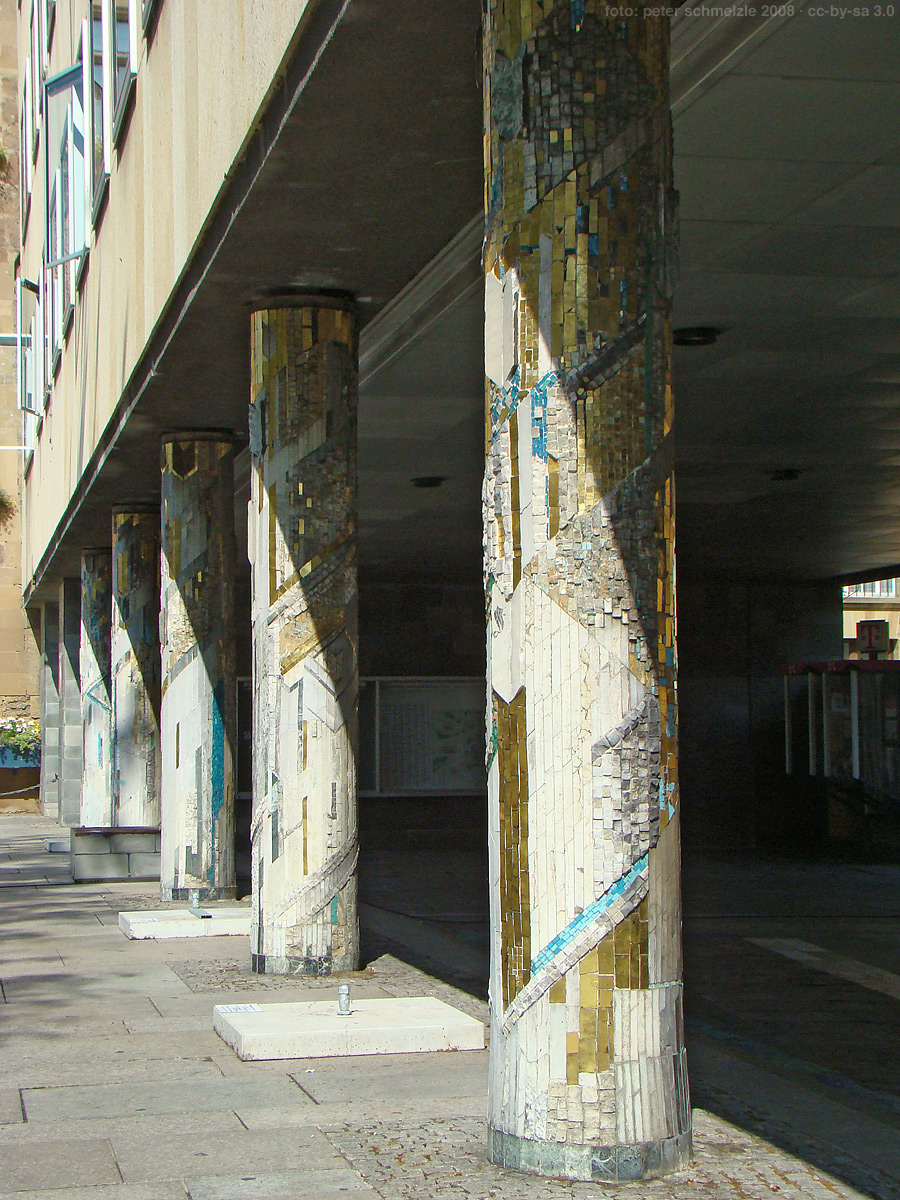
Am Marktplatz: Die geschmückten Säulen tragen eine offene Halle, durch die man in den Schmuckhof gelangt.

Die Mosaiktechnik wurde in den 1950er Jahren wieder verwendet. Walter Maisak gestaltete 1958 das Mosaikbild Hafen und Industrie im Heilbronn der Nachkriegszeit in der Kassenhalle der Kreissparkasse Heilbronn, mit dem er den Wiederaufbau der Stadt beschreibt. Kran, Schiff, Haus und Brücke sind Gegenstand des Bildes. Im selben Jahr schuf er das Wandobjekt Robert Mayer – Erhaltung der Energie. Ein abstrahierter Mensch versinnbildlicht die Energiekraft, die in Wärme umgewandelt wird und eine nach oben strebende Flamme darstellt. Räder symbolisieren die in Bewegung umgesetzte Wärme. Peter Jakob Schober fertigte ein farbenfrohes Metallrelief aus Silikatfarbe und Schmiedeeisen für den Heilbronner Hauptbahnhof:. Reisen mit der Bahn – Heilbronn und die Welt. Kilianskirche, Trauben und Industrie symbolisieren Heilbronn und Wasser, Eisenbahnschilder, Sonne, Gitarre und Brücke versinnbildlichen die Welt. Weiterhin führte er ein abstraktes Wandbild im kleinen Saal der Heilbronner Festhalle Harmonie in Glättespachtel aus. Die Wandgestaltung im kleinen Saal war einer der wenigen nicht-gegenständlichen Werke des Künstlers. Hans Epple arbeitete mit einer Kombination aus Bruchsteinmosaik und Schmiedeeisenarbeit. Sein Werk Aufstrebende Formen von 1957 am Pavillonbau der Gustav-von-Schmoller-Schule Heilbronn zeigt einerseits graue und weiße Natursteinreihen und andererseits bunte und unregelmäßigen Mosaiksteine. Ein Metallgeflecht, das als Motiv mehrere abstrahierte Hexagone darstellt, betont die Konturen der Mosaiksteine.

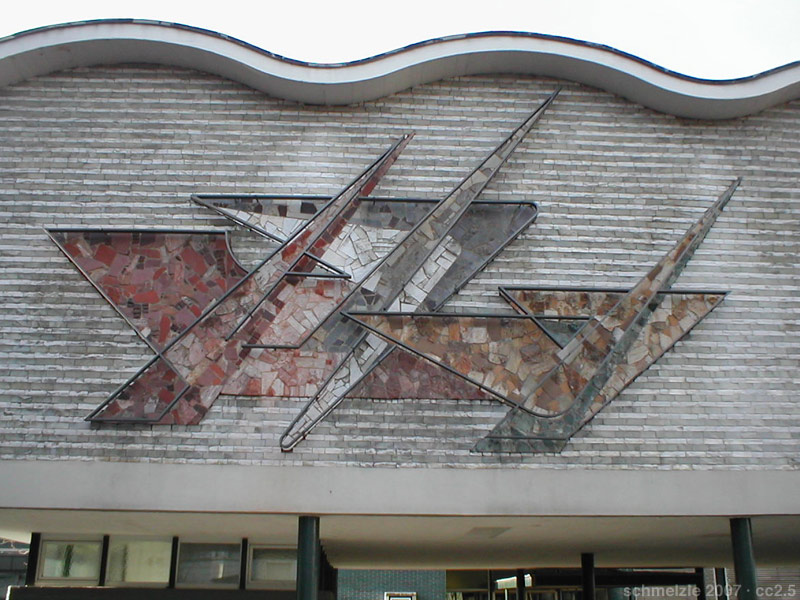
Fassadengestaltung des Pavillons der Gustav-von-Schmoller-Schule Heilbronn (Hans Epple)
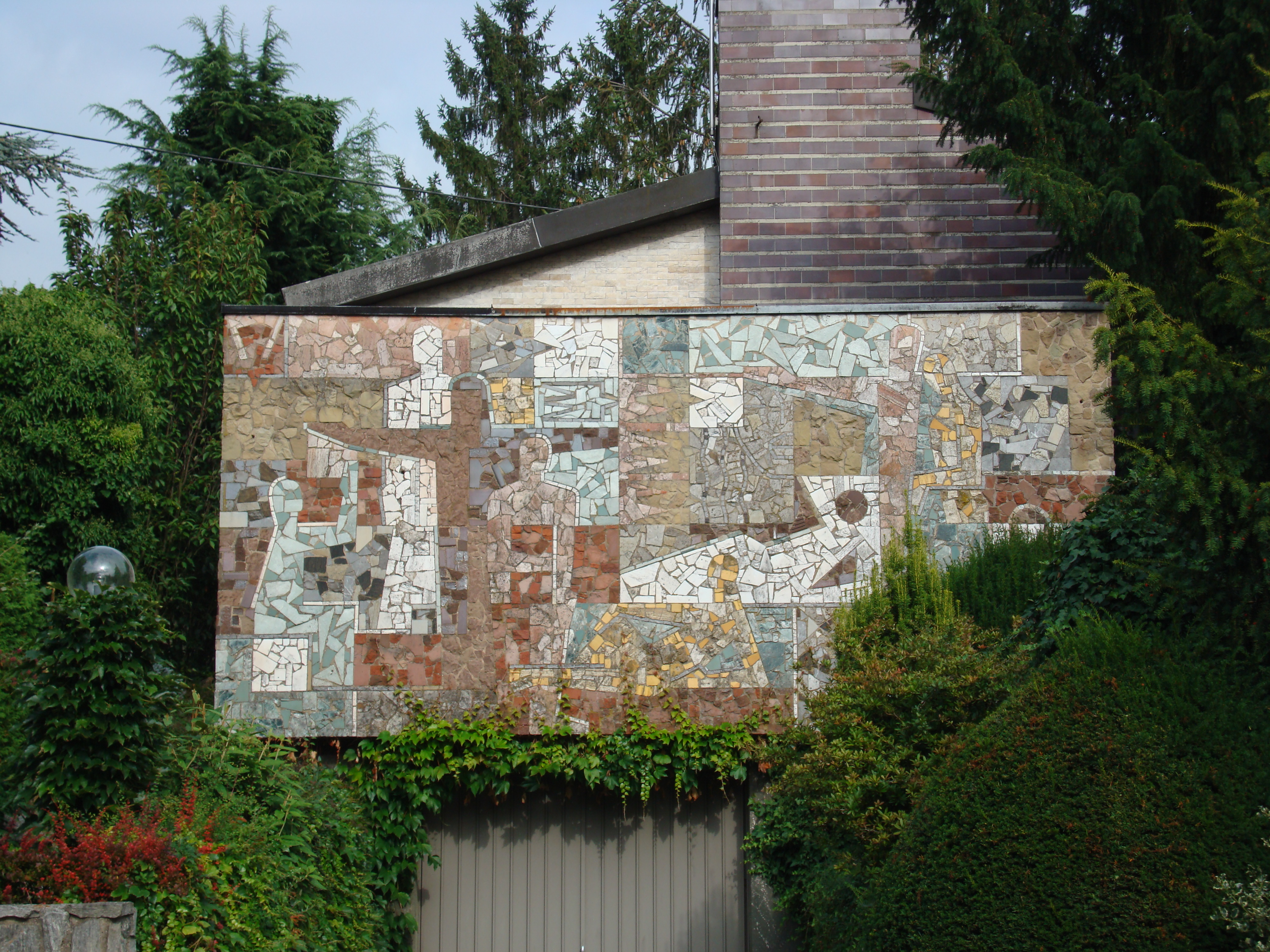
Fassadengestaltung eines Wohnhauses (Hans Epple)
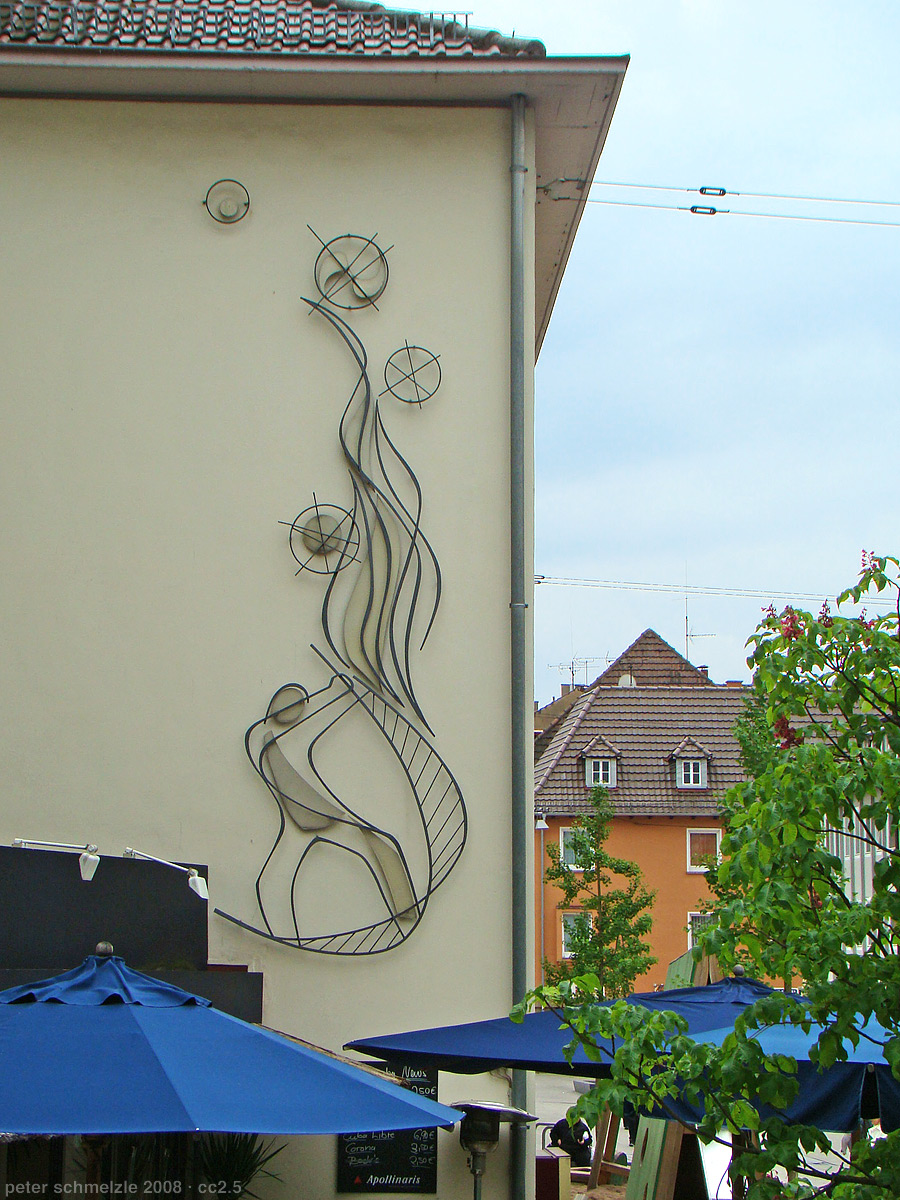
1958 von Walter Maisak: Gedenkbild an Robert Mayer
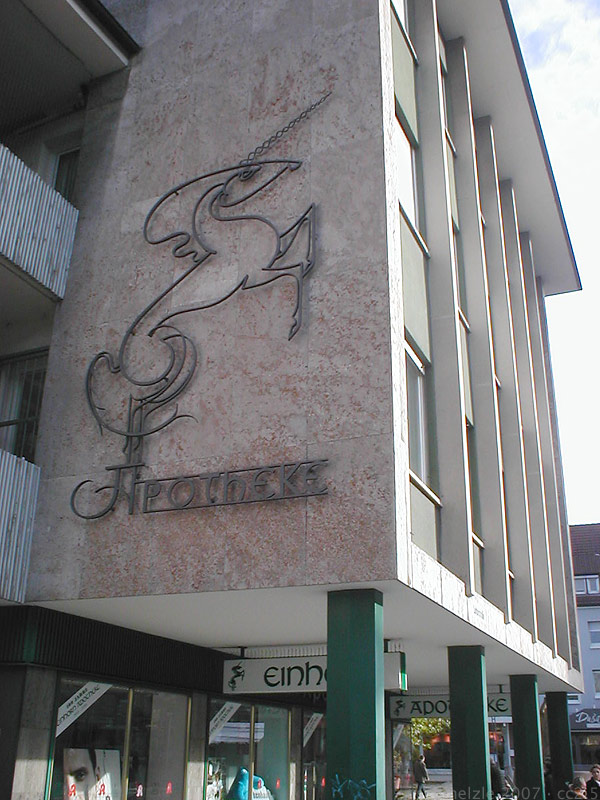
Peter Jakob Schober: Einhorn an der Einhornapotheke
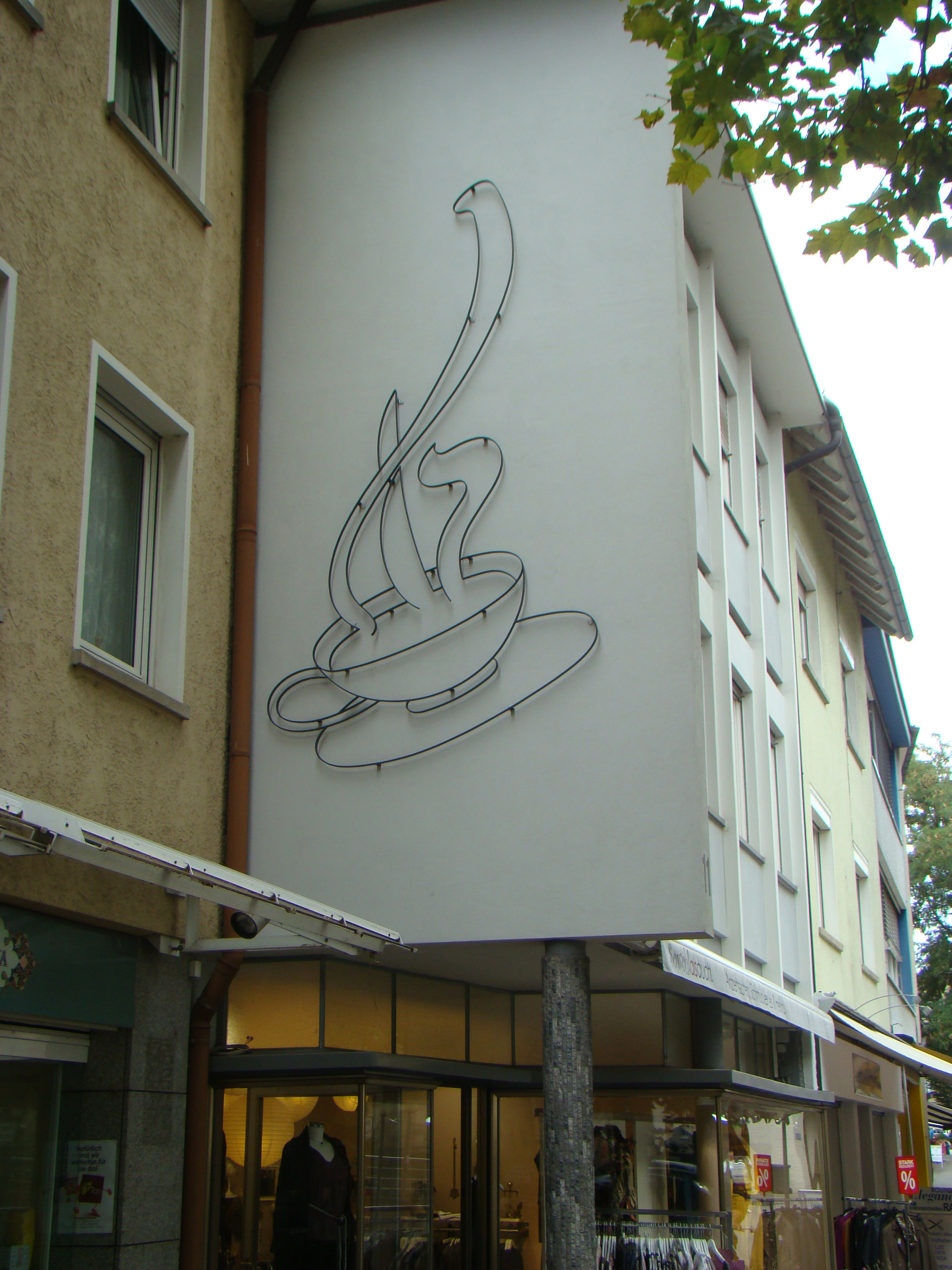
Peter Jakob Schober: Tasse Kaffee am Haus der ehem. Kaffeerösterei Kohout
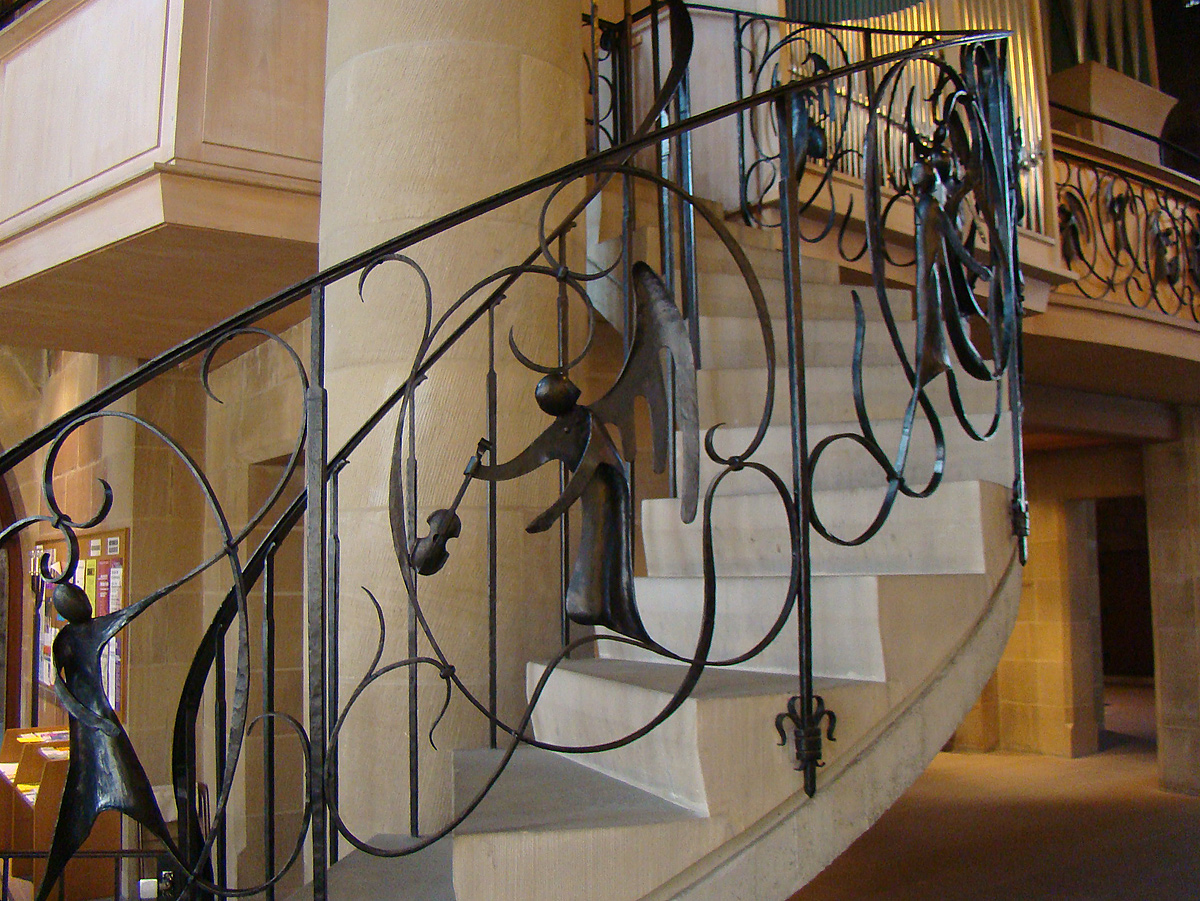
Werner Holzbächer: Treppengeländer in der Kilianskirche in Heilbronn

Es gibt viele Beispiele für die Architektur der 1950er Jahre in Heilbronn: Emil Burkhardt & Paul Barth gestalteten in den Jahren 1955/1956 das Neckarkraftwerk für die Stadt Heilbronn, 1958 entwarf Hellmut Kasel den Heilbronner Hauptbahnhof, 1956 bis 1958 baute Peter Salzbrenner das Theodor-Heuss-Gymnasium, wobei sein Werk mit Bauten Ludwig Mies van der Rohes verglichen wird. Stuber & Erich K. Hess errichteten 1960 die Gustav-von-Schmoller-Schule Heilbronn, Rudolf Gabel errichtete in den Jahren 1957 bis 1959 den Rathauserweiterungsbau, Otmar Schär baute die Einhorn-Apotheke, Gustav Ernst Kistenmacher entwarf ab 1958 die Heilbronner Aukirche. Weitere Beispiele für die Architektur der 1950er Jahre in Heilbronn sind das Kaufhaus Barthel von Willi Ulmer & Mühleisn und das Einrichtungshaus Karl Kost von Hans Paul Schmohl & Karl Mogler aus Böckingen.

#### Béton brut/Brutalismus/Sichtbeton
Eine Arbeit im Sichtbeton (französisch Béton brut) ist die am 29. November 1958 mit einem Festakt eingeweihte Harmonie, wobei Alfred Bühler für ein Künstlerhonorar in Höhe von 4000 DM die Harmoniefassade mit einem Fassadenrelief in Betonguss gestaltete.

„[…] Alte Fotos dokumentieren, daß das Relief nicht appliziert, sondern gleich bei der Herstellung des Baus, d.h. bei der Verschalung entstanden ist“

Andere Bauten in Sichtbeton sind das am 25. Januar 1964 eingeweihte katholische Gemeindezentrum St. Peter und Paul in der Metzgergasse und die Heilbronner Kreuzkirche, die von R. Krauter und Fritz Holl entworfen und am 6. Dezember 1964 von Landesbischof Erich Eichele eingeweiht wurde. Zudem im Jahre 1966 der Lange Stall ein „markantes“ Wohn- und Geschäftshaus in Sichtbeton am Sülmertorbahnhof, nach Entwürfen des französischen Architekten Renaud de Girondon. Weiter die Heilbronner Wartbergkirche, die nach Plänen von Rudolf Gabel im Jahre 1967 fertiggestellt wurde. Ebenso die am 9. Dezember 1973 eingeweihte Pauluskirche. Andere Bauten mit Sichtbeton sind die am 22. Dezember 1974 eingeweihte Frankenbacher Johanneskirche sowie die Biberacher Böllingertalhalle und die Kirchhausener Deutschordenshalle. Zudem die am 12. Dezember 1975 eingeweihte Horkheimer Stauwehrhalle.

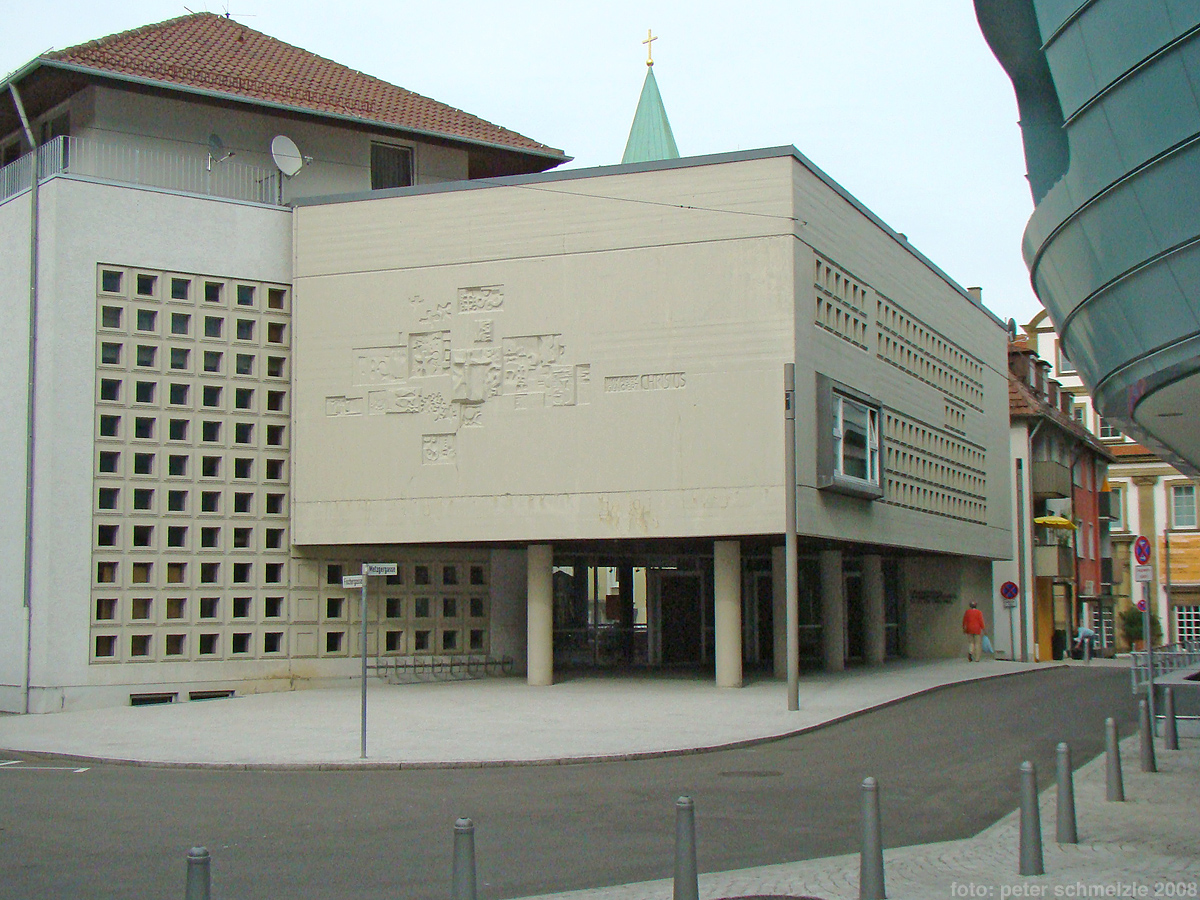
Gemeindezentrum St. Peter und Paul in der Metzgergasse
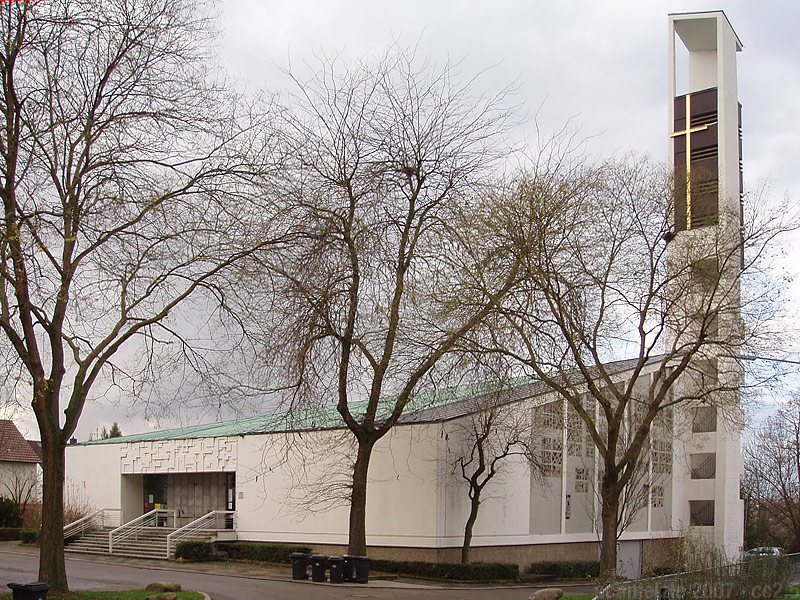
Kreuzkirche am Hohrain 2
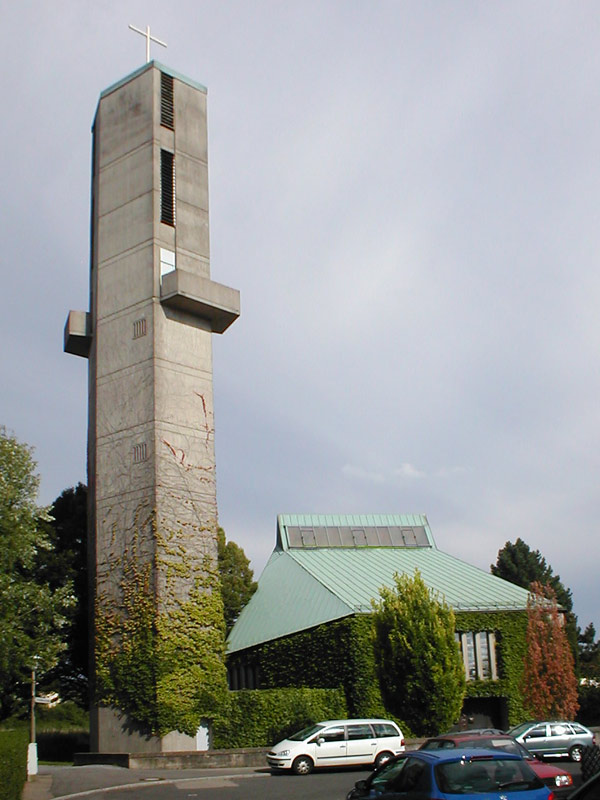
Wartbergkirche in der Schüblerstraße 6
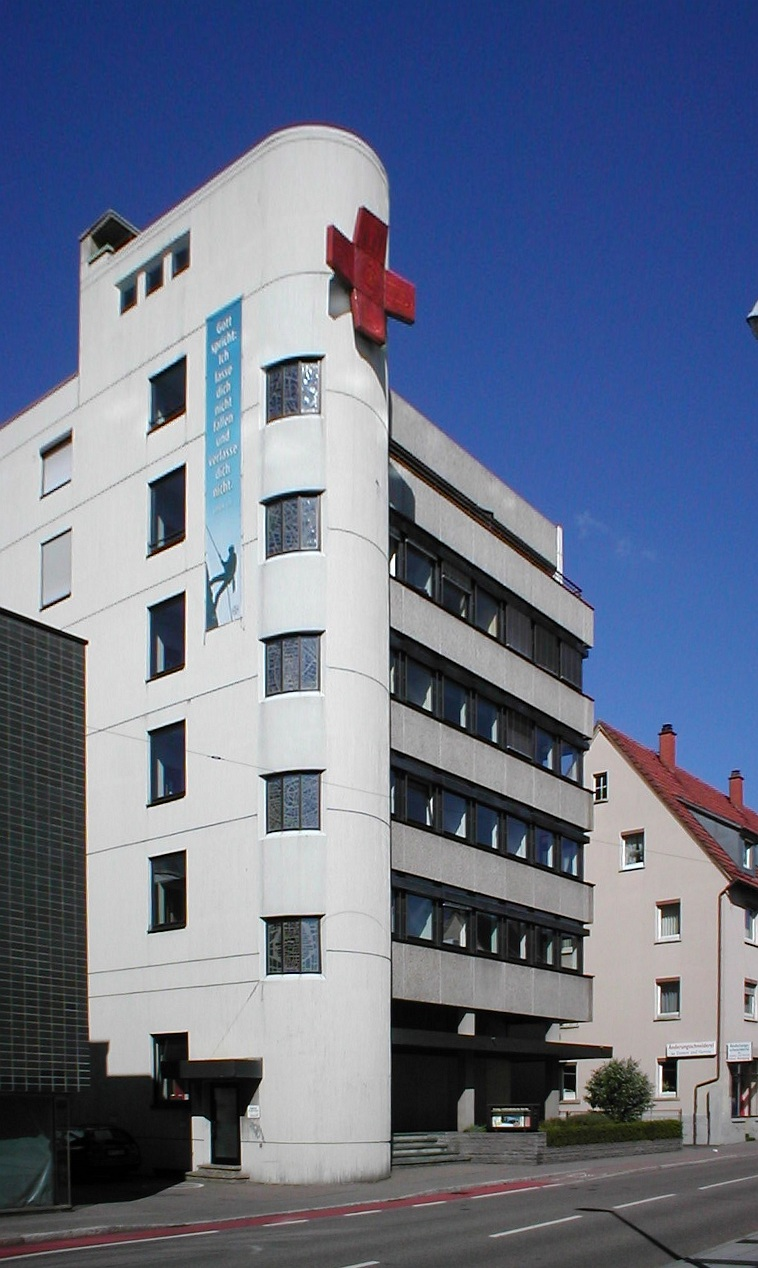
Pauluskirche an der Karlstraße 33
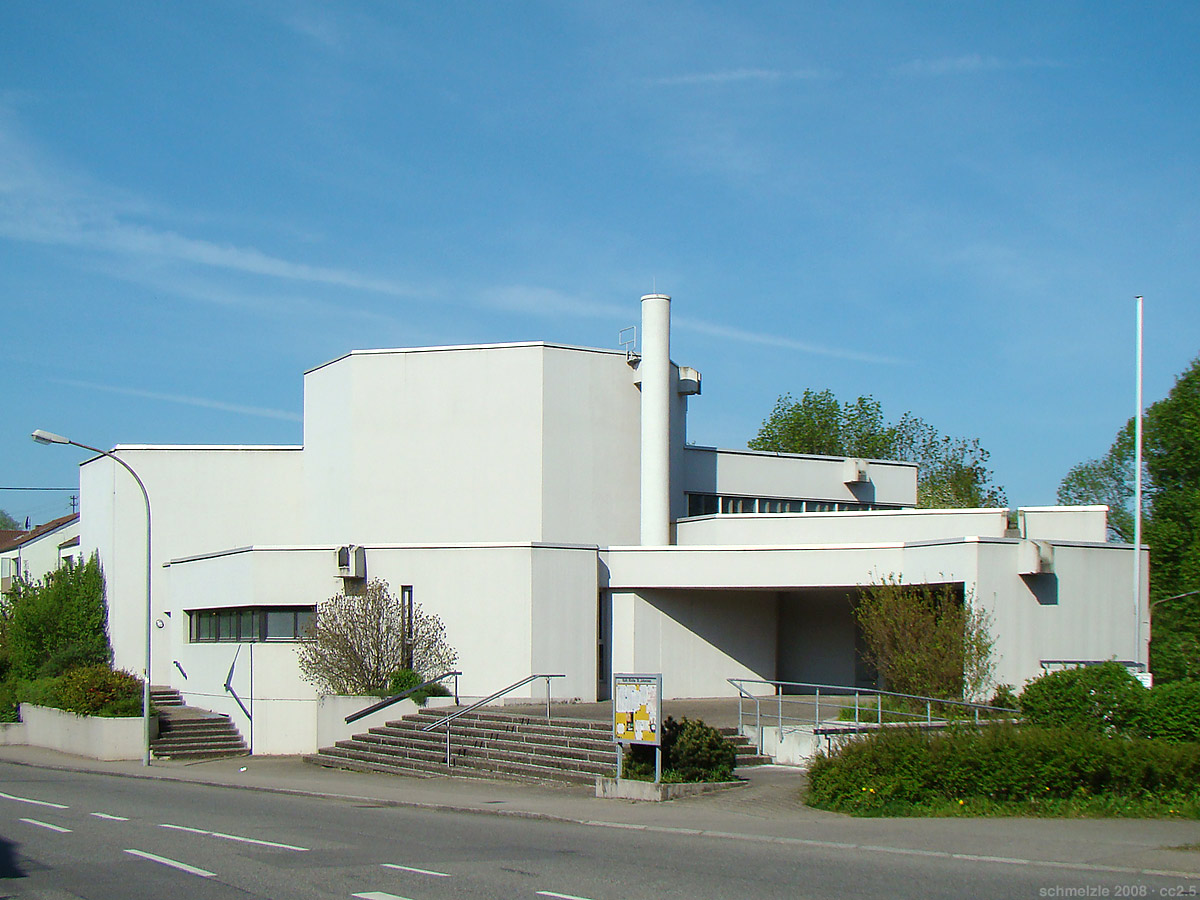
Johanneskirche.
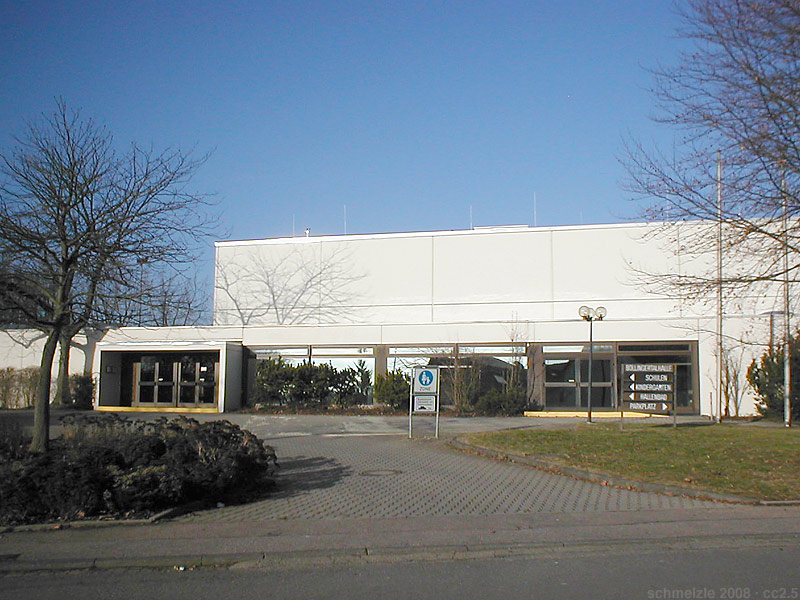
Böllingertalhalle
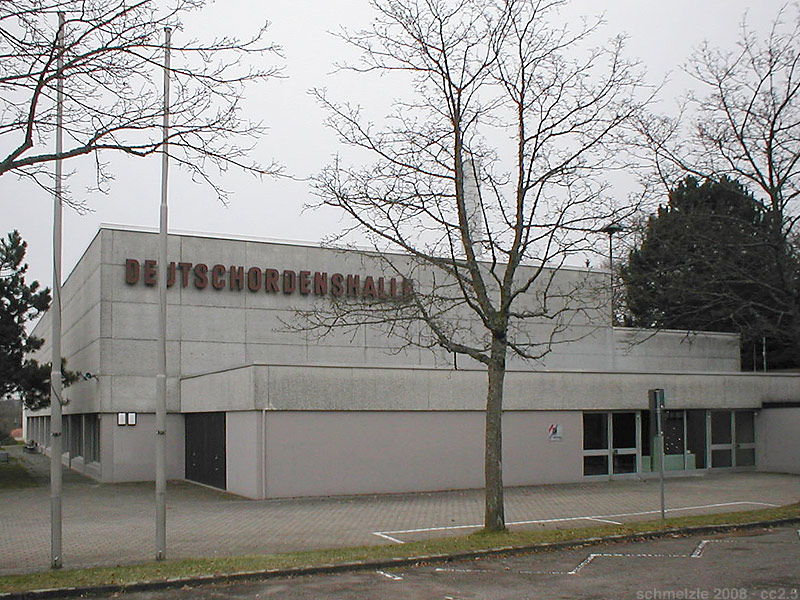
Deutschordenshalle
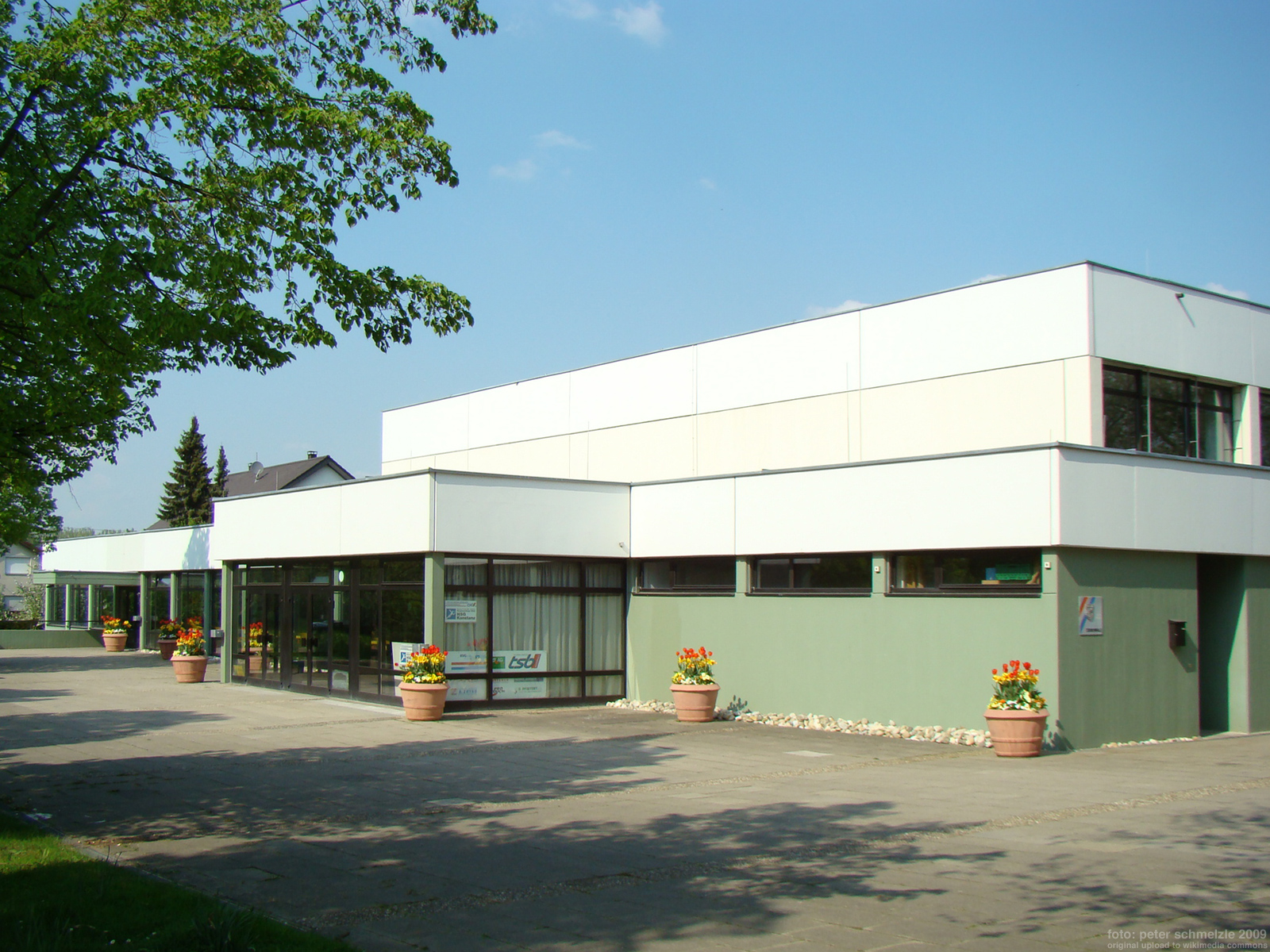
Stauwehrhalle
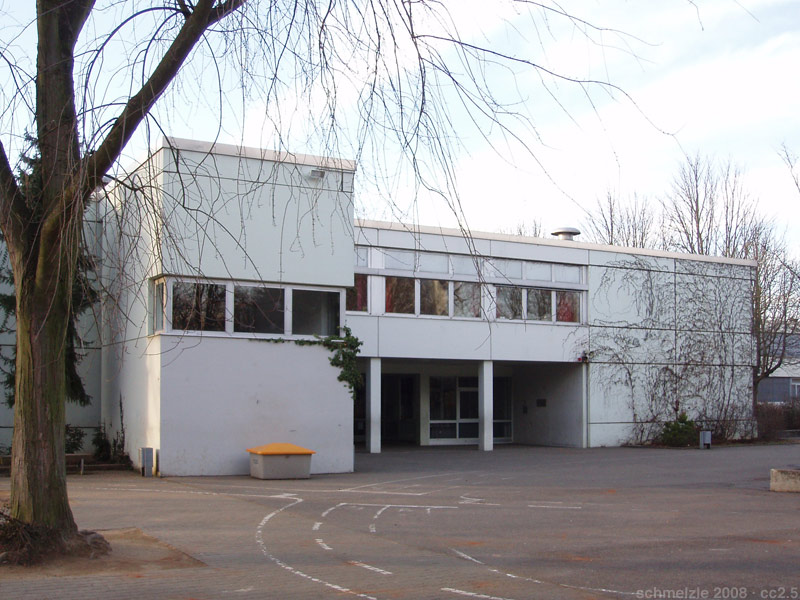
Elly-Heuss-Knapp-Grundschule
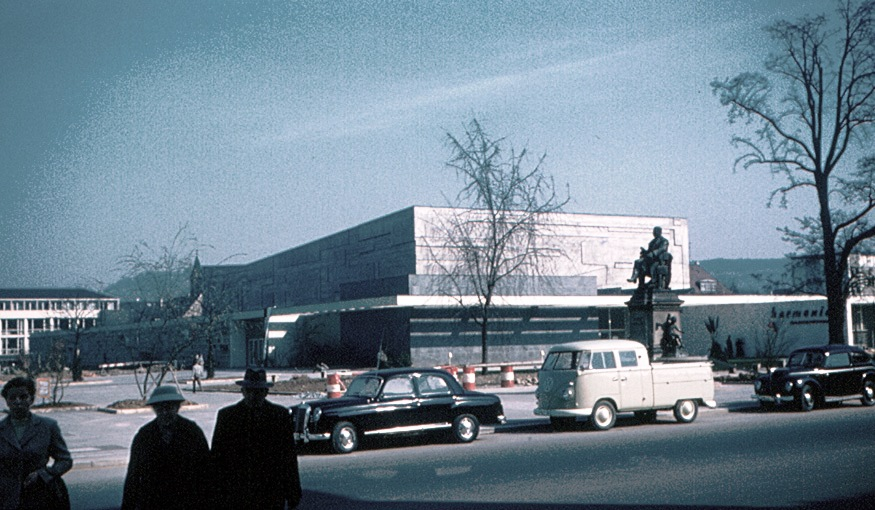
Die Harmonie 1960
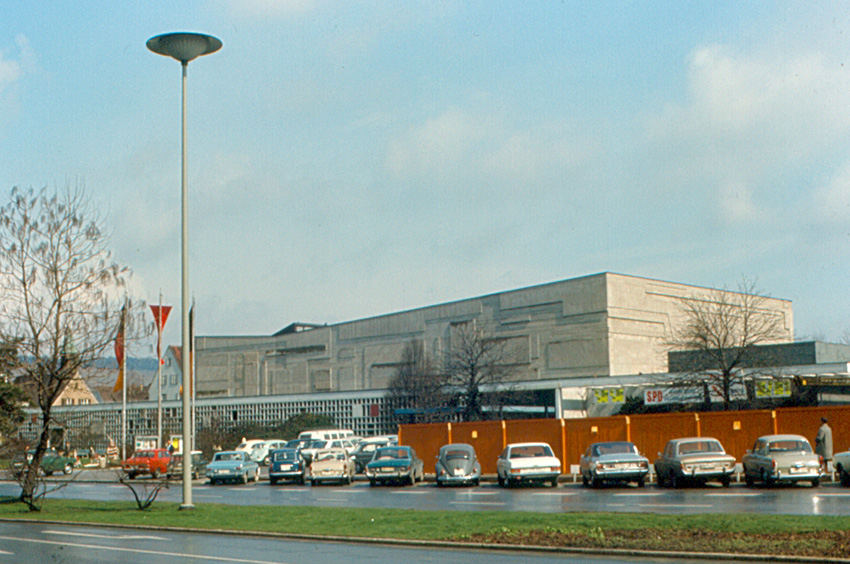
Die Harmonie 1970
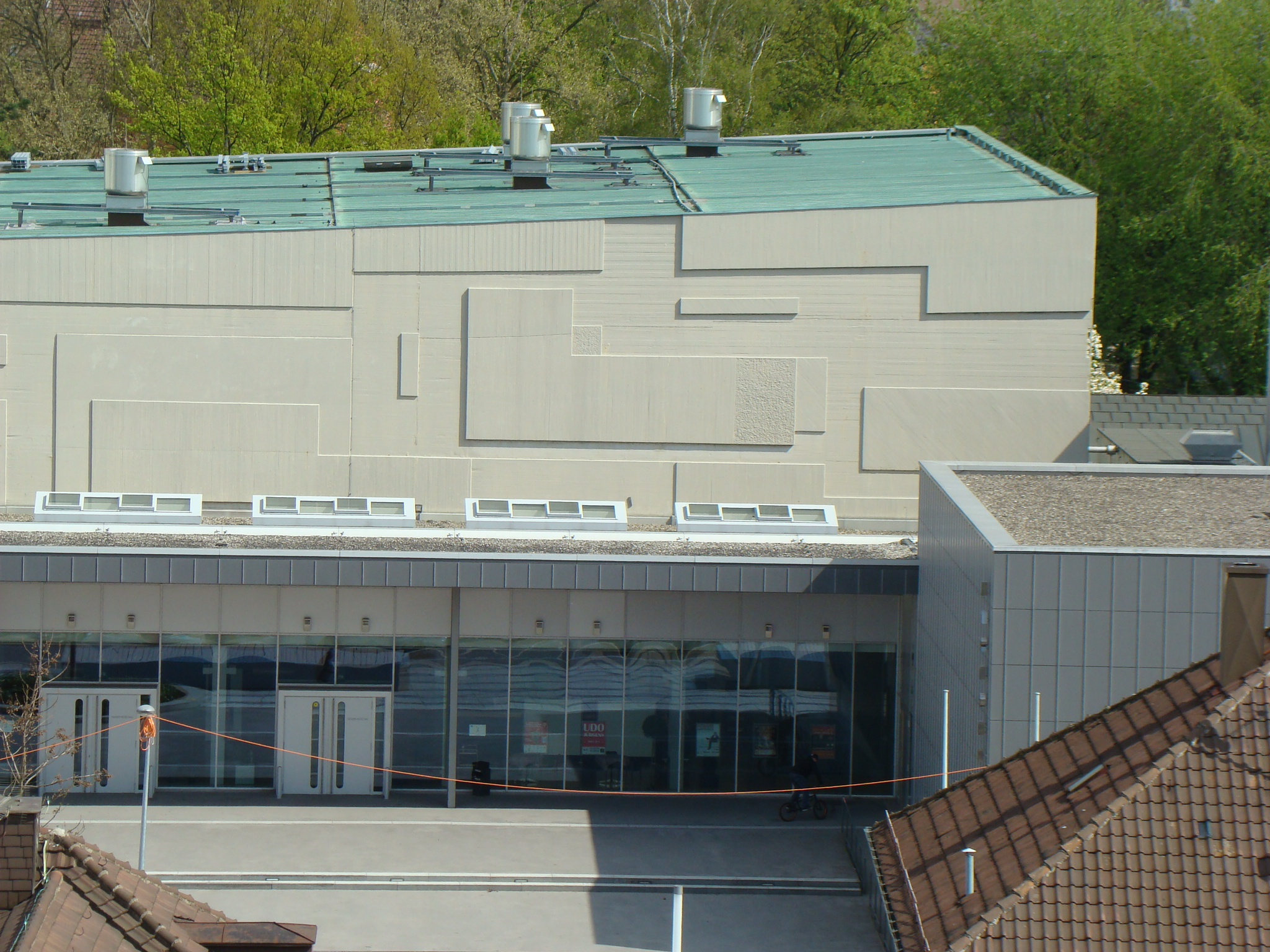
Einige Fassadenteile lassen noch die ursprüngliche Fassadengestaltung von Alfred Bühler erkennen

In den 1970er Jahren stieg die Anzahl der Gebäude, die in kurzer Zeit gebaut wurden. Es entstanden dabei meist Beton-Hochhäuser. Beispiele dafür sind das Shoppinghaus von Helmut und Ernst Schaal ebenso wie das Wollhauszentrum.

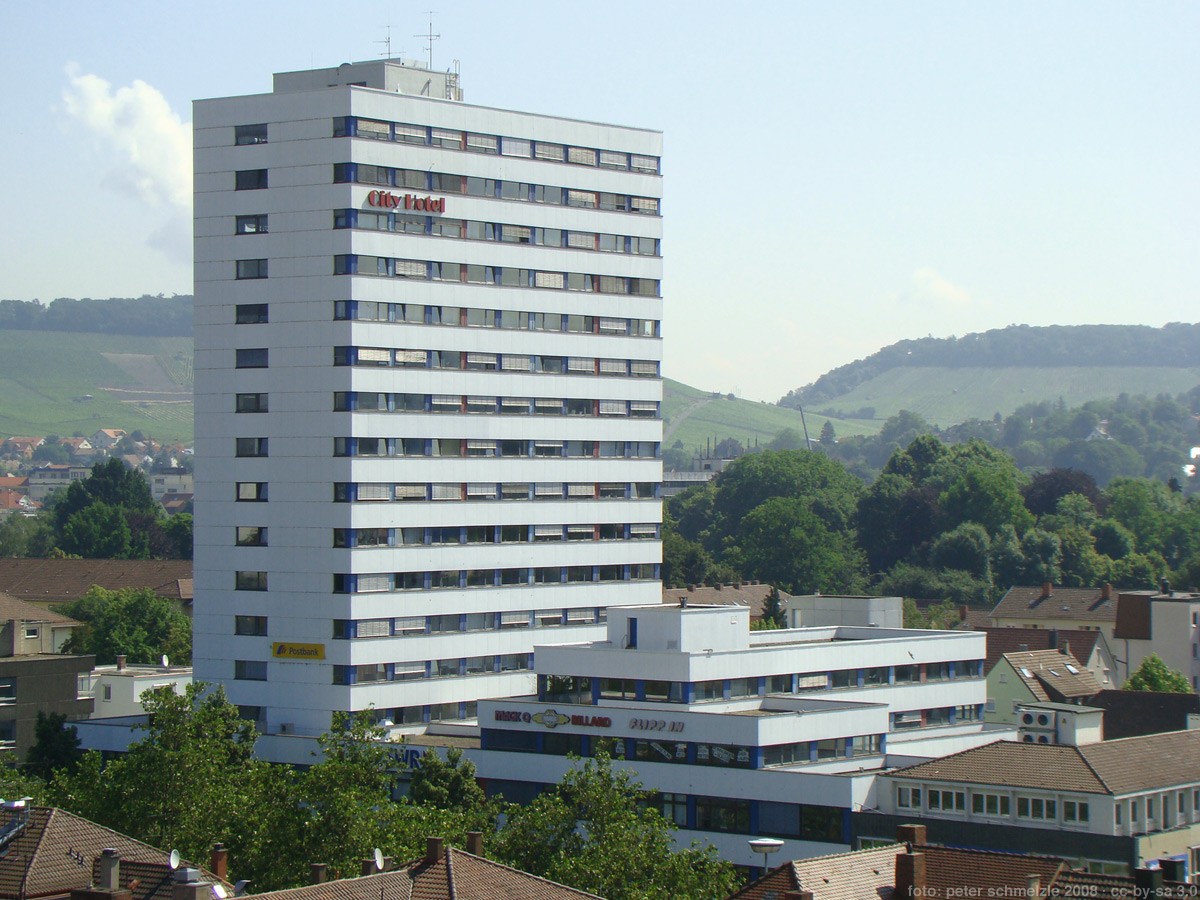
Shoppinghaus

### Postmoderne und Dekonstruktivismus (1980/90er Jahre)
In den 1980er und 1990er Jahren wurde das Heilbronner Stadtbild durch Architektur der Postmoderne und des Dekonstruktivismus geprägt. Beispiele hierfür sind der Käthchenhof (Postmoderne) und die Hafenmarktpassage (Dekonstruktivismus).
Die Postmoderne wendete sich gegen die Moderne und ist eine Architektur der Rückbesinnung auf geschichtliche Vorbilder und Wurzeln. Der von dem Stuttgarter Stadtplaner und Architekten Michael Trieb erstellte Stadtbildrahmenplan („Trieb-Plan“) soll die „im Rahmen des Wiederaufbaus entstandenen Gebäude- und Fassadentypen ... als Entwurfsgrundlage für eine Weiterentwicklung“ sehen, um das „Charakteristische des wieder aufgebauten Heilbronn“ zu erhalten. Am 17. Dezember 1987 beschloss der Gemeinderat von Heilbronn den „Trieb-Plan“. Baulücken der Altstadt sollten mit Gebäuden geschlossen werden, die typische Merkmale der Heilbronner Stadtarchitektur des Wiederaufbaus aufweisen.
In Neckargartach wurde die Einkaufszentrum „Leinbach-Passage“ angelegt, und die Biberacher Pfarrkirche St. Cornelius und Cyprian wurde 1985 eingeweiht. In den Jahren 1986/87 wurde auf dem früheren Fuchs-Areal die Einkaufspassage „Käthchenhof“ errichtet. An der Ecke Kaiserstraße/Kiliansplatz entstand das Haus Bergdoll (Kilianscafé). In der Kaiserstraße wurde das Bekleidungshaus Haux mit einer Sandsteinfassade, Arkadenbögen und Erker gebaut. Am 21. September 1986 wurde in Kirchhausen die evangelische Dietrich-Bonhoeffer-Kirche eingeweiht. Am 24. November 1989 wurde das neue Postamt an der Bahnhofsstraße eröffnet.
Die 1991 von Keller+Eckert entworfene Hafenmarktpassage lehnt sich an das Hysolar-Haus auf dem Campus der Universität in Stuttgart-Vaihingen an, das von Günter Behnisch im Stil des Dekonstruktivismus entworfen worden ist.

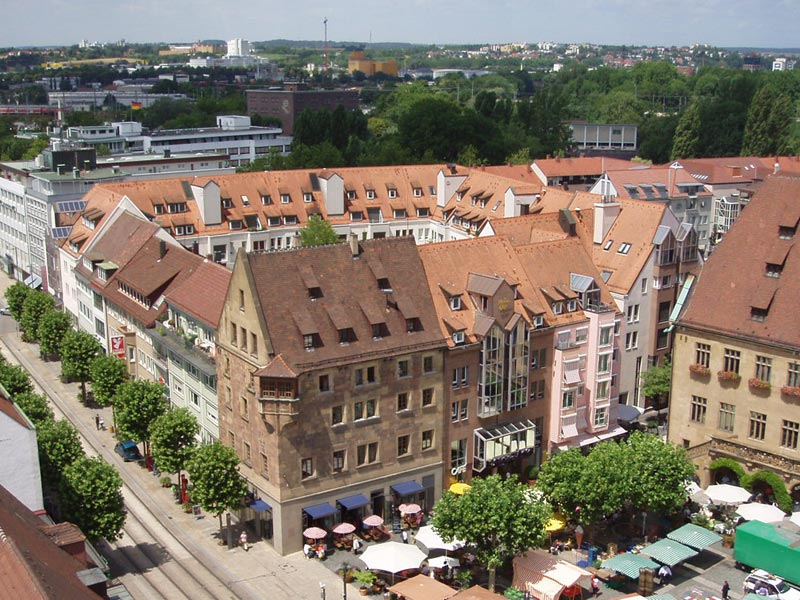
Käthchenhof
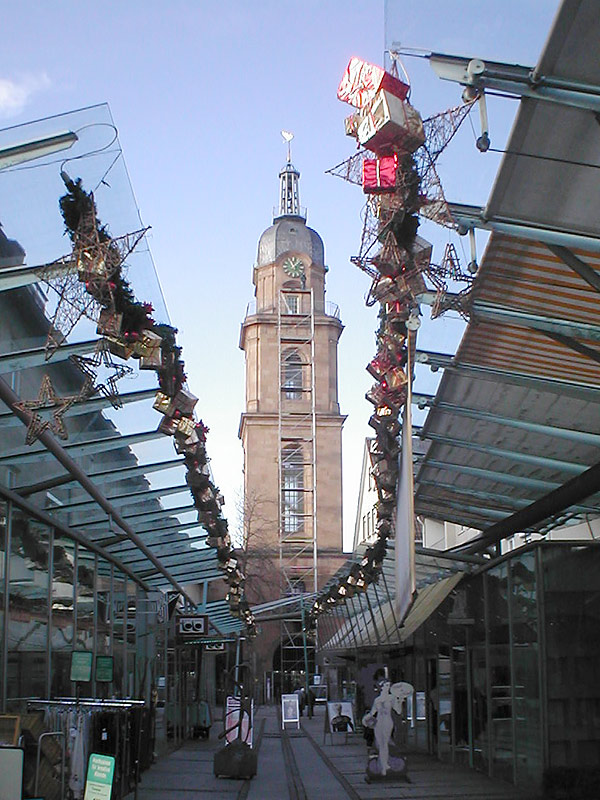
Hafenmarktpassage
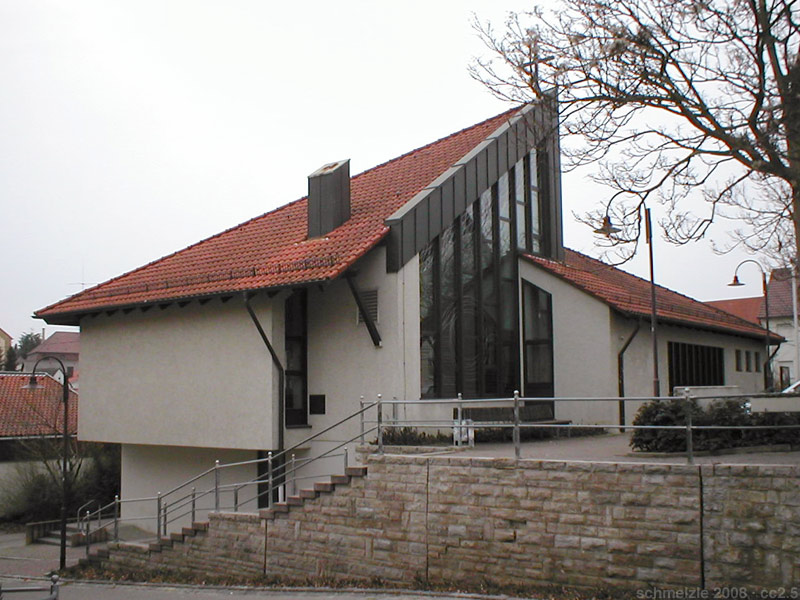
Evangelische Dietrich-Bonhoeffer-Kirche (erbaut 1985) in Heilbronn-Kirchhausen
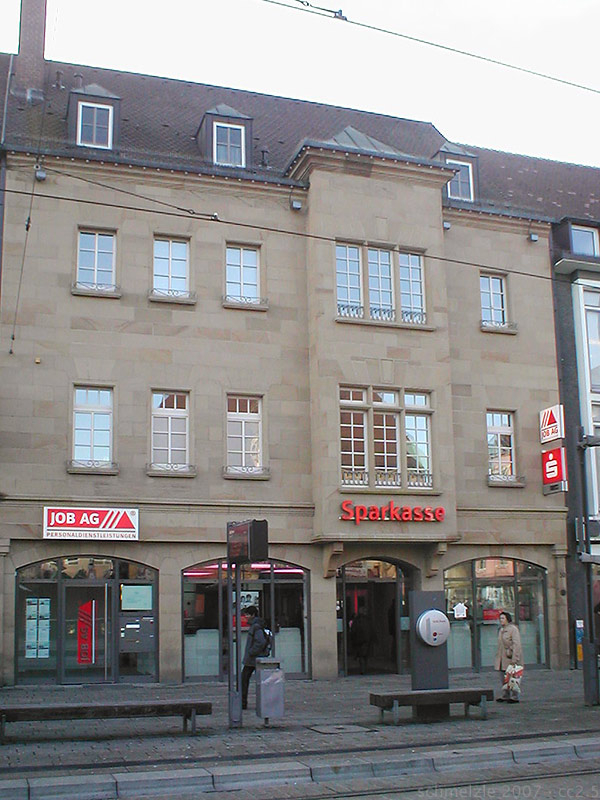
Kaiserstraße 28
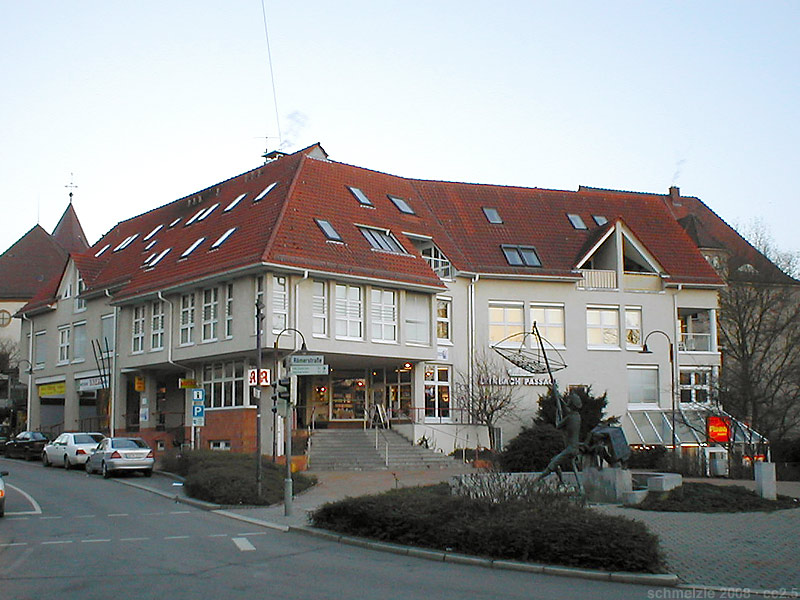
Leinbach-Passage in Heilbronn-Neckargartach
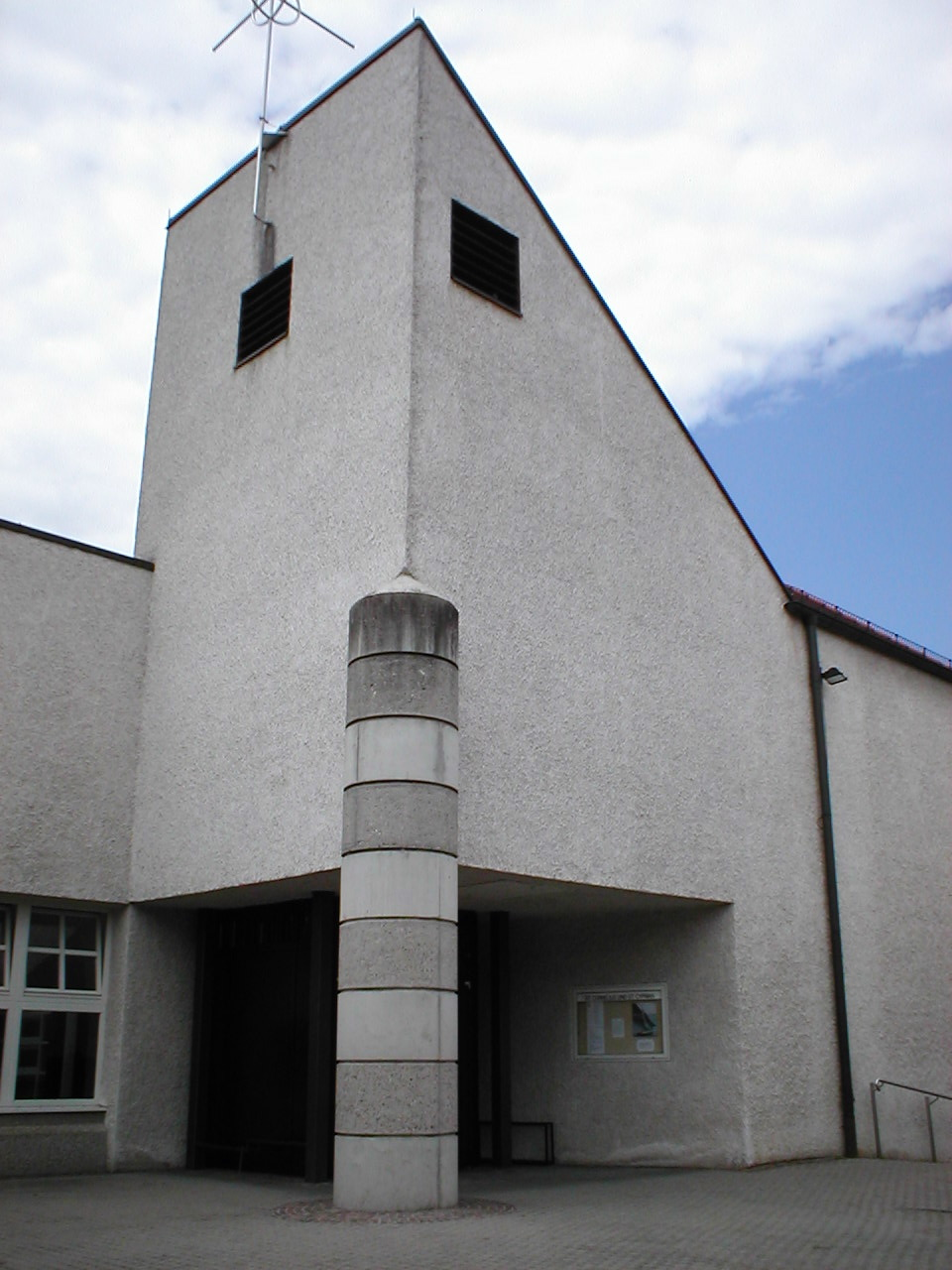
Kirchturm der Kath. Kirche St. Cornelius und Cyprian in Heilbronn-Biberach
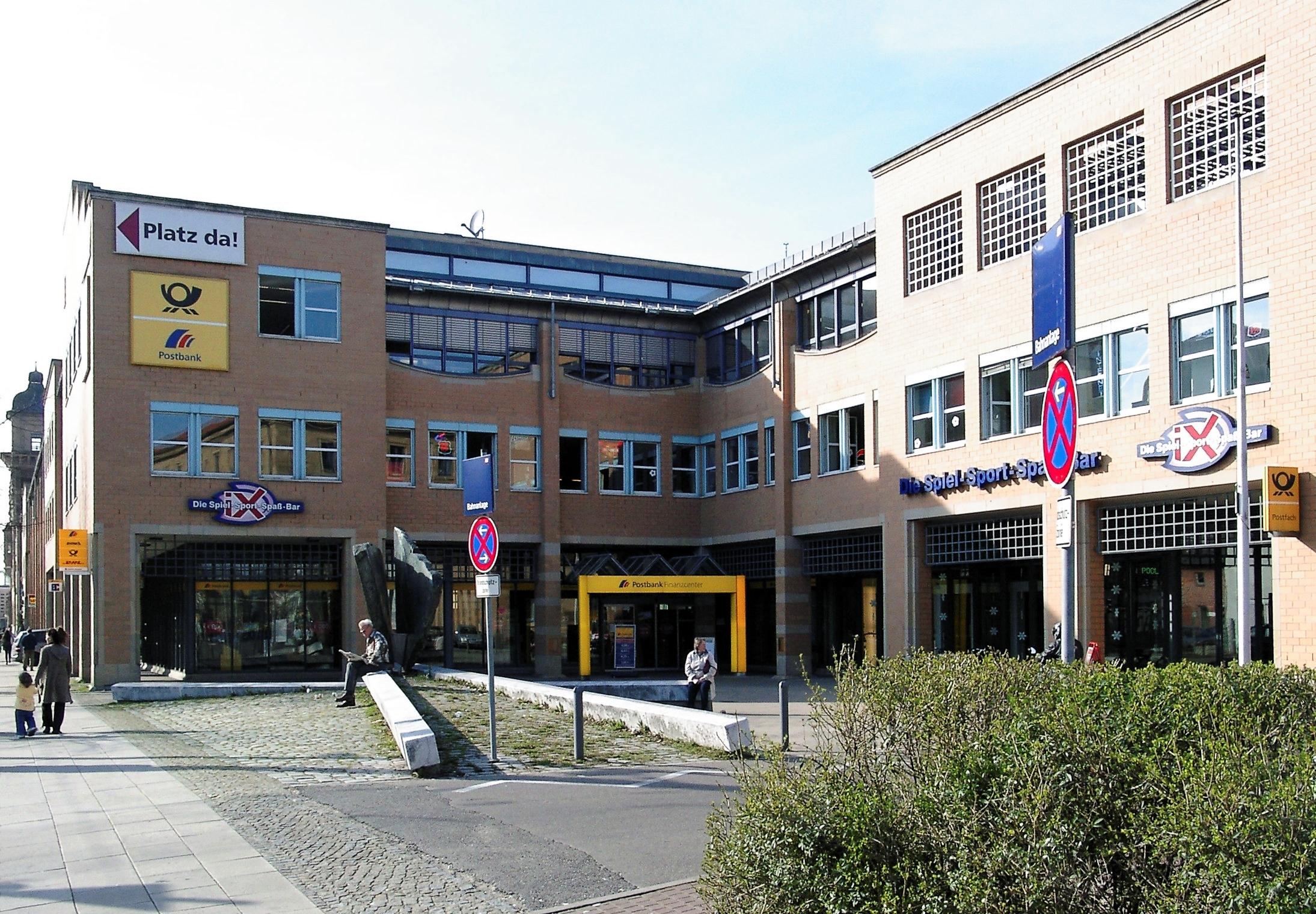
Neue Hauptpost beim Bahnhof
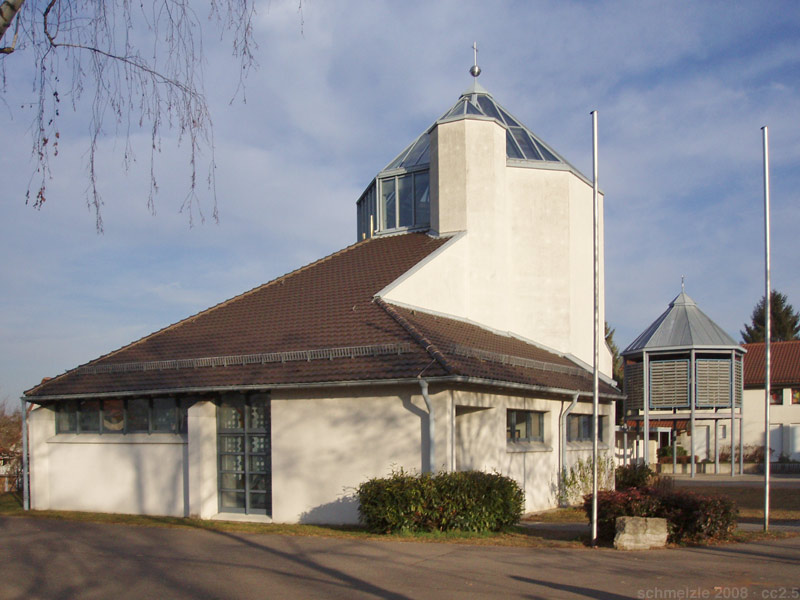
Heilig-Kreuz-Kirche (1991), Heilbronn-Böckingen (Kreuzgrund-Siedlung)
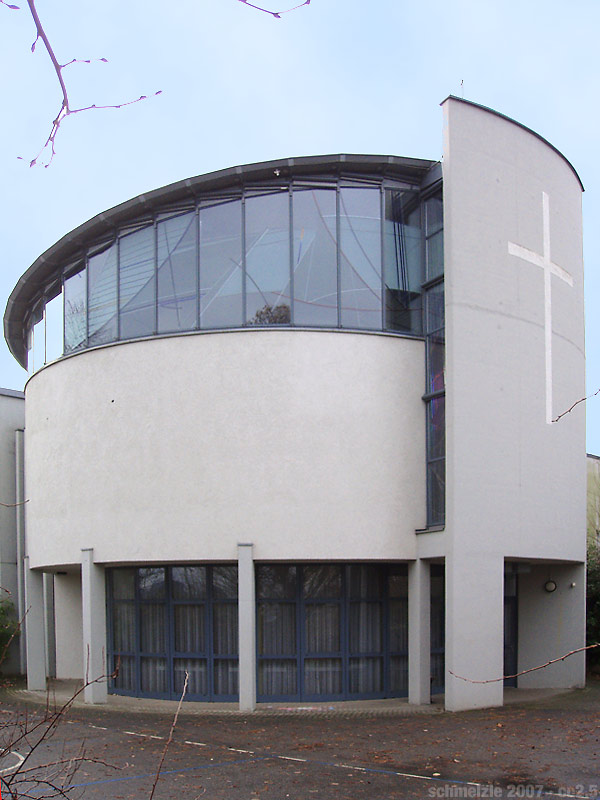
Die am 31. März 1996 eingeweihte Versöhnungskirche

### Gegenwartsarchitektur des 21. Jahrhunderts

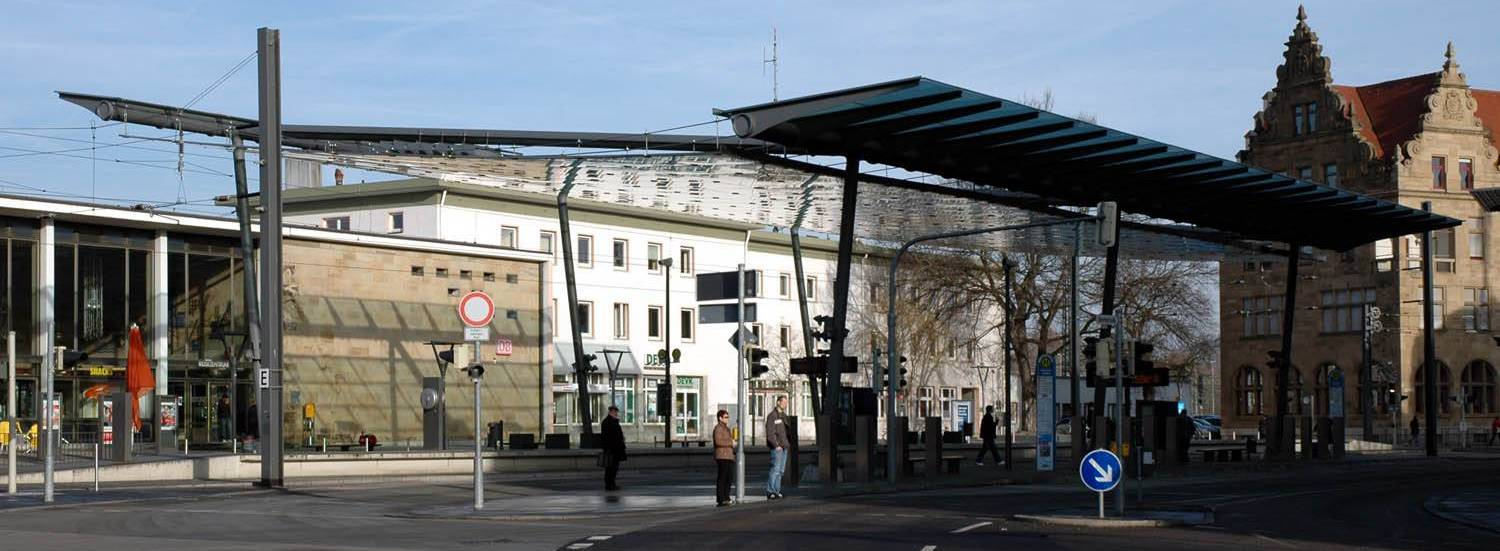
Überdachung des Bahnhofsvorplatzes

Die Gegenwartsarchitektur ist durch Architekten geprägt, die in den 1940er und 1950er Jahren geboren wurden. Ulrich Bechler und Gerd Krummlauf gestalteten 2000 das K3 und 2002 den Neckarturm. 2008 entwarf Matthias Müller den Kaiser’s Turm, Gottlieb-Daimler-Straße 9, Bernd Zimmermann entwarf 2002 den überdachten Pausenhof Helene-Lange-Realschule und leitete 2005 die Fassadensanierung des Mönchsee-Gymnasiums. Franz-Josef Mattes – Sekiguchi Partner erweiterten die Sporthalle und die Klassenräume der Gerhart-Hauptmann-Schule in Heilbronn und gestalteten den Klosterhof.
Es wurden auch prominente auswärtige Architekten mit betraut. Otto Steidle aus München errichtete 2003 die Neckarterrassen. Auer, Weber und Partner aus Stuttgart gestalteten 2002 die Überdachung des Bahnhofsvorplatzes. Im März 2008 wurde das nach Plänen des ECE-Architekten B. Hillrichs gebaute Einkaufszentrum Stadtgalerie bzw. ECE mit einer schwarzen Südwand mit langen Lichtstreifen und einer Glasstruktur zum Deutschhof hin eröffnet. BDA-Chef Matthias Müller nennt den Bau „Ufo“ und meint, dass der Neubau „städtebaulich ein Fremdkörper“ sei und es „sprengt jede Maßstäblichkeit“. Er hofft, dass die Stadtgalerie „nicht [...] neue Maßstäbe setzt“. Er qualifiziert das Gebäude als „schlechten Städtebau, der überhaupt nichts mit Heilbronn zu tun hat“. Baubürgermeister Wilfried Hajek sieht noch nachträglichen Überarbeitungsbedarf bei der Fassade am Passageneingang im Westen zur Schöntaler Gasse hin: „Hier sollte eigentlich Hand angelegt werden“. Nach anderer Meinung soll die schwarze Südwand das Berliner Jüdische Museum von Daniel Libeskind zitieren, während die Fassade mit den farbigen Glasfenstern Werke von Sauerbruch Hutton zitiere. Das grüngehaltene äußere Erscheinungsbild erinnert an die gewölbten, grün patinierten Kupferkuppeln der alten Synagoge Heilbronn.

## Verlust von Architektur

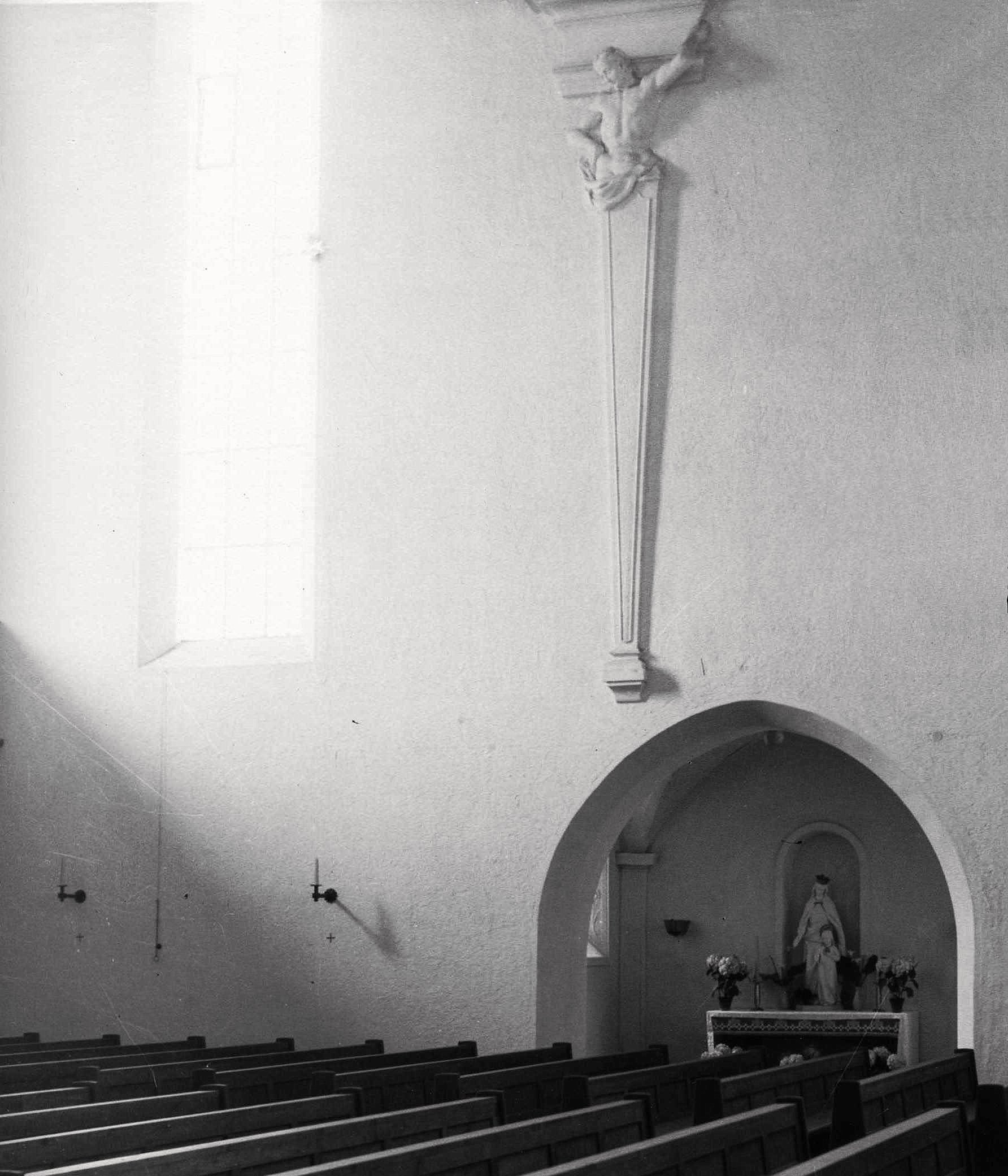
An den hohen Wänden des Langhauses waren 1951 zwei Stuckallegorien verblieben. Diese wurden später abgeschlagen.

Im Krieg beschädigte Architektur wurde in der Nachkriegszeit oft Opfer von Naturgewalten wie Sturm, Regen und Kälte. Entschlüsse des Bauausschusses des Gemeinderats erlaubten in Einzelfällen, die erhalten gebliebenen Ruinen abzutragen und deren Sandsteine für den Wiederaufbau zerstörter Gebäude wiederzuverwenden. Noch am 19. November 1948 musste die Polizeidirektion öffentlich bekannt geben, dass die unerlaubte Entnahme von Steinen, Holz und sonstigen Sachwerten aus den Trümmern der zerstörten Gebäude als Diebstahl zu werten sei. Nachdem die Trümmerbeseitigung zu Ende gegangen war, überließ das Tiefbauamt Sandsteinreste nicht mehr Privaten, sondern ausschließlich der öffentlichen Hand für den Bau öffentlicher Gebäude. Aber auch in der Nachkriegszeit rekonstruierte Architektur wurde später durch Abbruch oder Sprengungen ein zweites Mal, dieses Mal endgültig, zerstört. Die Begründung dafür lautete, dass viele Gebäude lediglich Architektur von vorgestern seien und diese daher als Hindernis für die Gegenwart und die Zukunft gelte. Folglich waren die Bauwerke abzubrechen. Dabei ging nicht nur historische Architektur, sondern auch die Identifikation der Heilbronner Bürger mit ihrer Heimatgeschichte verloren.
- Siehe auch: Liste der abgegangenen Heilbronner Gebäude und Denkmäler